# Escuadrón de Escolta Real

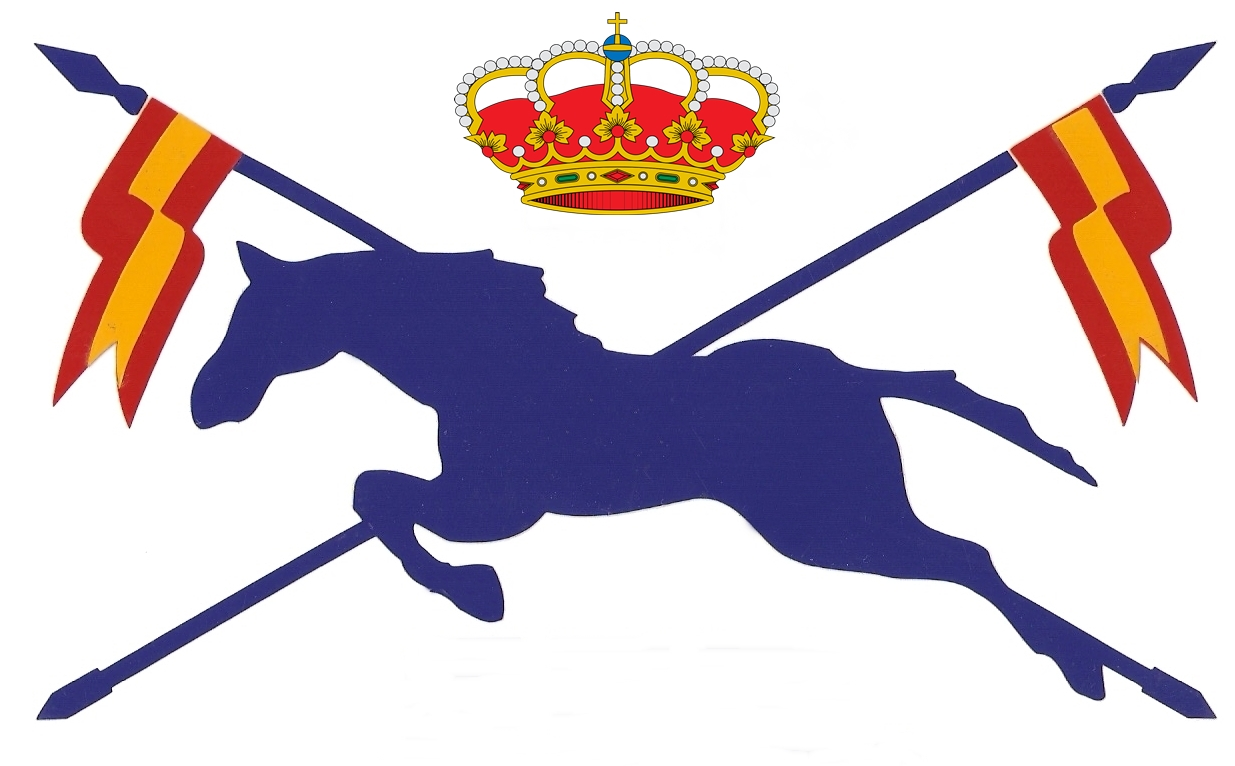
Emblema del Escuadrón de Escolta Real

El Escuadrón de Escolta Real es la unidad de caballería de la Guardia Real española, compuesta por personal del Ejército de Tierra pertenecientes al Arma de Caballería. 

Sus orígenes están en la Escolta Real, unidad con entidad de escuadrón, creada el 19 de abril de 1875 en tiempos del rey Alfonso XII. Este escuadrón cambiaría más tarde su nombre por el de Escuadrón de la Escolta Real, manteniéndose con las mismas misiones y organización con el rey Alfonso XIII. Durante su reinado, el 14 de abril de 1931, las tropas de Casa Real fueron disueltas al proclamarse la II República, desapareciendo el escuadrón y renaciendo años más tarde con el rey Juan Carlos I como Escuadrón de Lanceros, al crearse el 31 de diciembre de 1975 el Regimiento de la Guardia Real. Más tarde, en la década de los 90 recuperaría su tradicional nombre de Escuadrón de Escolta Real que mantiene en la actualidad.
Su principal misión, según se recoge en el Real Decreto 434/1988 de 6 de mayo B.O.E. N.º 112 sobre reestructuración de la Casa del Rey, es «proporcionar servicio de guardia militar, rendir honores y proporcionar escolta solemne a S.M. el Rey» y a los miembros de la familia real que se determinen. Igualmente, es cometido también del Escuadrón de Escolta Real el prestar análogos servicios a los jefes de Estado extranjeros cuando así se ordene. 
El Escuadrón de Escolta Real se encuentra en el acuartelamiento La Reina, en El Pardo.

## Historia

### Antecedentes históricos
Desde los Reyes Católicos hasta el actual monarca, las unidades de Caballería han formado parte de la guardia personal de cada monarca y de cada jefe de Estado que ha tenido España. Si bien la utilización y misión de las diferentes unidades montadas de las Tropas de Casa Real han sido similares, cada reinado o gobierno ha tenido sus peculiaridades y por tanto sus tropas de Caballería.
En el caso de una unidad de Caballería con la única misión de dar protección inmediata al monarca, la encontramos en el reinado de Isabel II, ya que, aunque anteriormente también hubo pequeñas unidades dedicadas a la protección inmediata, lo habitual era que las unidades montadas estuvieran encuadradas en guardias exteriores con misiones diferentes a la escolta inmediata del monarca, que únicamente proporcionaban escolta al monarca en determinadas ocasiones.
Tras el reinado de Fernando VII, la Guardia Real sufre una profunda remodelación en diciembre del año 1841, suprimiéndose la Guardia Real Exterior y quedando únicamente para prestar servicio al rey una compañía de guardias alabarderos pertenecientes a la antigua Guardia Real Interior.
El 2 de febrero de 1852, el cura Martín Merino atenta contra la reina Isabel II, salvando la vida gracias a la intervención de los alabarderos que custodiaban el acceso a las dependencias de la joven reina. Debido a este suceso, se determina una nueva reorganización de las tropas de Casa Real, ampliando a dos las compañías la Guardia de Alabarderos y creando el Escuadrón de Guardias de la Reina para dar protección a la reina en sus desplazamientos fuera de palacio. Este escuadrón duró poco, ya que en 1854 fue disuelto, quedando únicamente los Guardias Alabarderos como Tropas de Casa Real.

#### Alfonso XII; Creación de la Escolta Real
El 14 de enero de 1875 se reinstaura la monarquía española en la persona de Alfonso XII, hijo de la destronada Isabel II, y se restableció apenas un mes después el Real Cuerpo de Guardias Alabarderos. Pasaron los meses y se vio la necesidad de dotar a la Corona de una unidad que protegiera a las reales personas en sus desplazamientos fuera de palacio, y por Real Orden de 19 de abril de 1875 se creó un nuevo cuerpo a caballo "para servir de escolta y prestar servicio cerca de las Reales Personas fuera de palacio". A esta nueva unidad, con entidad de Escuadrón, se la denominó Escolta Real. 
A la tropa se le exigía haber servido en el Arma de Caballería, hoja de servicios inmaculada, medir más de 1,74 cm y comprometerse por 4 años de servicio, amén de ser menor de 30 años.
El Escuadrón de Escolta Real quedó compuesto en un principio por:
- Jefe coronel de Caballería.
- 2.º jefe teniente coronel de Caballería.
- Dos capitanes comandantes de Caballería.
- Un ayudante capitán de Caballería.
- Tres alféreces tenientes de Caballería.
- Un veterinario segundo profesor.
- Un picador segundo profesor.
- Un sargento primero de Caballería.
- Cuatro sargentos de Caballería.
- Ocho cabos primeros.
- Ocho cabos.
- Un cabo de trompetas.
- Cuatro trompetas.
- Cien guardias soldados de primera.
- Tres herradores.
- Un forjador.

Contando el escuadrón con 18 caballos de jefes y oficiales y 100 de tropa. El reglamento especificaba que estos caballos debían de ser de color negro o castaño por mitad, en vez de apelado por secciones.
Una Real Orden de 13 de mayo de 1875 dio un reglamento para la uniformidad y el armamento de este cuerpo, aún sin la coraza, y con un uniforme que recordaba mucho el de la antigua "Guardia de la Reina". Muy interesante es el capítulo III del reglamento de 1875, que establecía cada uno de los servicios, hombres que habían de componerlos, posición en la formación, prendas de uniforme, etc.
En el año 1876, el Escuadrón apenas organizado salió a campaña al mando de su coronel Pedro Girón Aragón, duque de Ahumada, para acompañar a Alfonso XII que había tomado el mando de todos los ejércitos y marchando al norte, donde puso fin a la guerra; el escuadrón se distinguió en la toma de Pamplona el 28 de febrero de 1876. 
El 29 de noviembre de 1879 contrae matrimonio el rey Alfonso XII con María Cristina de Habsburgo Lorena y el Escuadrón de Escolta Real dio solemne escolta a la comitiva nupcial.
El 12 de abril de 1881, el escuadrón tuvo el honor de maniobrar, en la Casa de Campo de Madrid, a la voz del propio rey, estrenándose en esta ocasión las corazas que luego habrían de ser tan características del Escuadrón.
Un nuevo reglamento de uniformidad para la escolta fue dado en 1885 (englobado en el reglamento general para la caballería de 27 de junio). En este ya aparecía descrita la coraza que había de ser "de hierro pulimentado, con un sol de metal amarillo en el centro del peto y sobrepuestas las iniciales A XII, con corona real y tres flores de lis de metal blanco; corbata de paño encarnado rizado y sujeta interiormente al forro de la coraza que es de badana blanca". 

#### Alfonso XIII
El 25 de noviembre de 1885 fallece el rey Alfonso XII, dejando un heredero menor de edad que no sería proclamado rey hasta su mayoría de edad el 17 de mayo de 1902, quien reinaría con el nombre de Alfonso XIII.
Otro reglamento de uniformidad es publicado en 1892 (también englobado en el de la caballería) y el 4 de mayo de 1910 se publica otro nuevo, ya en tiempos del reinado de Alfonso XIII, en este se recogen las nuevas divisas, las gorras de plato, etc.
El 6 de febrero de 1923 se publica el último reglamento de uniformidad antes de la disolución del Cuerpo. En todos estos reglamentos apenas se varía nada, solo hacen confirmar los anteriores y modificar ligeramente la hechura de algunas prendas de acuerdo con la moda y gustos de la época.
El 31 de mayo de 1906, el joven Alfonso XIII contrajo matrimonio con la princesa británica Victoria Eugenia de Battenberg en la iglesia de Los Jerónimos. Cuando regresaban a palacio, a la altura del número 88 de la calle Mayor la comitiva sufrió un atentado al arrojarle el anarquista Mateo Morral una bomba escondida en un ramo de flores. El Escuadrón de Escolta Real dio notables muestras de valor y disciplina, pese a caer muertos tres oficiales y cinco guardias y resultar herido el propio coronel de la escolta, razón por la que fueron condecorados varios de sus componentes. Otras diecisiete personas resultaron heridas, pero milagrosamente los novios resultaron ilesos.
Con la proclamación de la II República el 14 de abril de 1931, el Escuadrón de Escolta Real y el Real Cuerpo de Alabarderos son disueltos.
Durante el periodo de 1931 a 1975, los gobiernos existentes utilizaron unidades de caballería análogas al Escuadrón de Escolta Real para dar seguridad a sus respectivos jefes de Estado:
- 1931-1936 (Segunda República Española): Escuadrón de Escolta Presidencial.
- 1936-1975 (Dictadura del General Francisco Franco): Regimiento de la Guardia de Su Excelencia el Generalísimo.

#### Juan Carlos I

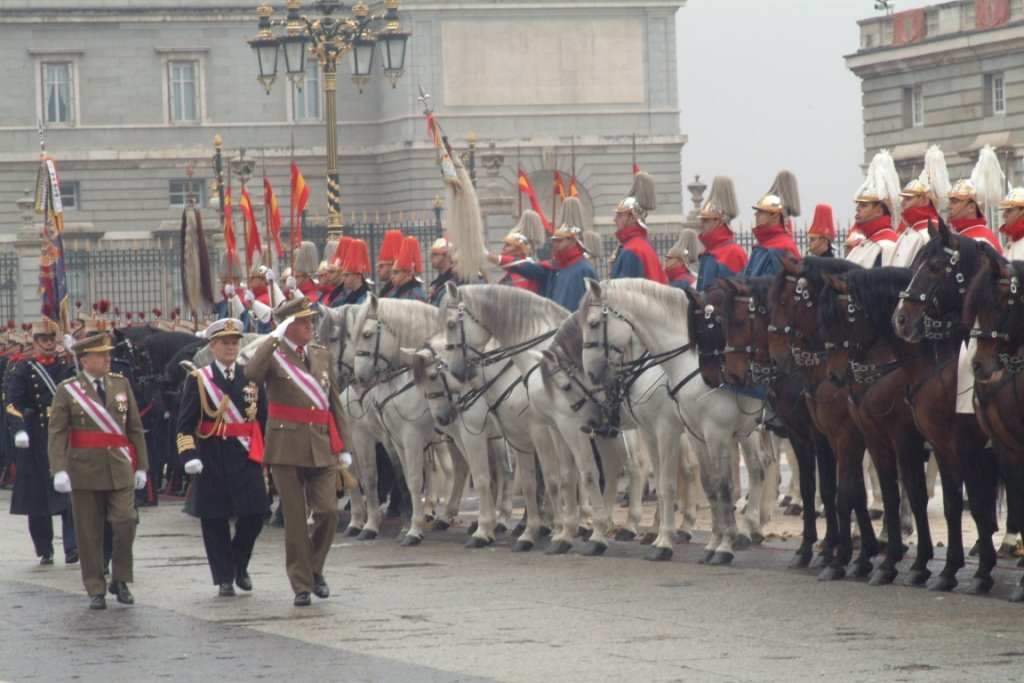
Pascua militar.

El 22 de noviembre de 1975 es proclamado rey de España Juan Carlos de Borbón y Borbón, quien reinaría desde entonces con el nombre de Juan Carlos I. Por Orden de 31 de diciembre de 1975 (D.O. núm. 2) del Ministerio del Ejército, se crea el “Regimiento de la Guardia Real” a base del antiguo Regimiento de la Guardia de S.E. el Generalísimo, cuyo personal será acoplado, en lo posible, en el nuevo Regimiento de la Guardia Real. 
Desde un principio el Regimiento de la Guardia Real contó con una unidad de Caballería para proporcionar escolta solemne al rey y fue denominada Escuadrón de Lanceros. Este Escuadrón, al Mando de un Capitán del Arma de Caballería, quedaría compuesto por Mando, una Sección de PLM, una Escuadra de Batidores, una Banda de Clarines y Timbales y tres Secciones de Lanceros, siendo la 1.ª ocupada por el personal más antiguo y de mayor experiencia dentro del Escuadrón. En sus comienzos todo el Escuadrón montaba caballos de capa castaña.
El Escuadrón de Lanceros desfiló por primera vez el Día de las Fuerzas Armadas de 1976 por las calles de Madrid proporcionando solemne escolta a los reyes y a la familia real hasta el lugar del desfile y una vez finalizado el mismo hasta el Palacio Real donde tuvo lugar la recepción oficial.
Por Real Orden de 13 de febrero de 1979, el Regimiento de la Guardia Real cambió de denominación pasando a denominarse Guardia Real.
En 1982, se forma la sección de Coraceros dentro del Escuadrón de Lanceros. Se crea esta sección de Coraceros sobre la base de la 1.ª sección de Lanceros, donde estaban los jinetes más antiguos y reconocidos del Escuadrón, recuperando así la uniformidad y tradición del originario Escuadrón de la Escolta Real de Alfonso XII. Su uniforme era y es, réplica exacta al utilizado por el Escuadrón de Escolta Real de Alfonso XII con la única y lógica variación de la Cifra Real que portaban las corazas en su parte frontal. A la misma vez, se reorganiza la Guardia Real y se activa el Zaguanete de Alabarderos.
La sección de coraceros proporcionó escolta solemne por primera vez al rey Juan Carlos y a la familia real el 6 de junio de 1982, en el Día de las Fuerzas Armadas. En el año 1993 el Escuadrón de Lanceros recuperó su histórica denominación de Escuadrón de Escolta Real que mantiene en la actualidad.

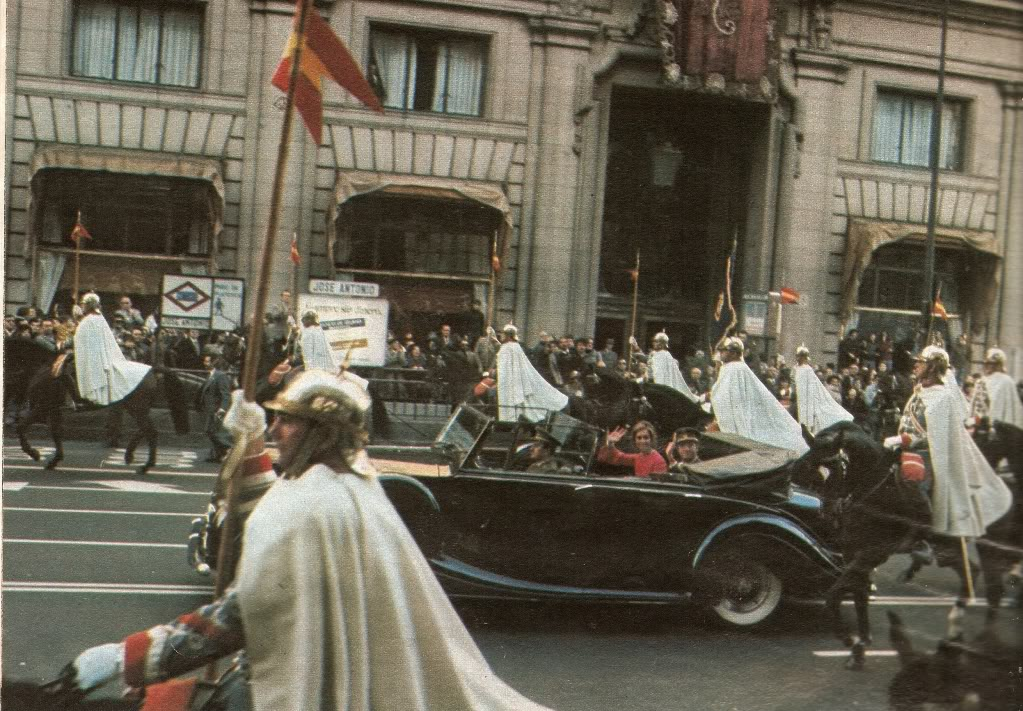
Primera escolta a Juan Carlos I
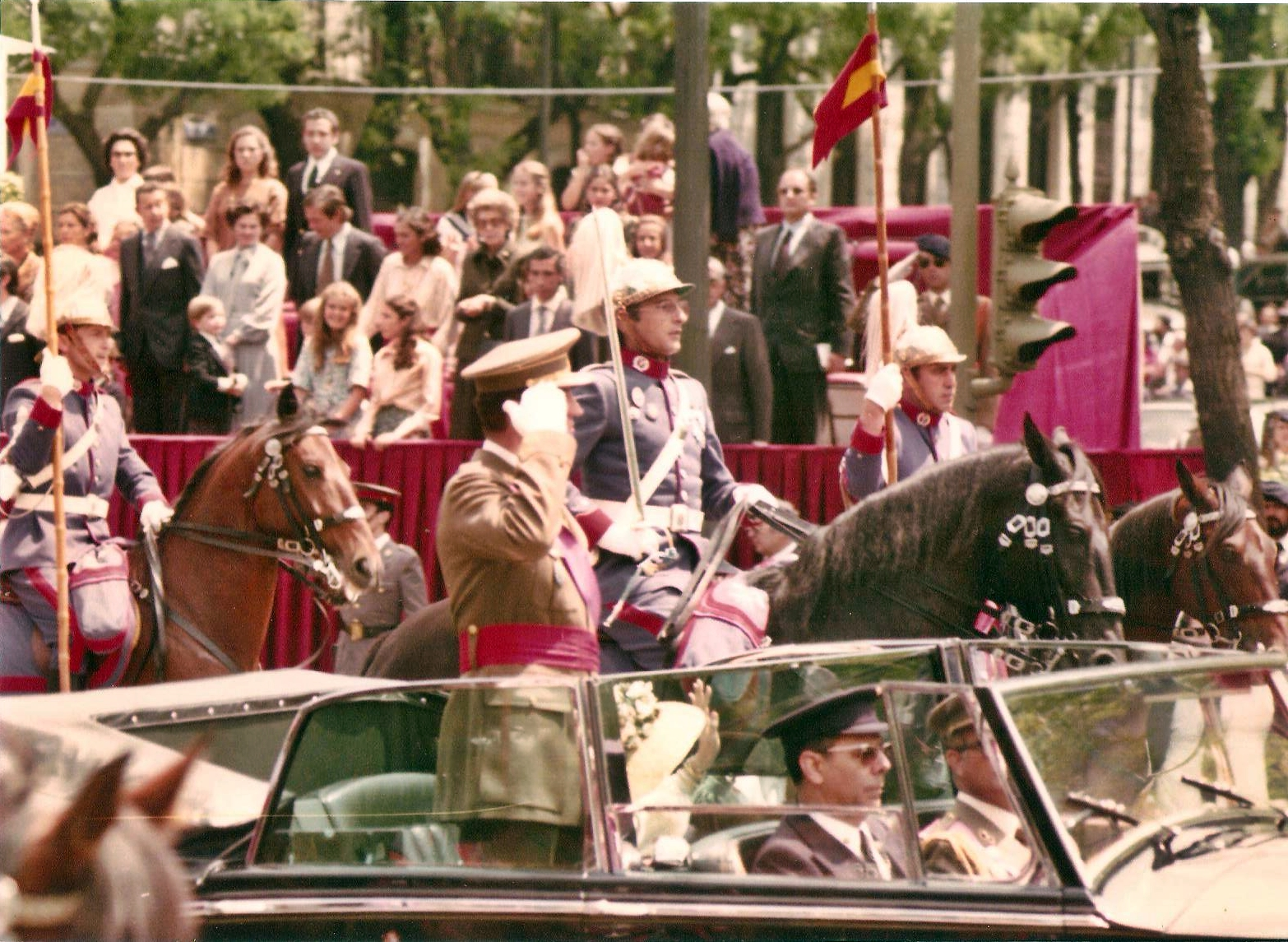
Primeros años del Escuadrón de Lanceros
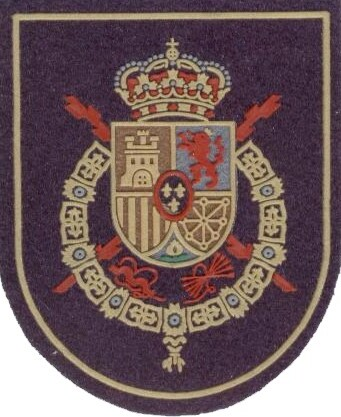
Escudo de la Guardia Real en la época de Juan Carlos I
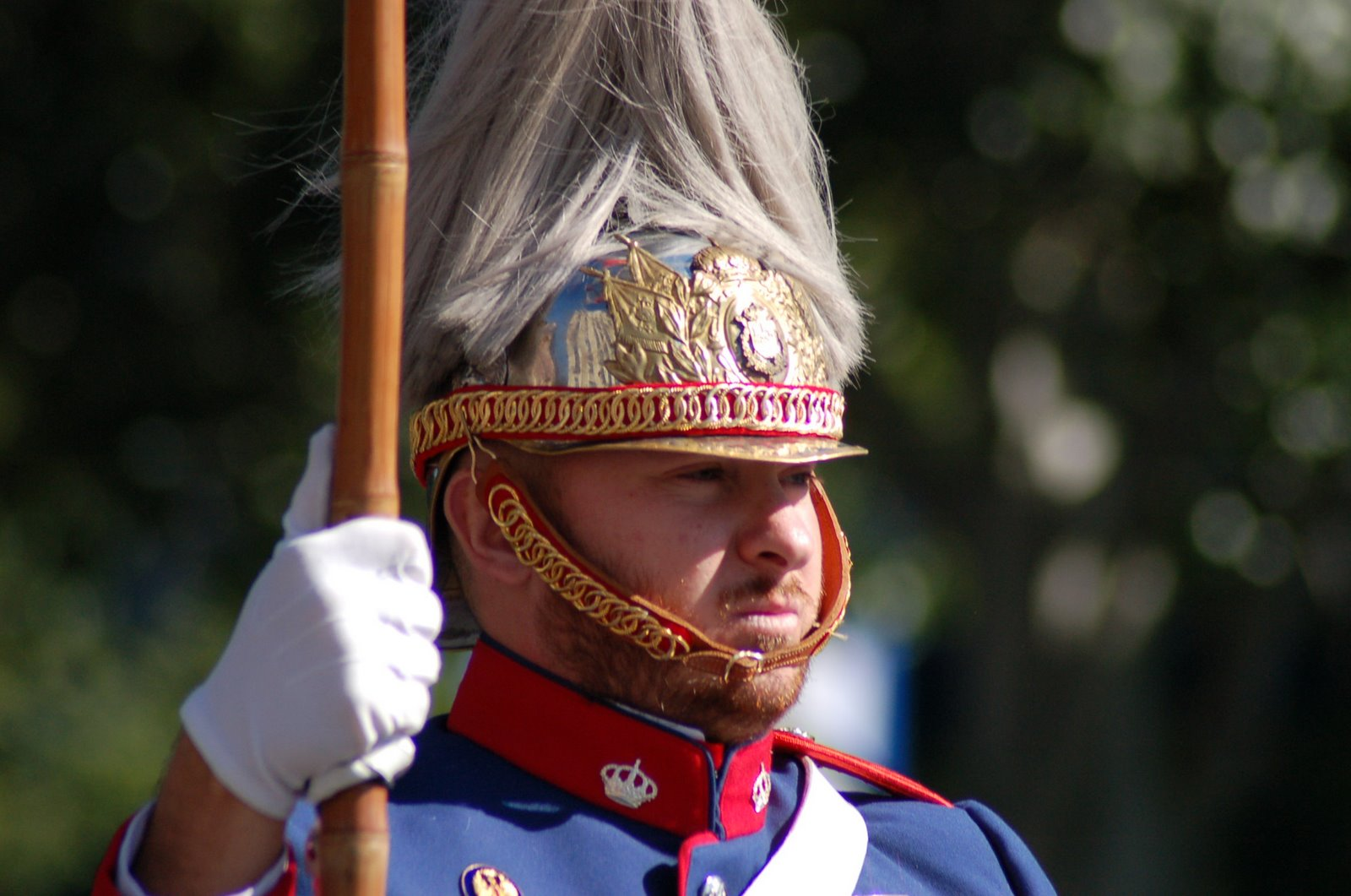
Lancero de la época de Juan Carlos I
Cifra real de Juan Carlos I

#### Felipe VI
S.M. el Rey D. Juan Carlos I abdicó el 18 de junio de 2014 y su hijo, D Felipe de Borbón, fue proclamado Rey por las Cortes Generales el 19 de junio de 2014.

Ese día, el Escuadrón de Escolta Real al completo proporcionó solemne escolta a S.M. el Rey Felipe VI y a su Real Familia por las calles de Madrid, desde el Palacio del Congreso de los Diputados hasta el Palacio Real de Madrid.

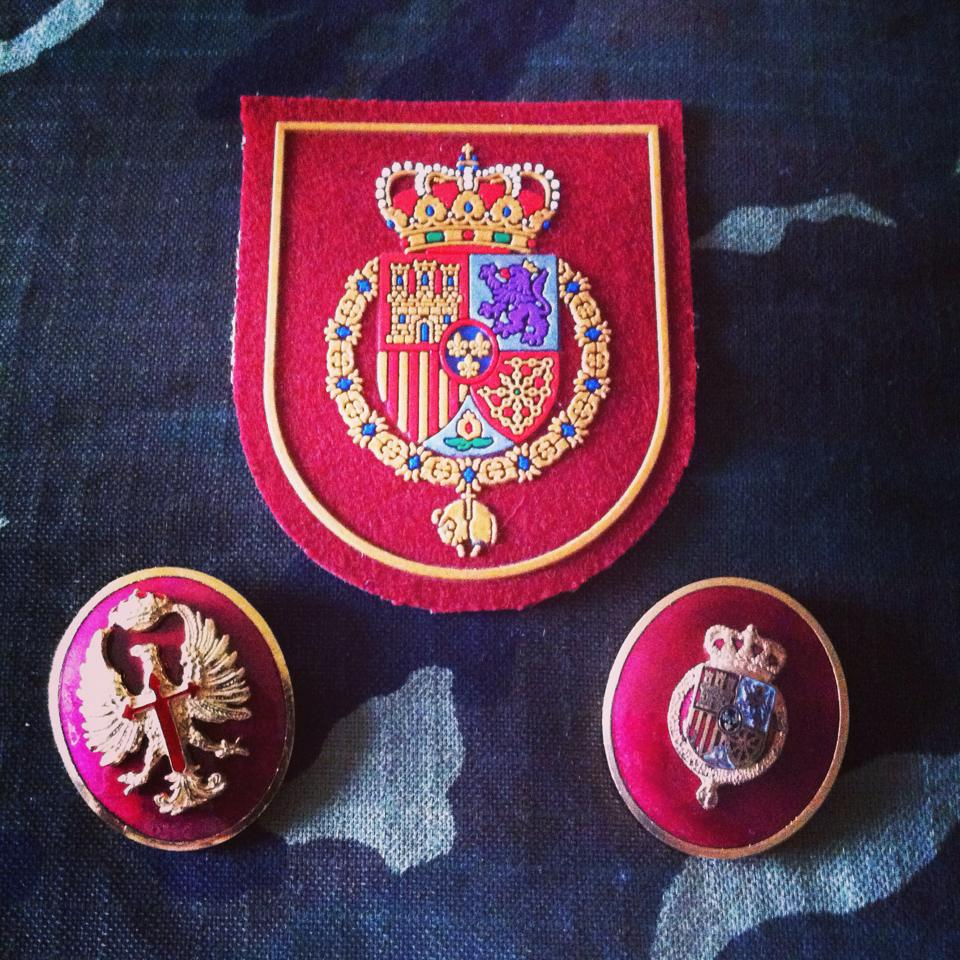
Distintivos de Felipe VI
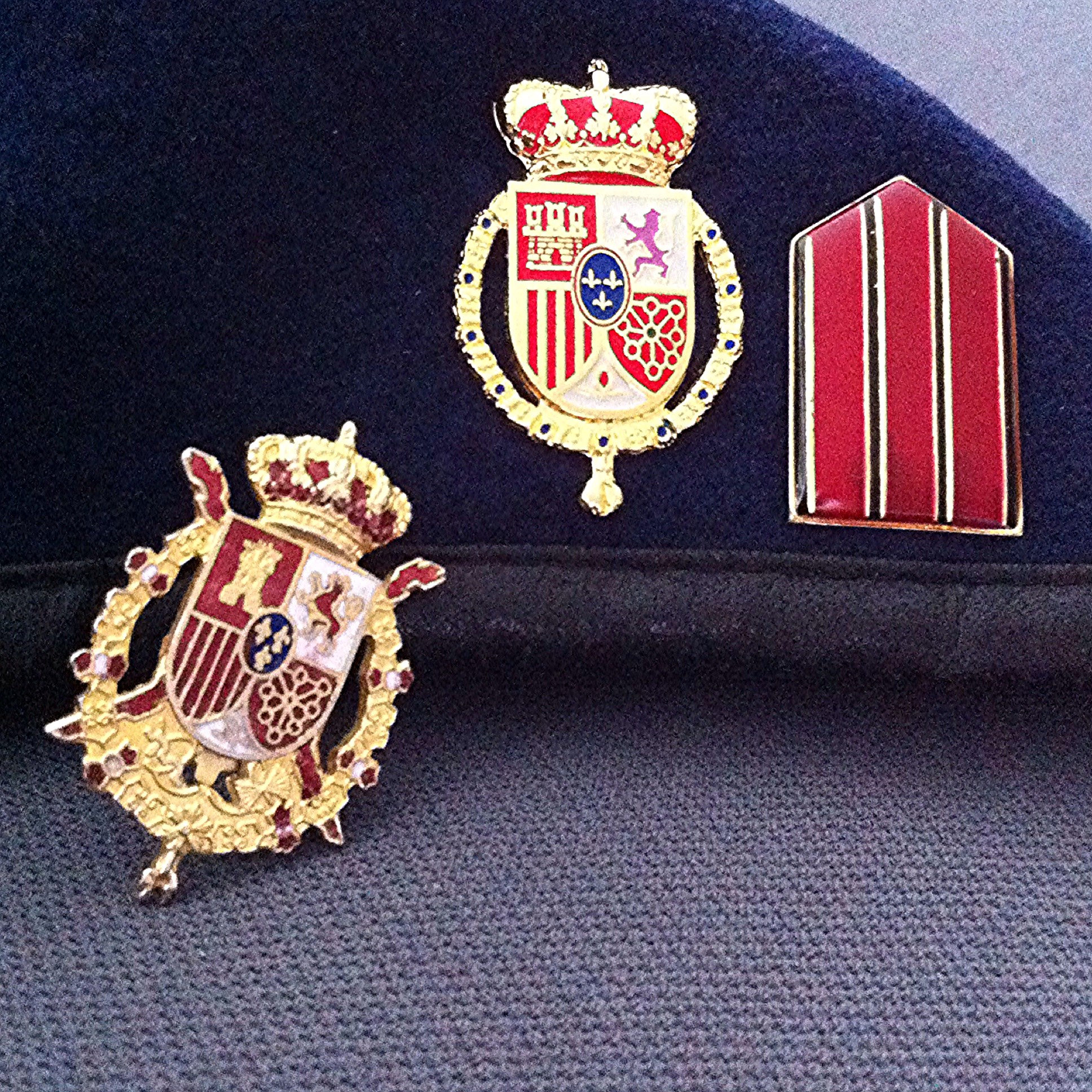
Distintivos de boina de Felipe VI y Juan Carlos I
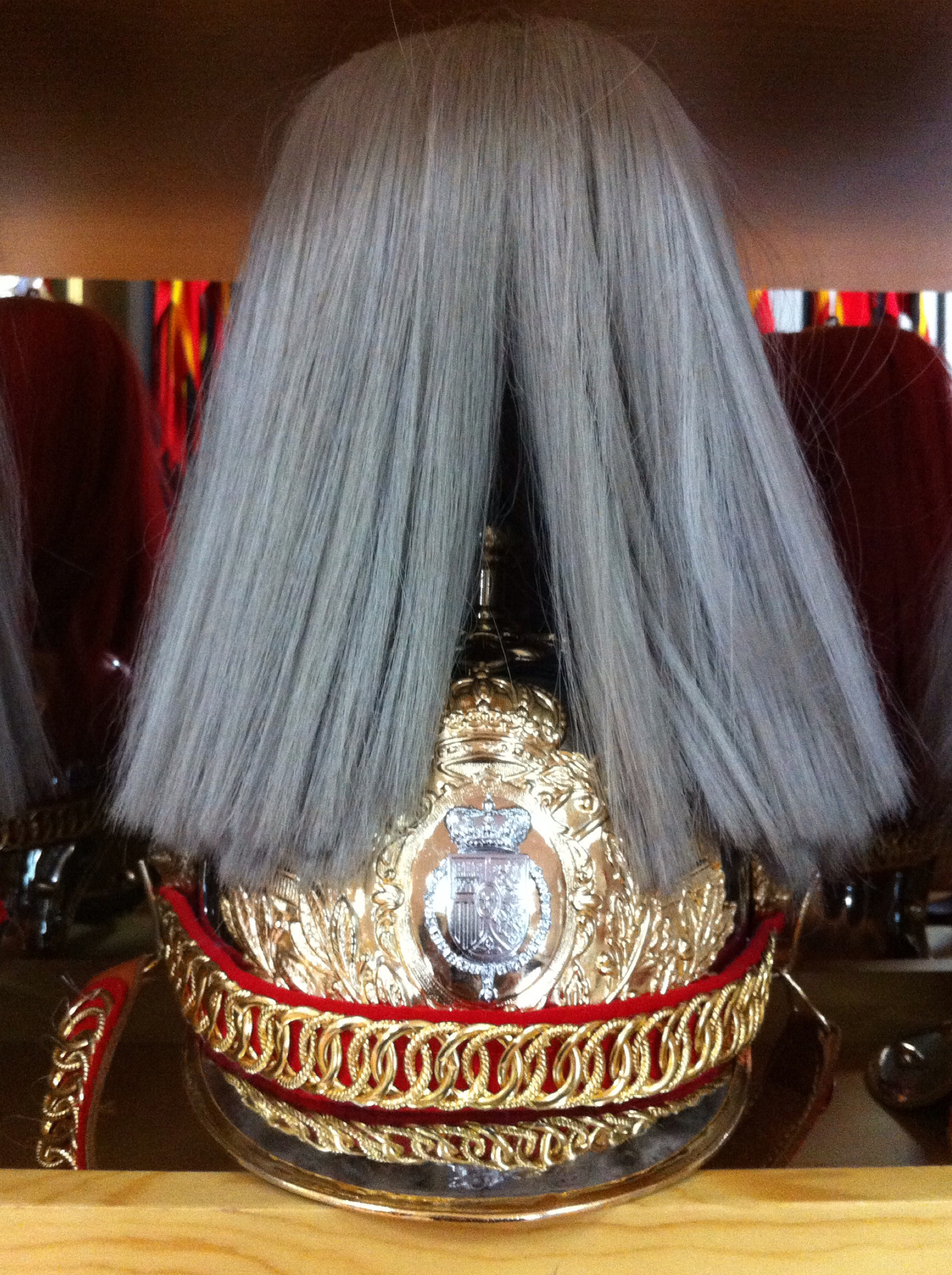
Epoca de Felipe VI
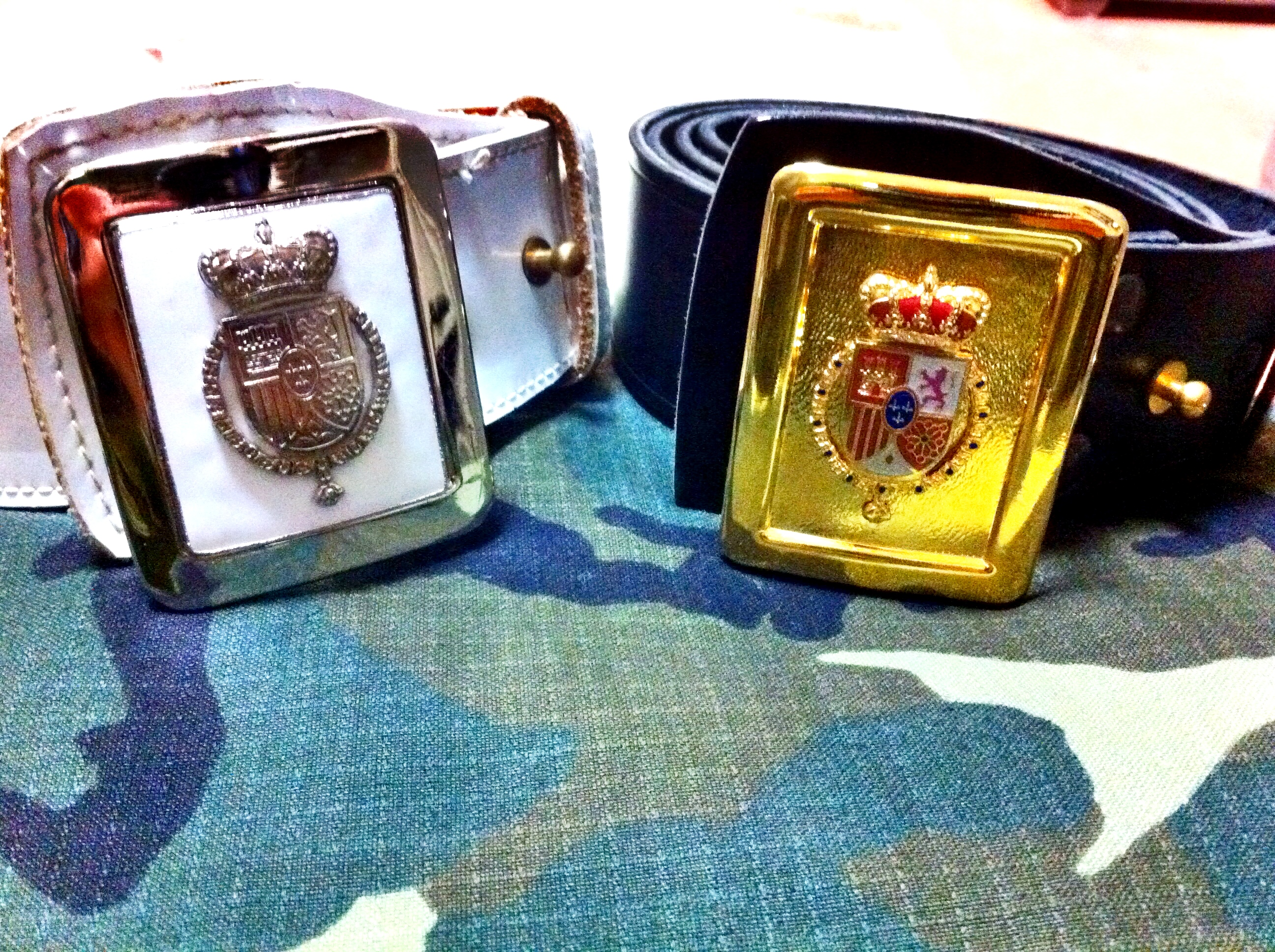
Ceñidores de Felipe VI
Cifra real de Felipe VI

### Jefes del Escuadrón de Escolta Real

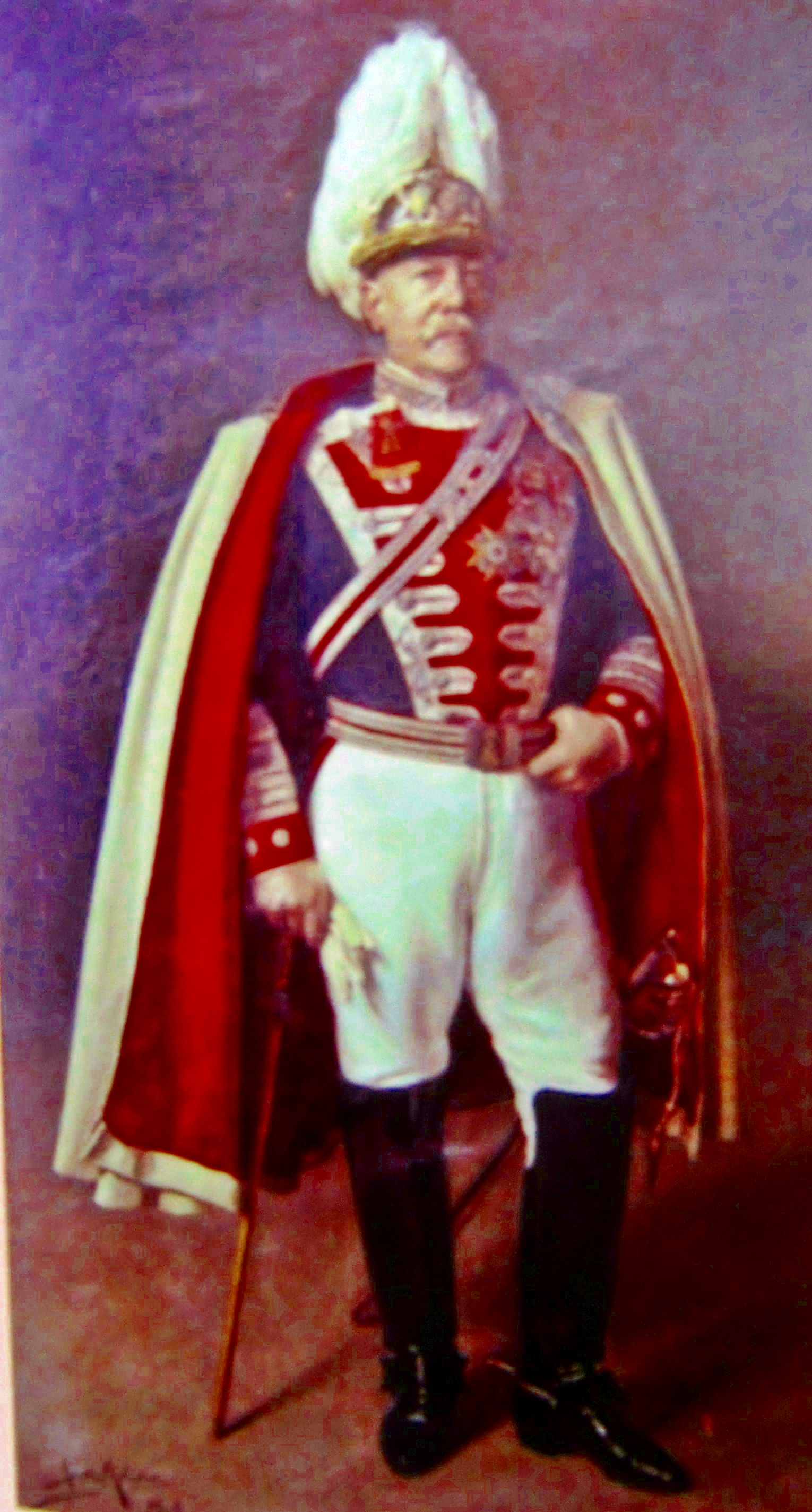
D. Juan Nieulant Villanueva, marqués de Sotomayor

Coroneles jefes de la Escolta Real con Alfonso XII y Alfonso XIII:
- 1875: D. Pedro Girón y Aragón, duque de Ahumada.
- 1883: D. Jacinto León Barredas.
- 1885: D. Eduardo Manzano García.
- Hasta 1896: D. Carlos González Posadas.
- 1896-1902: D. Manuel San Cristóbal García.
- 1902-1909: D. Juan José Nieulant Villanueva, marqués de Sotomayor.
- 1913: D. Arturo Serrano y Uzqueta, Vizconde de Uzqueta.
- 1915: D. Gerardo de Alvear y Pedraja.
- 1918: S.A.R. el Sermo. D. Fernando de Baviera y de Borbón, infante de España.
- 1922: D. Enrique Chacón y Sánchez
- 1925-1926: D. Ángel García Benítez.
- 1930-1931: D. Felipe Gómez-Acebo y de la Torre, desde enero de 1930 a abril de 1931.

Capitanes jefes del Escuadrón de Lanceros y del Escuadrón de Escolta Real desde Juan Carlos I:
- 1975: D. Iñigo de Churruca y Ojeda.
- 1977: D. José García Benavides.
- 1978: D. Iñigo de Churruca y Ojeda.
- 1979: D. Fernando Basail Larrañaga.
- 1982: D. Carlos de Arteaga y Martín, Conde del Serrallo, grande de España
- 1985: D. Enrique Vecino Eiras.
- 1988: D. Santiago Pérez-Seoane Álvarez de Toledo.
- 1993: D. Felicísimo Aguado Arroyo.
- 1999: D. Ramón de Meer Madrid.
- 2001: D. Felipe de Zuleta y Alejandro.
- 2003: D. Daniel Vázquez Cortejoso.
- 2005: D. José Miguel Benéitez Martínez.
- 2007: D. Luis Alfonso Choya.
- 2009: D. Epifanio Peña Fuertes.
- 2012: D. Borja Herraiz de Castro.
- 2015: D. Carlos Berlanga Correa.
- 2018: D. Pedro Soriano Morales.
- 2019: D. Fernando Navas Botrán.
- 2022: D. Rafael Casas García.
- 2024: D. Fernando Moreno Martos.

## Organización y funciones

### Organización
Al mando de un capitán del Arma de Caballería del Ejército de Tierra, el Escuadrón de Escolta Real se estructura de la siguiente manera:

* Mando.

* Sección de Plana Mayor:
- Auxiliaría
- Almacén / Sala de Corazas
- Escuadra de Centro

* Escuadra de Batidores.

* Banda de Clarines y Timbales.

* Sección de coraceros.

* Dos secciones de lanceros.

#### Mando

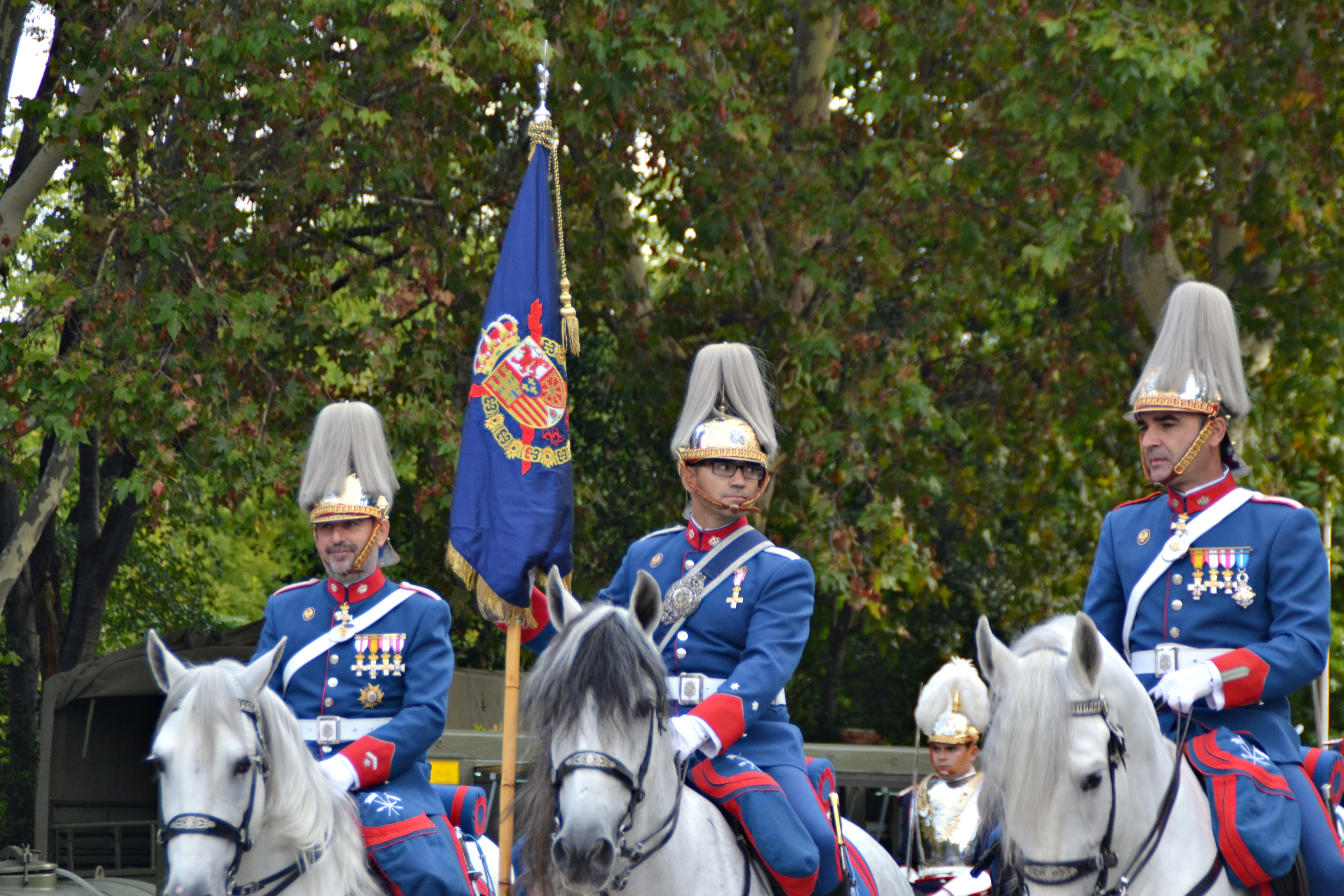
Teniente portaguión del rey. Le acompañan un subteniente y un brigada.

El mando del Escuadrón de Escolta Real lo ostenta un capitán del Arma de Caballería. El capitán jefe del Escuadrón de Escolta Real y su Plana Mayor visten el uniforme azul cristina propio de la caballería del siglo XIX.

#### Sección de Plana Mayor
- Auxiliaría

Proporciona al Mando y al escuadrón todo el apoyo administrativo necesario e indispensable para la vida y funcionamiento de la unidad.
- Almacén / Sala de Corazas

Es el encargado del mantenimiento, gestión y traslado de todo el material e impedimenta del Escuadrón para el desarrollo de sus actividades, actos y servicios. Su labor indispensable e inestimable hace posible que el Escuadrón realice sus servicios y actos de la manera más eficaz posible.

La Sala de Corazas del Escuadrón de Escolta Real es un pequeño museo de carácter viviente, pues todo lo allí expuesto se utiliza para el día a día del Escuadrón y el cumplimiento de las diferentes misiones que tiene asignadas el Escuadrón de Escolta Real.
- Cuadra de ganado de Plana Mayor

Formada por personal especializado en el cuidado del ganado, se encarga del cuidado y mantenimiento de los caballos del Capitán Jefe del Escuadrón de Escolta Real y su Plana Mayor. 

#### Escuadra de Batidores

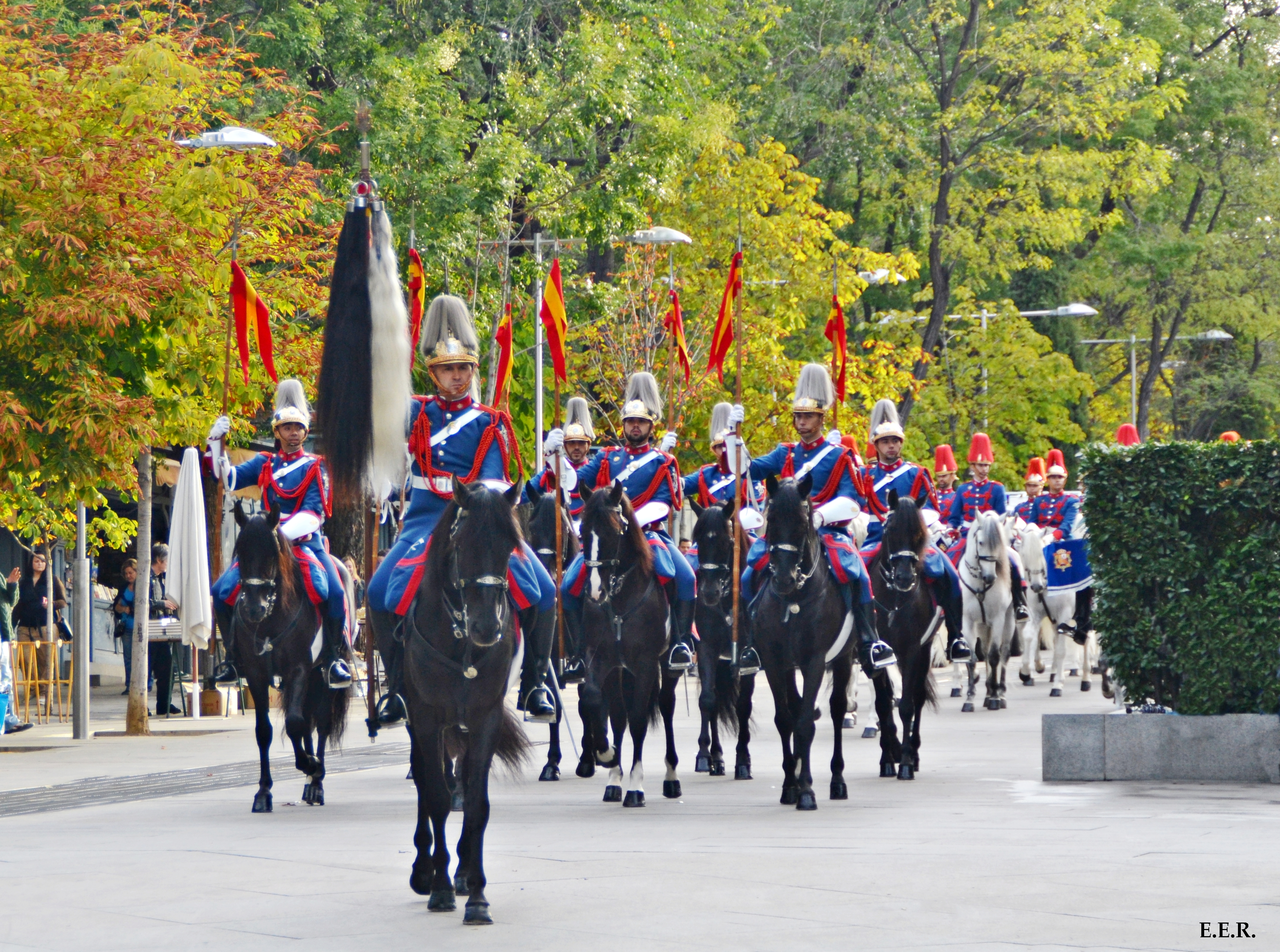
Escuadra de Batidores

Al Mando de un Cabo 1.º, forman y marchan al frente del Escuadrón luciendo sobre sus uniformes los distintivos propios de Batidores como son el distintivo de brazo, el cordón encarnado que les cruza el pecho y unas grandes manoplas blancas.
El Cabo 1.º que manda la escuadra, marcha al frente con un estandarte del que penden tres colas de caballo correspondientes a las tres capas de caballo que monta el Escuadrón: torda, castaña y negra. 
Este estandarte va rematado en la parte superior por el escudo de armas de S.M. el Rey. 
Su armamento es la lanza y el sable PUSE modelo 1918. Montan caballos de capa negra.

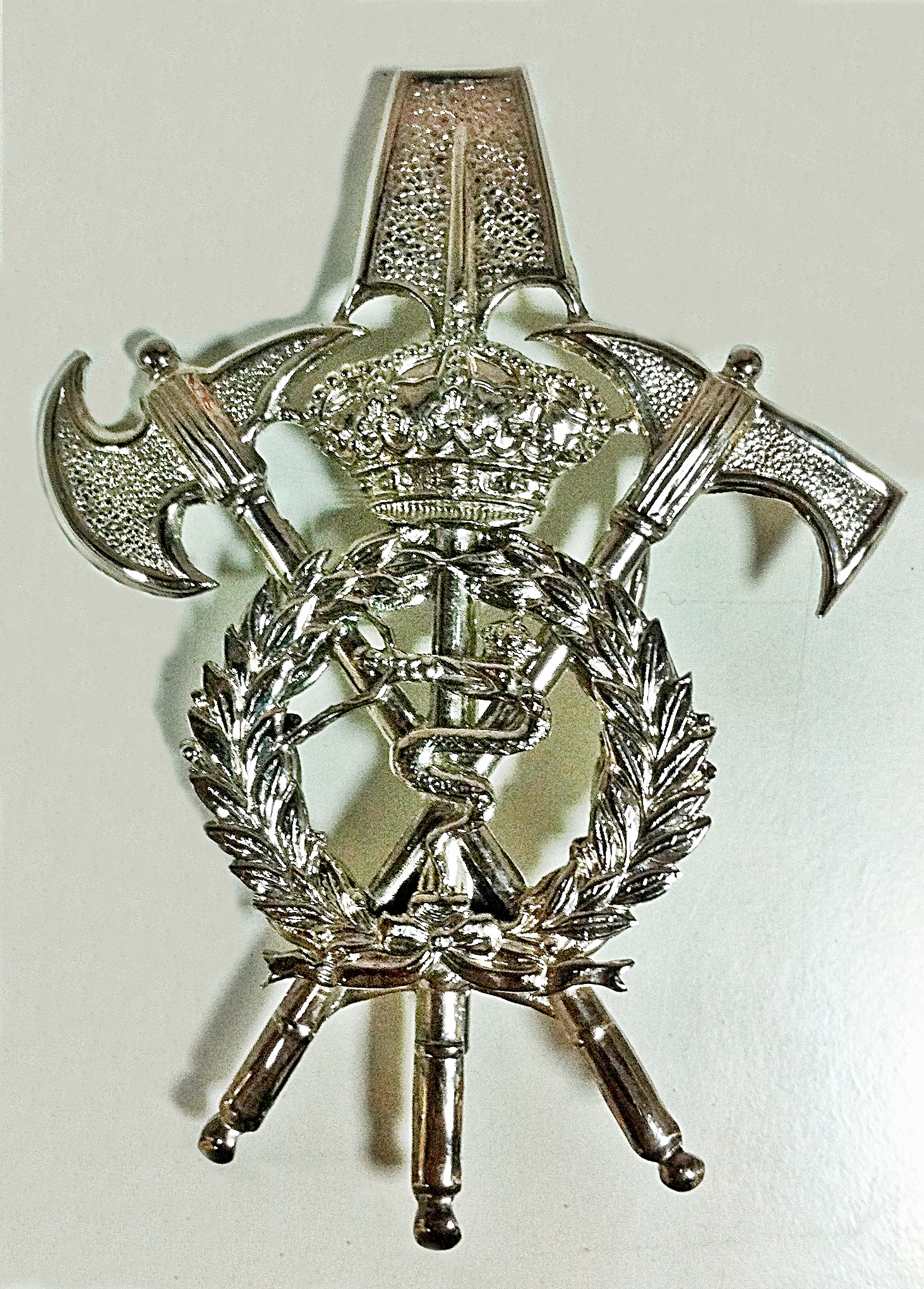
Distintivo de Batidor
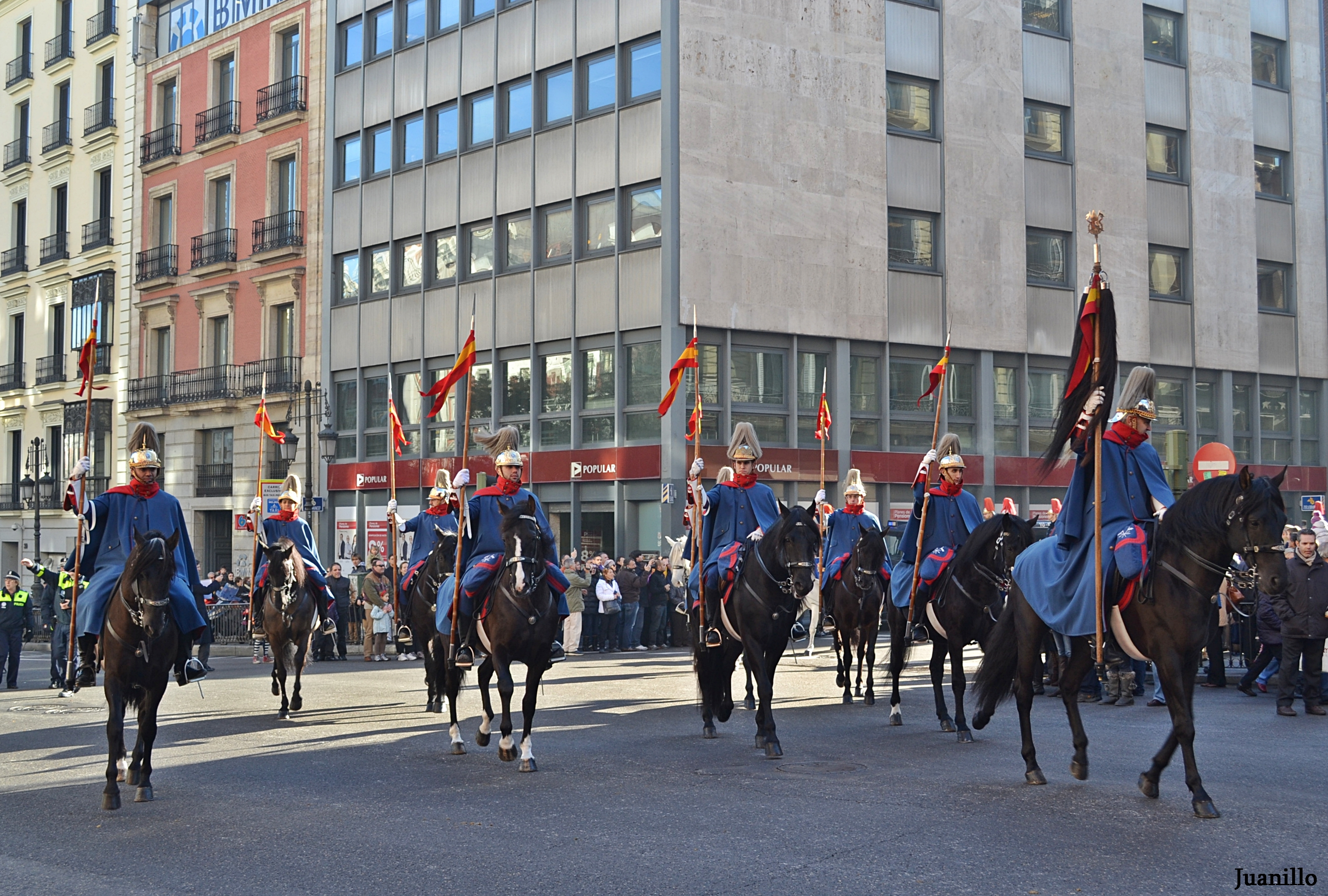
Batidores con prenda de abrigo
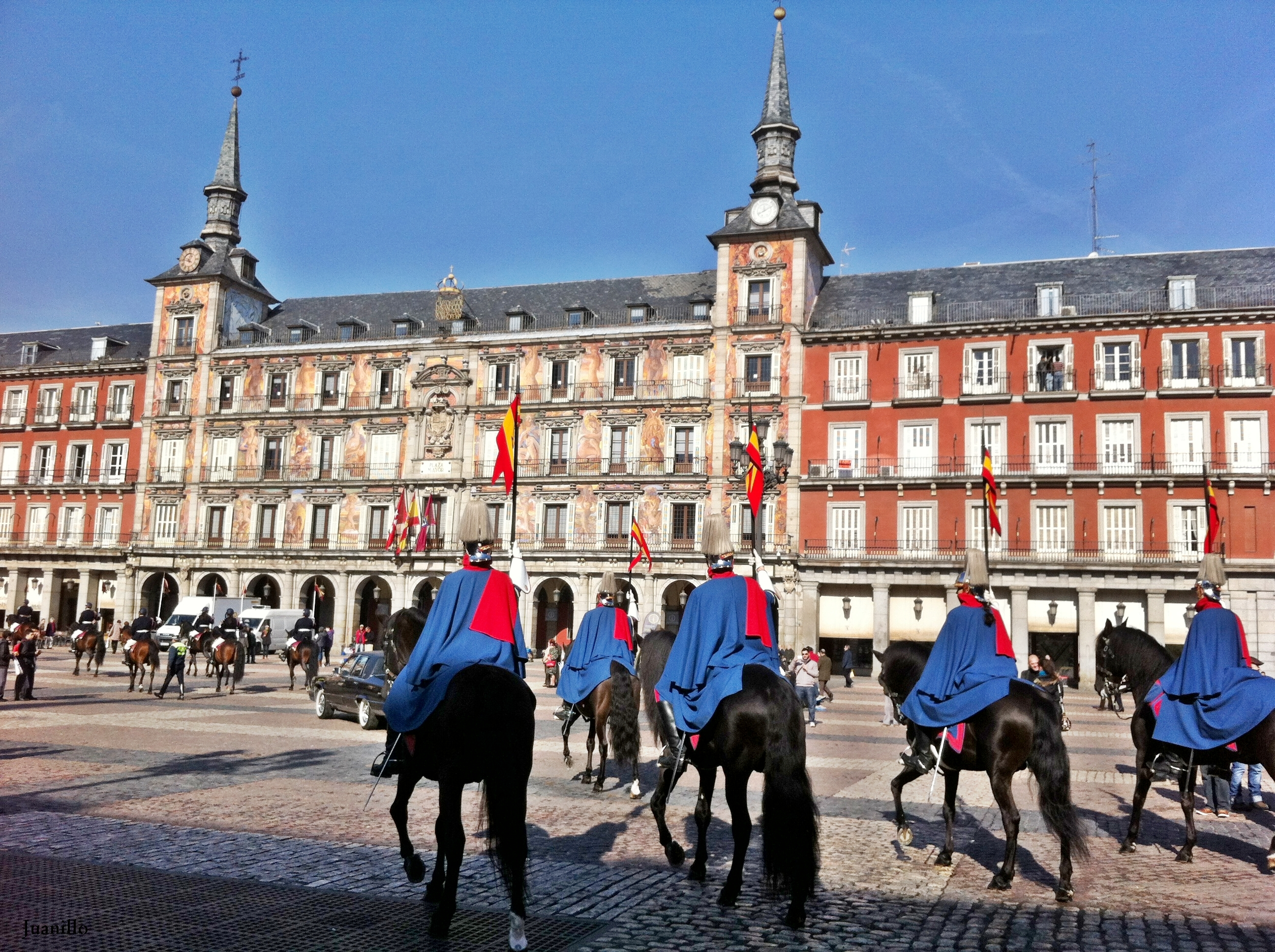
Batidores durante una entrega de Cartas Credenciales
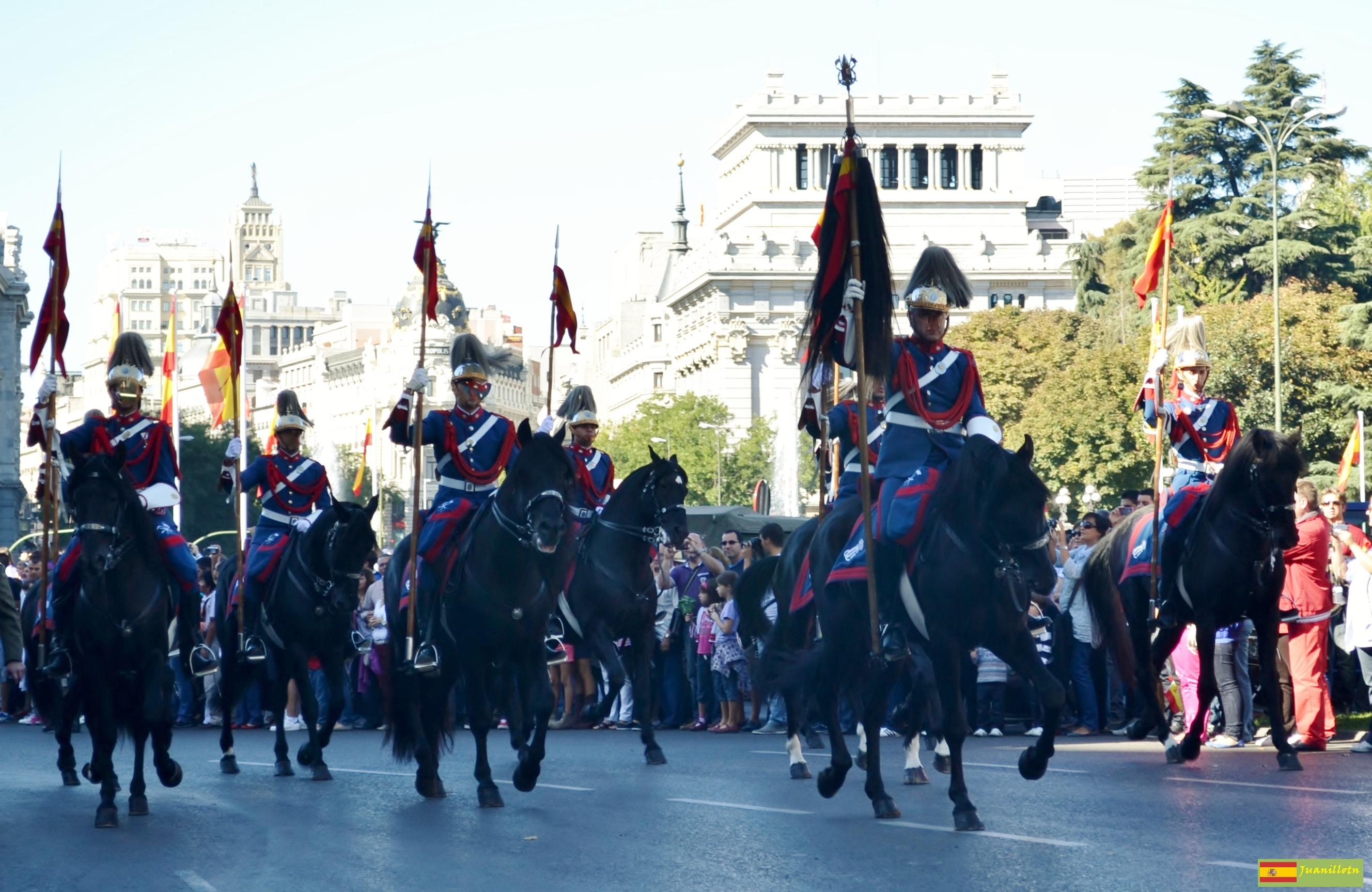
Batidores con uniforme de gala
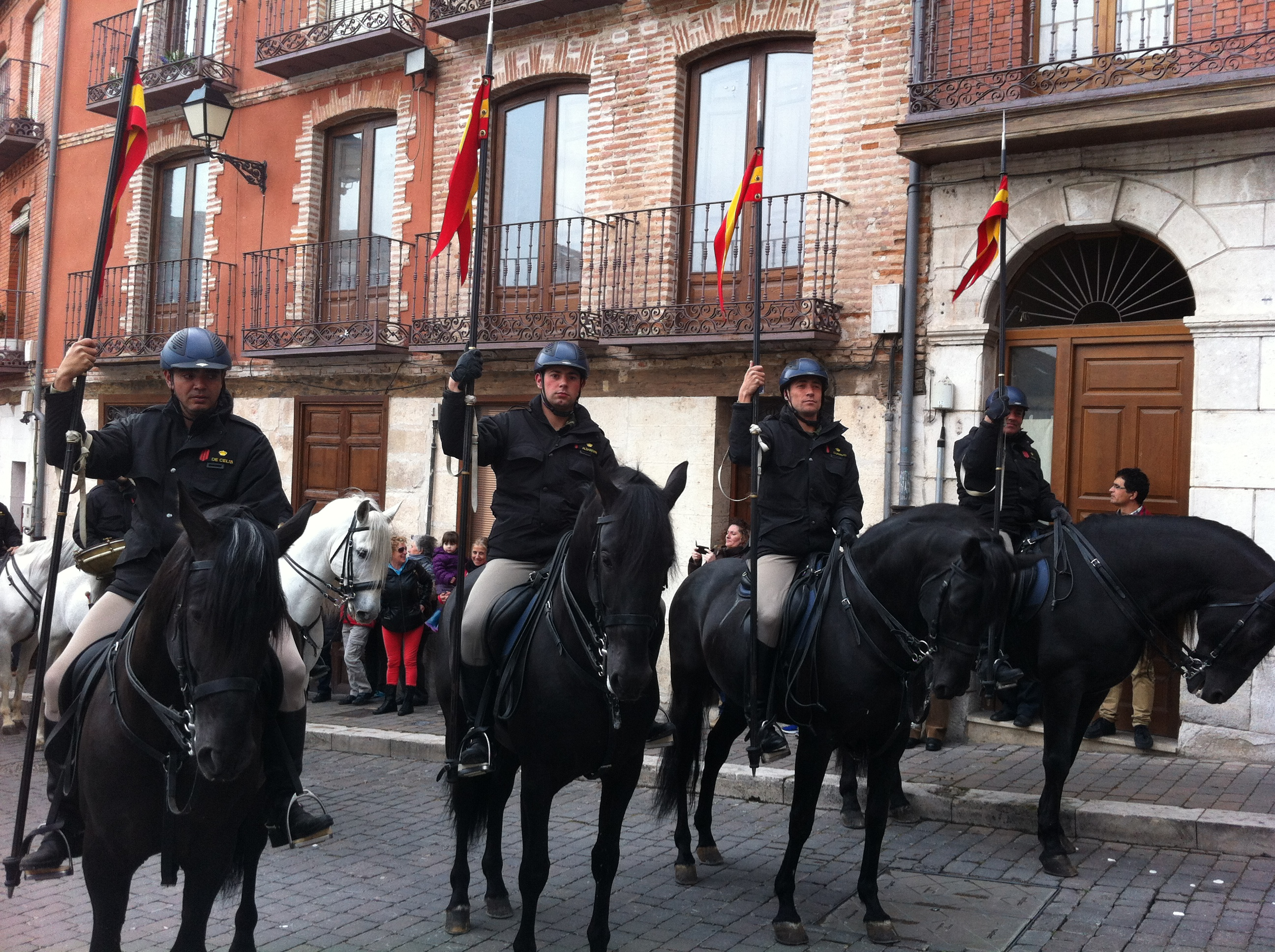
Batidores en uniforme de instrucción

#### Banda de Clarines y Timbales

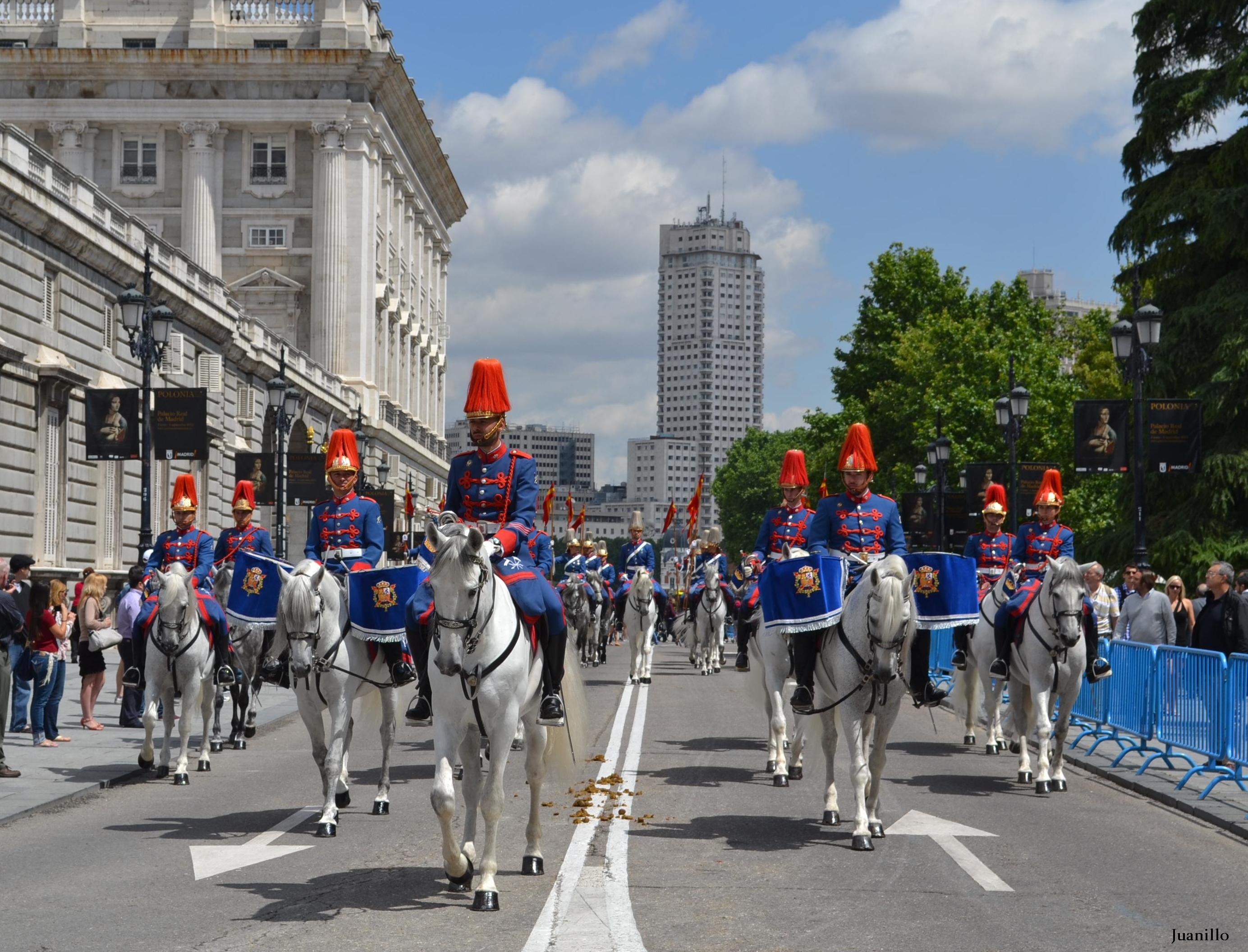
Banda de Clarines y Timbales

La Banda de Clarines y Timbales está mandada en la actualidad por un Cabo Mayor aunque anteriormente lo estuvo por un Suboficial de la escala de Maestro de Banda, declarada a extinguir.
La banda es la encargada de transmitir las órdenes del mando, rendir honores militares, interpretando los toques típicos y de ordenanza de la Caballería, el paso del Escuadrón de Escolta Real y la autoridad a la que anteceden.
Su instrumento es el clarín en Sol y en Fa (bajos). Esta banda es la única que tiene concedido el privilegio de contar con dos timbales, ya que antiguamente el timbal era el que transmitía las órdenes del mando en el campo de batalla, siendo un trofeo muy preciado por el enemigo.
La composición habitual de marcha es el Cabo Mayor o un Cabo 1.º/Cabo al frente con un clarín en Sol, dos timbaleros, ocho clarines en Sol y cuatro clarines en Fa.
Basándose en el uniforme de los Lanceros, la banda se caracteriza por el llorón de crin de búfalo del casco encarnado en lugar de gris y por llevar en la parte frontal de la guerrera tres pares de broches o alamares encarnados en forma de trébol. Montan caballos de capa torda y portan sable.
Cabe destacar que esta banda es en la actualidad la única Banda de Guerra a caballo que queda en nuestras Fuerzas Armadas y que mantiene viva la tradición musical de nuestra Caballería. 
Es de justicia destacar que la Banda de Clarines y Timbales mantiene el aire de trote mientras interpreta sus toques al paso de la autoridad, durante toda la escolta o mientras el Escuadrón vaya en orden de marcha durante actos o paradas.
Igualmente es muy destacable la habilidad que han de tener los timbaleros, pues tocan los timbales durante la marcha con ambas manos, llevando las riendas sujetas a los estribos.

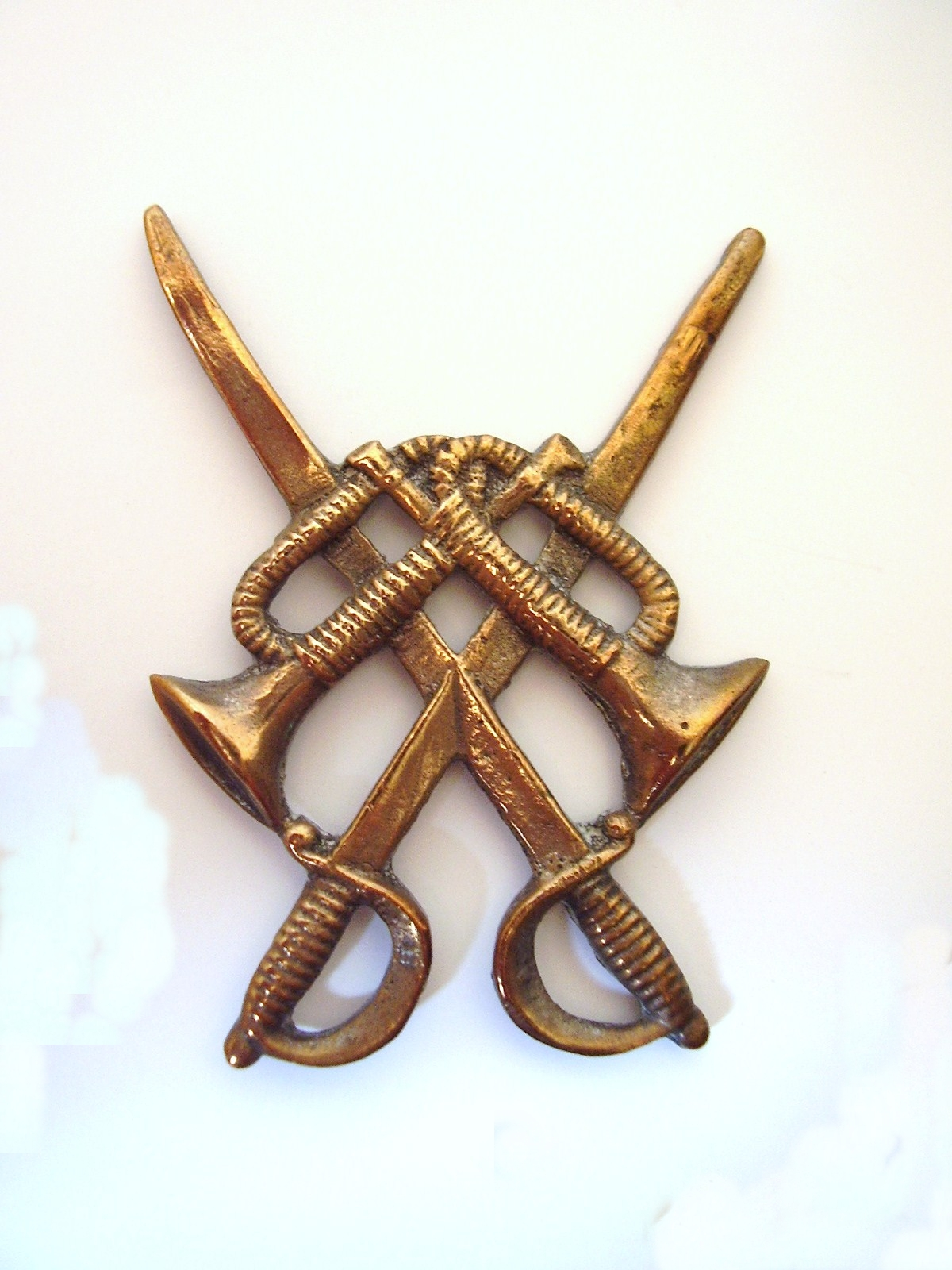
Distintivo de Banda metálico
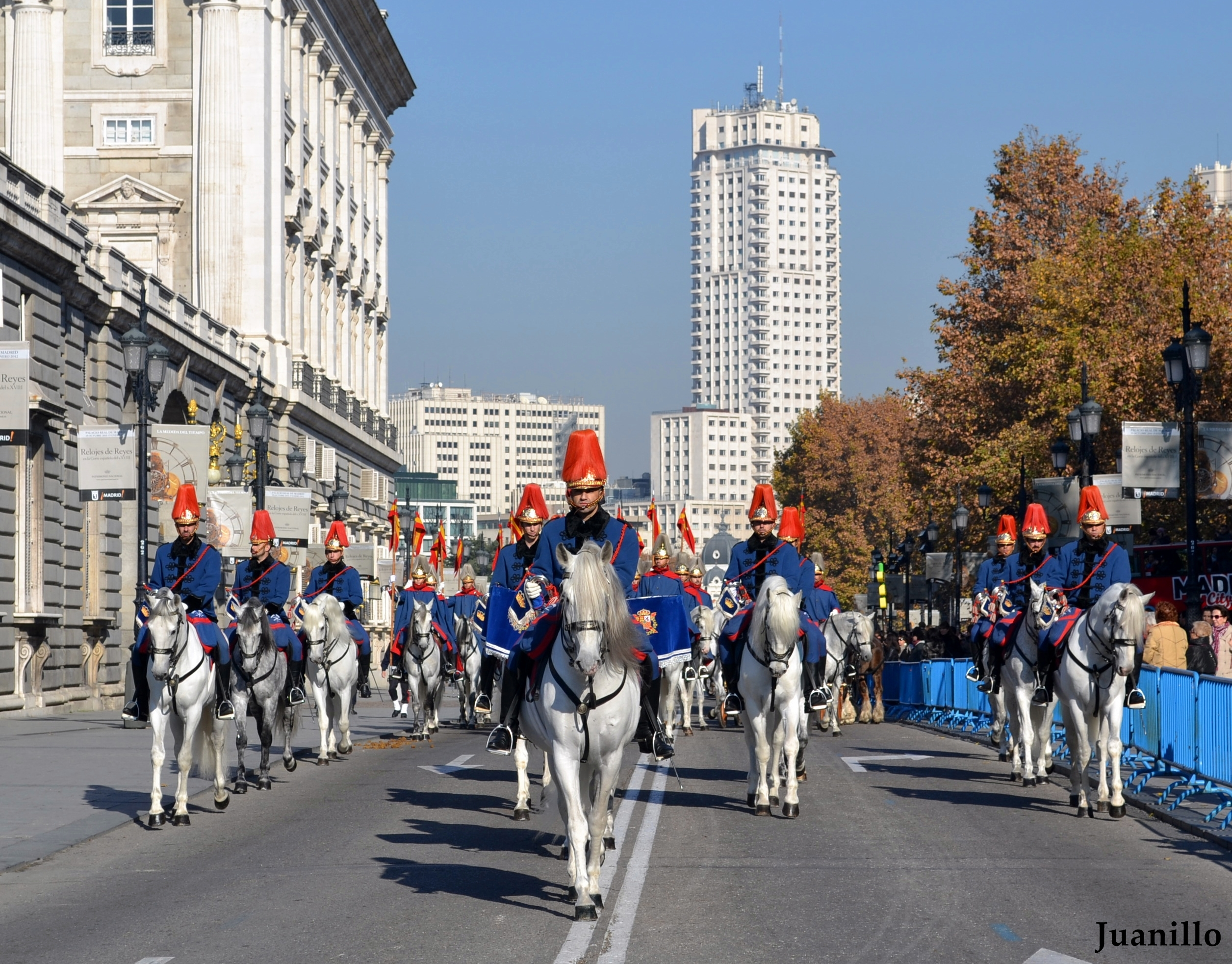
Banda de Clarines y Timbales con prenda de abrigo
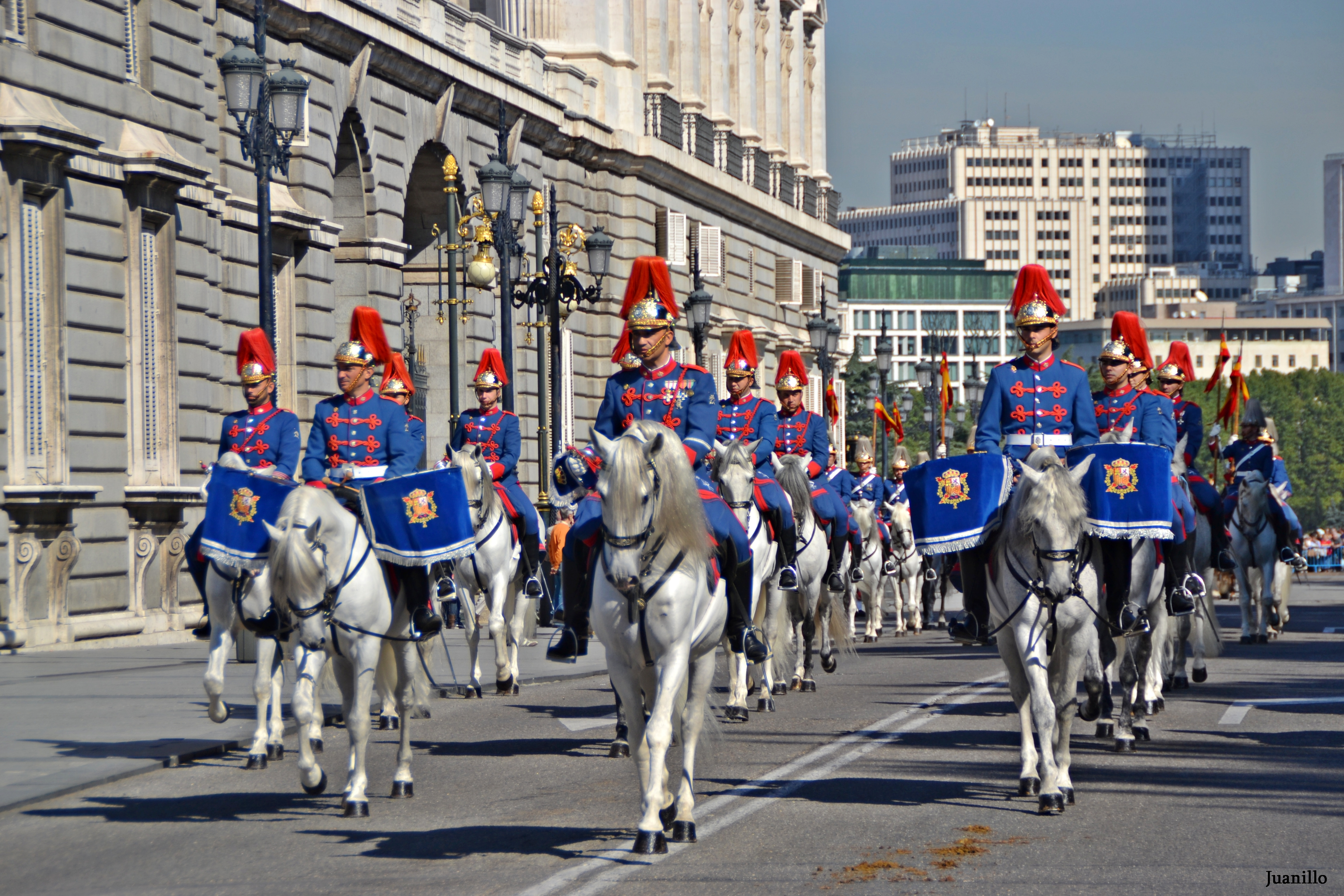
Banda con uniforme de gala
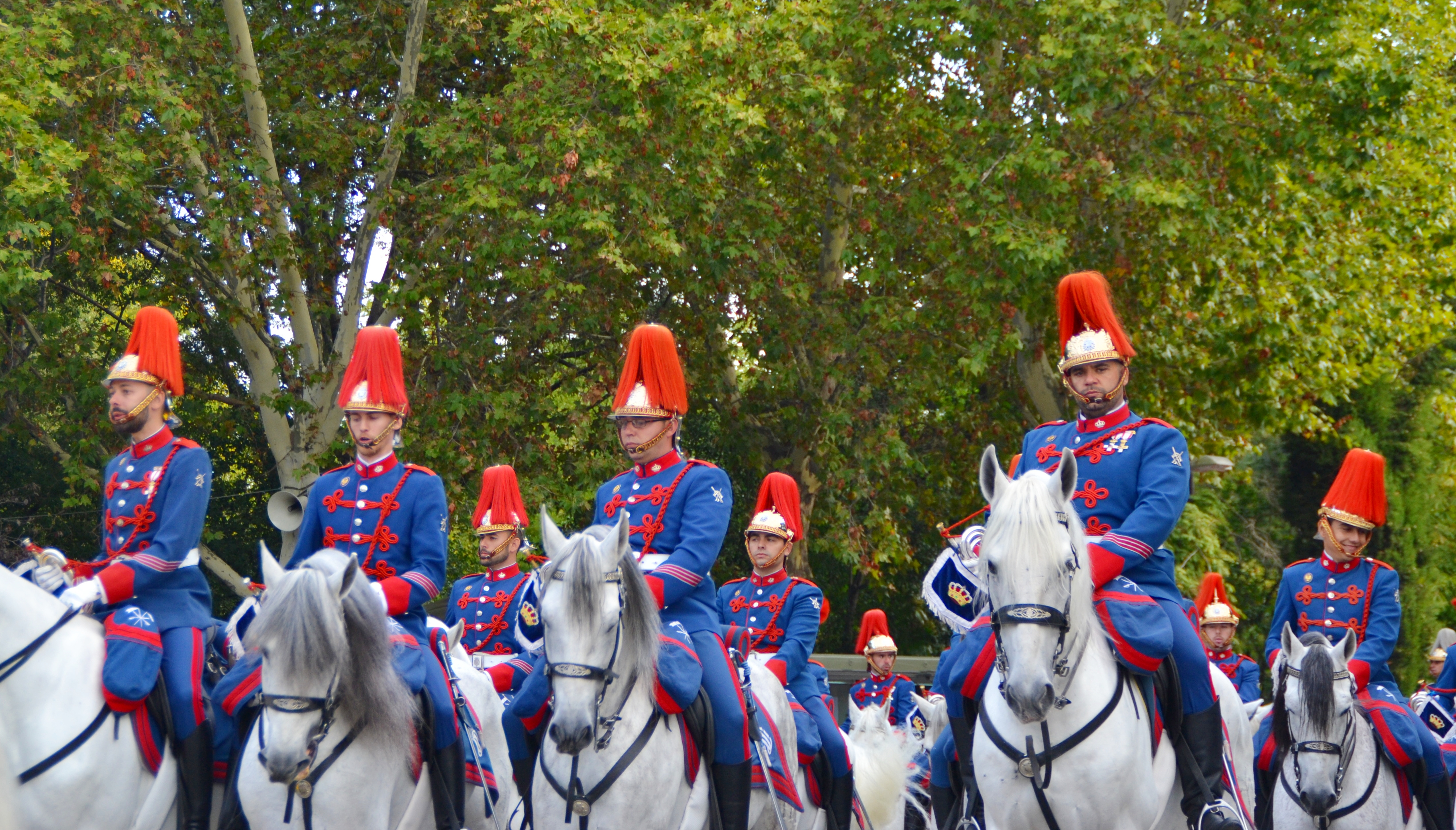
Banda con uniforme de gala
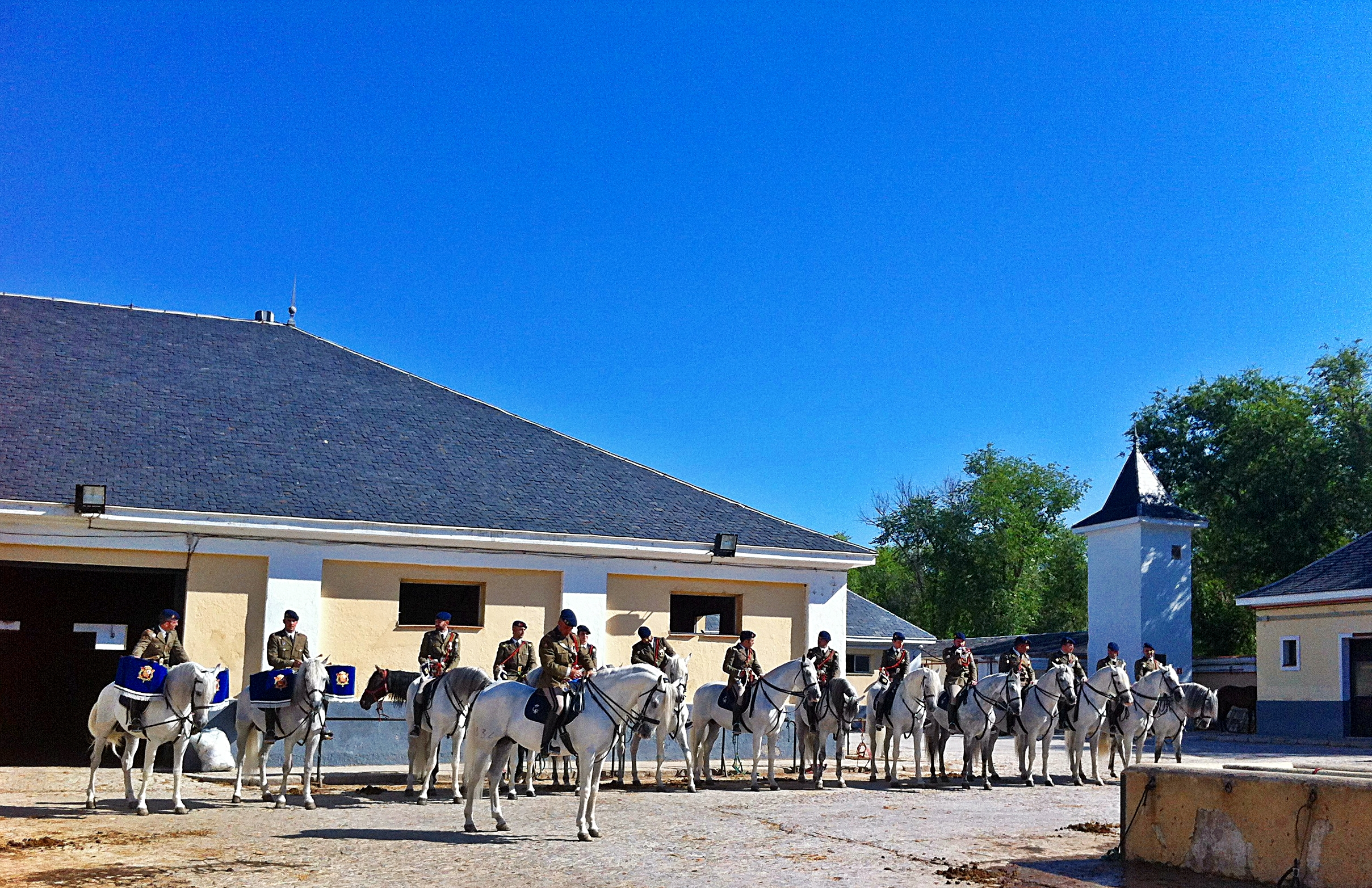
Banda con uniforme de diario en formación
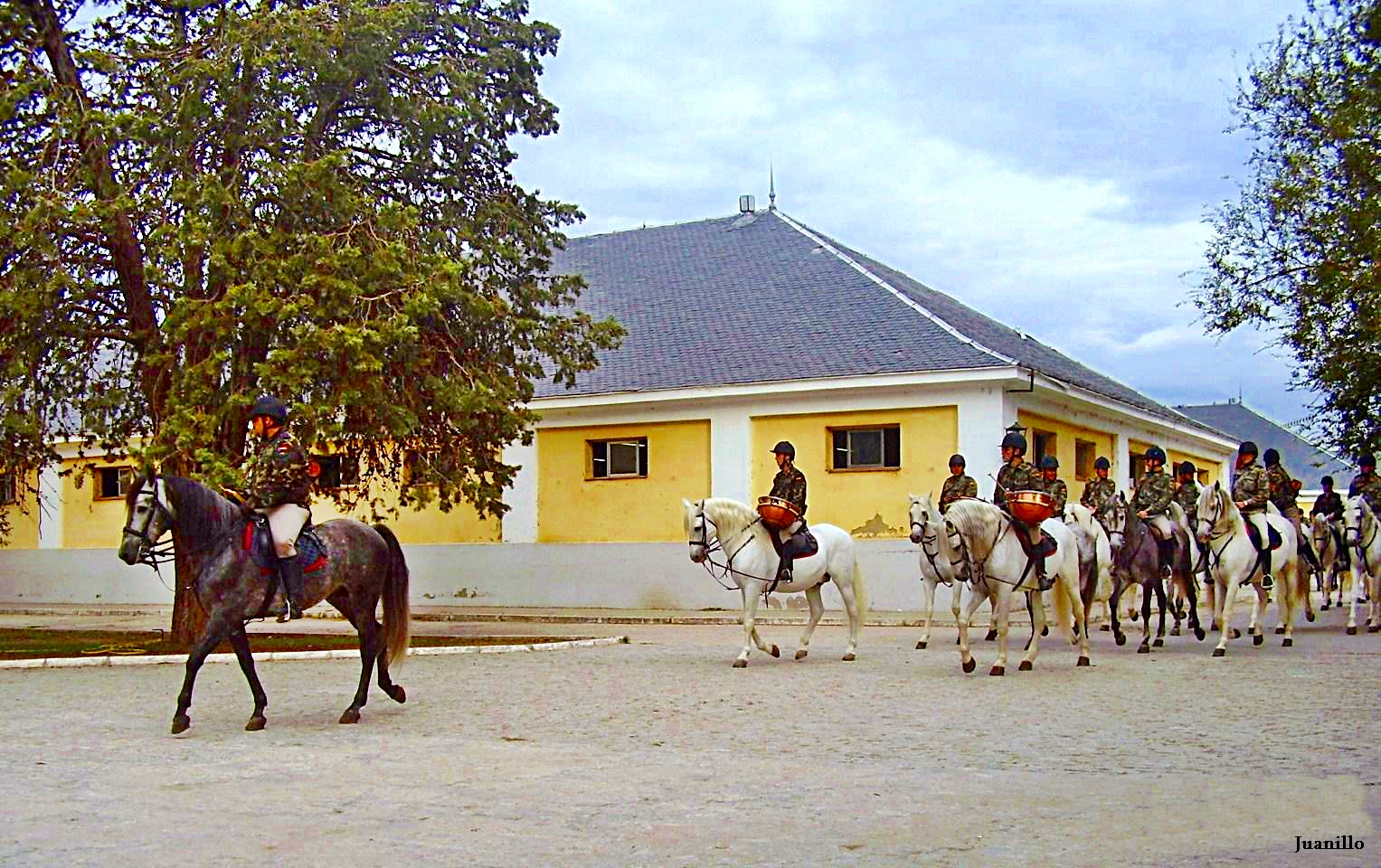
Banda de Clarines y Timbales con uniforme de instrucción

#### Sección de Coraceros

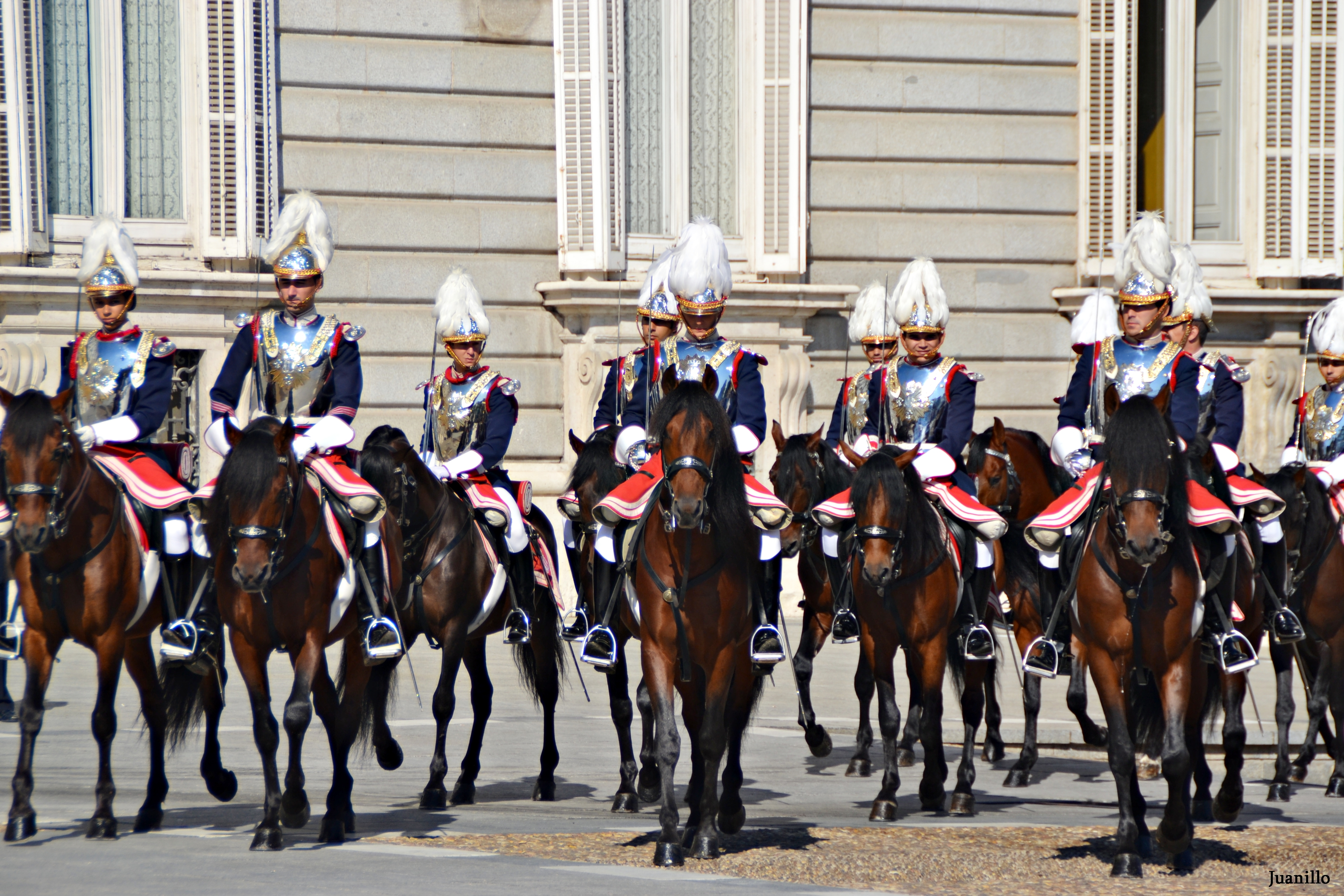
Coraceros del Escuadrón de Escolta Real.

Al mando de un Teniente, los Coraceros son los jinetes del Escuadrón que forman la escolta más cercana e inmediata al rey cuando se realiza una escolta, dándole protección mediante una cápsula de seguridad completamente cerrada. Si cabe, son los miembros del Escuadrón que más vistosa resulta su uniformidad, por el brillo de sus corazas, por ser distinta al resto del Escuadrón y por formar en lugar privilegiado cuando se escolta al rey y a la familia real.
Montan caballos de capa castaña y portan sable modelo 1881, de mayores dimensiones al del resto de los jinetes del Escuadrón. Sus cascos están rematados con llorones de pluma de oca blanca natural y Cifra Real al frente. Visten bajo la coraza levita azul oscuro con bocamangas encarnadas y rematadas con una franja flordelisada. Portan manoplas blancas con el borde plateado para oficiales y encarnado para la tropa. Calzón blanco y botas de montar acharoladas con guardapolvos y espuelas reglamentarias. Las corazas son tal y como se describen en el reglamento de 1885, cambiando únicamente la cifra real por la de J C I.
En el año 1982 se forma la Sección de Coraceros, escoltando por primera vez al rey Juan Carlos el Día de las Fuerzas Armadas del citado año en Zaragoza.

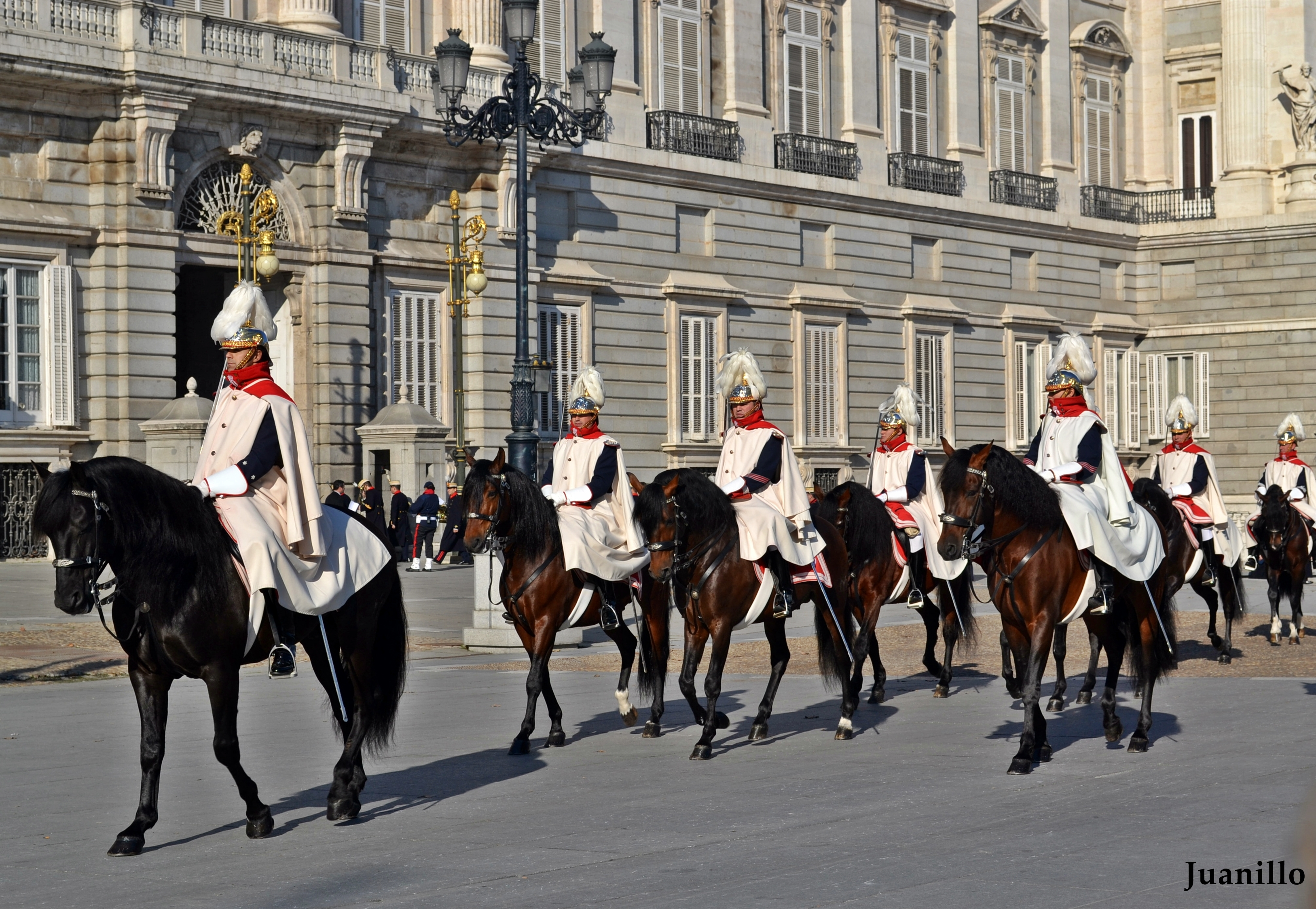
Coraceros con prenda de abrigo
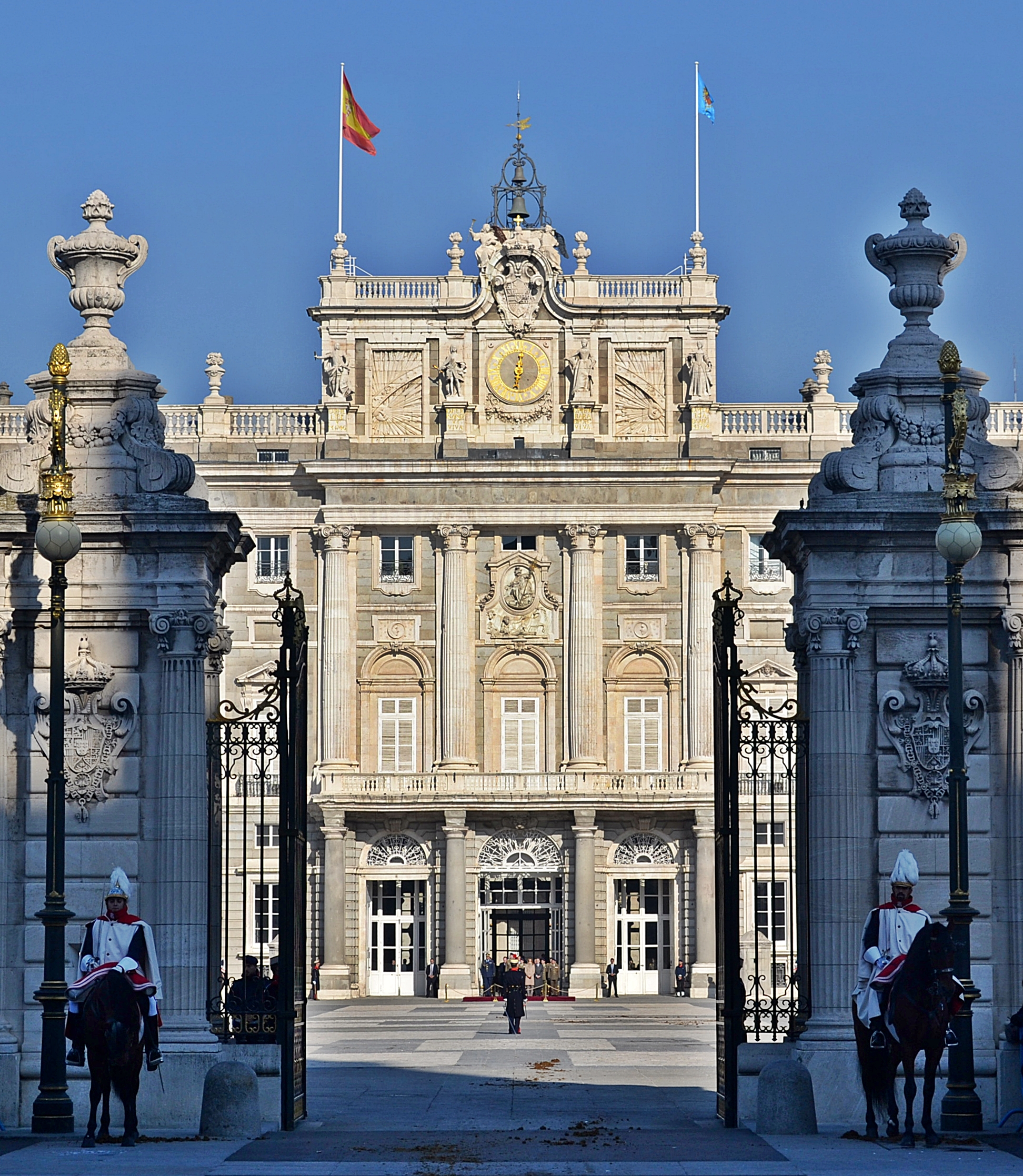
Coraceros en Guardia de Honor en la Puerta de Embajadores
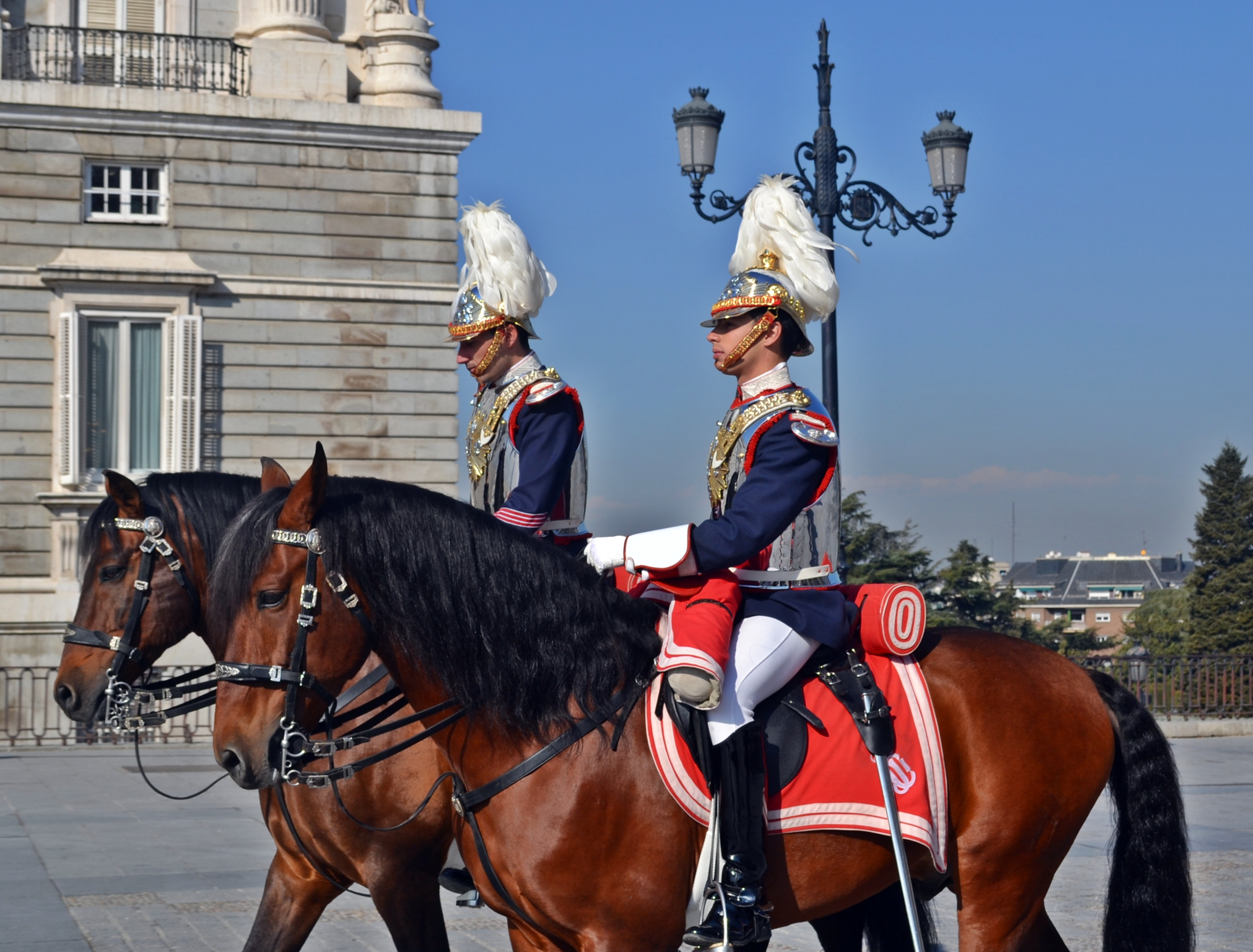
Coraceros de gala con coraza
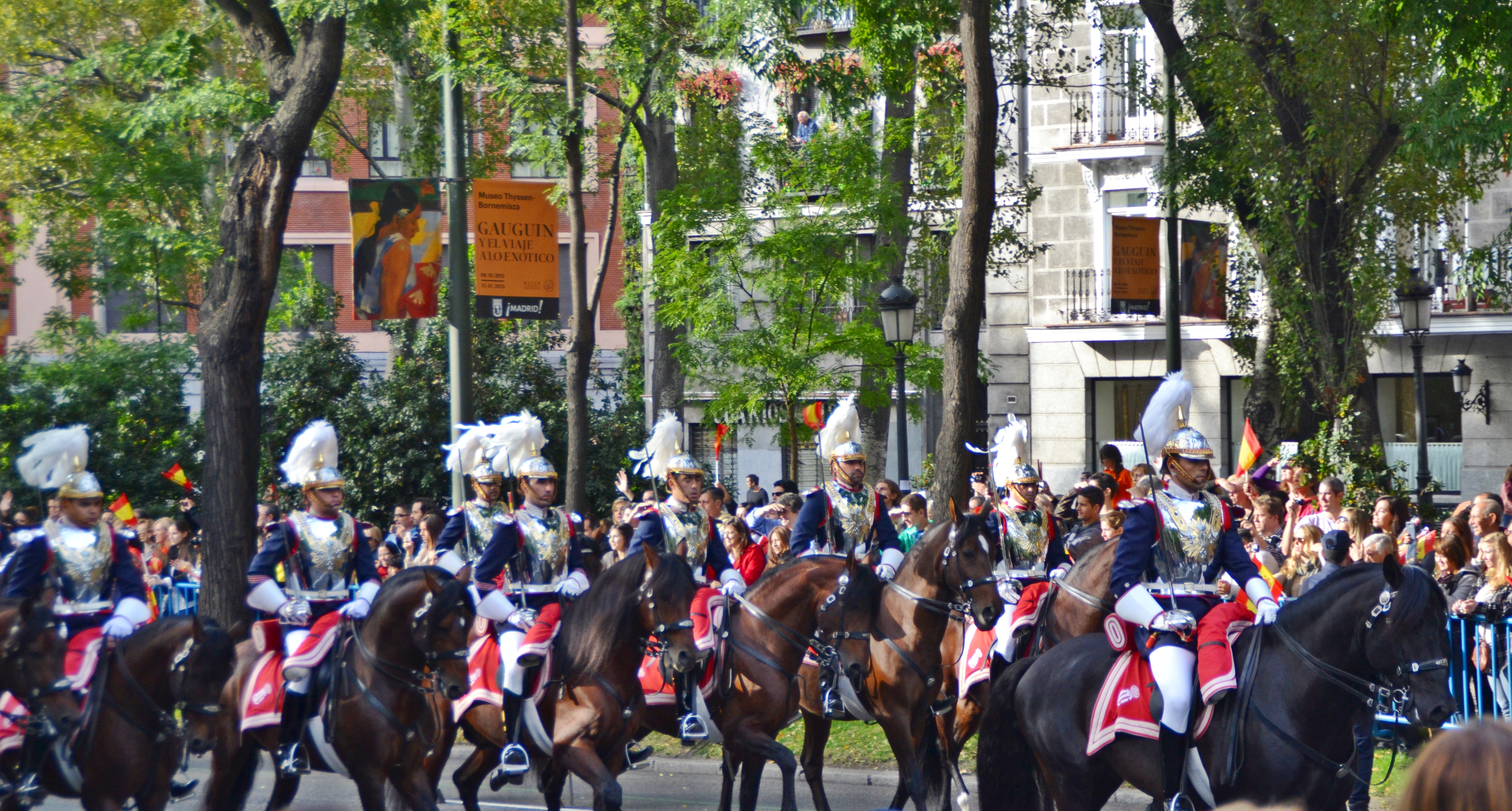
Coraceros escoltando a SM el Rey el día de la Fiesta Nacional de 2012
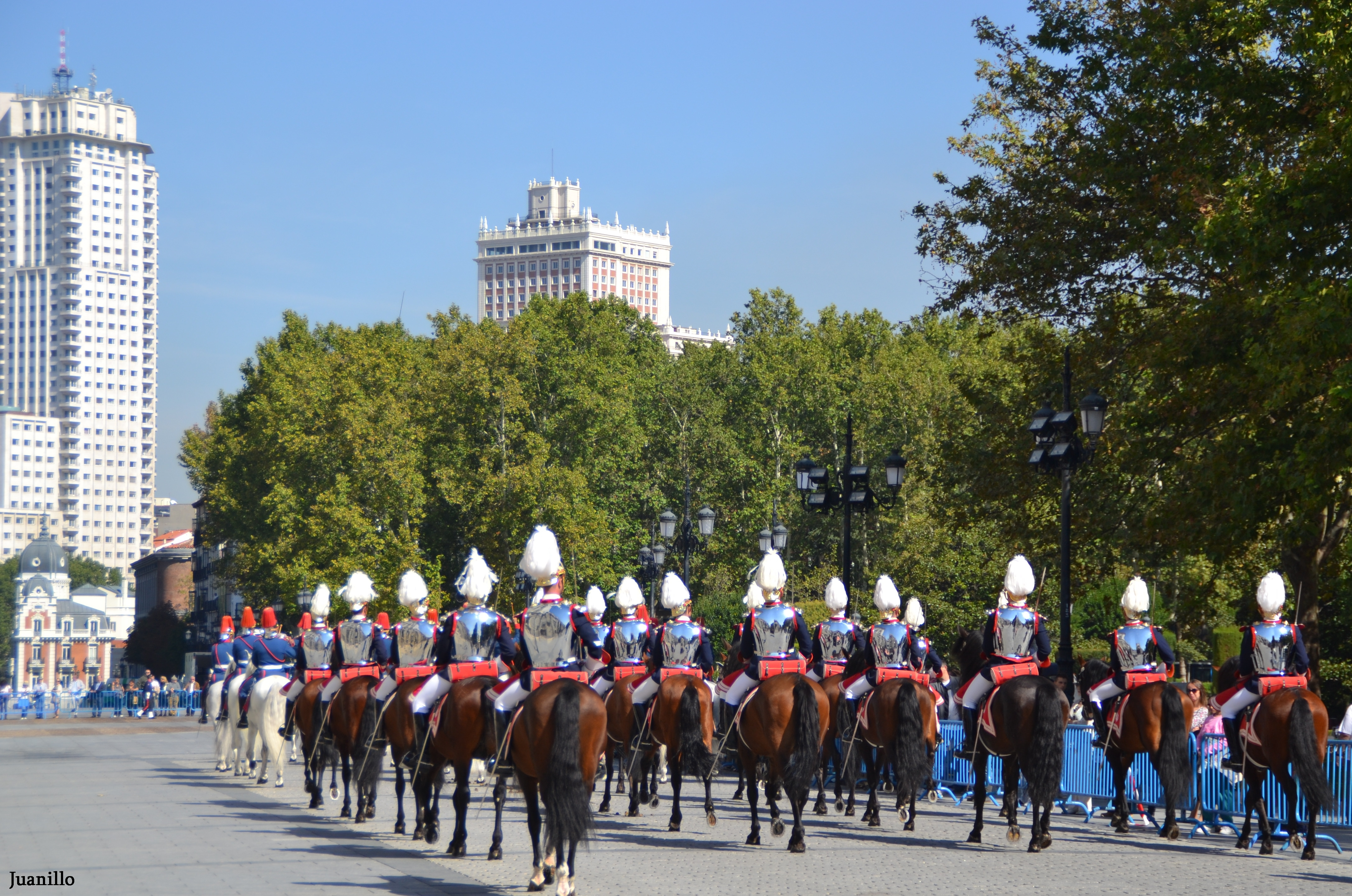
Coraceros por Bailén
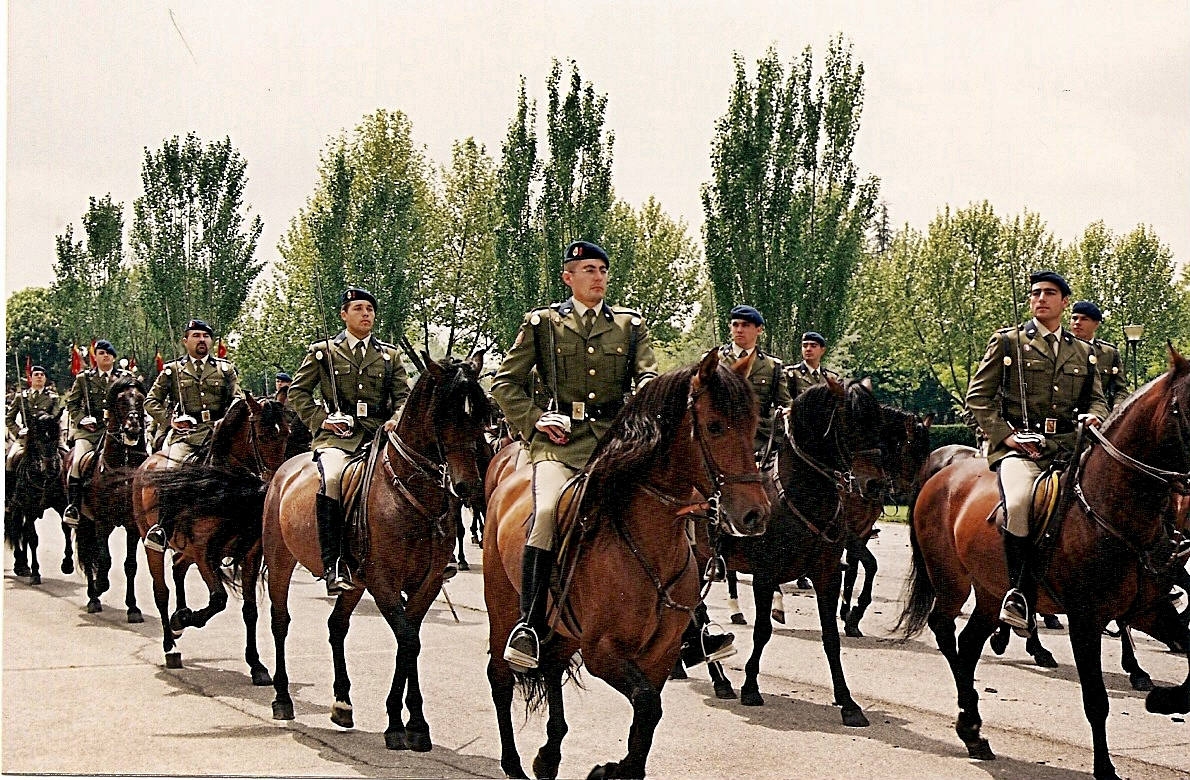
Coraceros con uniforme de diario en fornmación

#### Sección de Lanceros

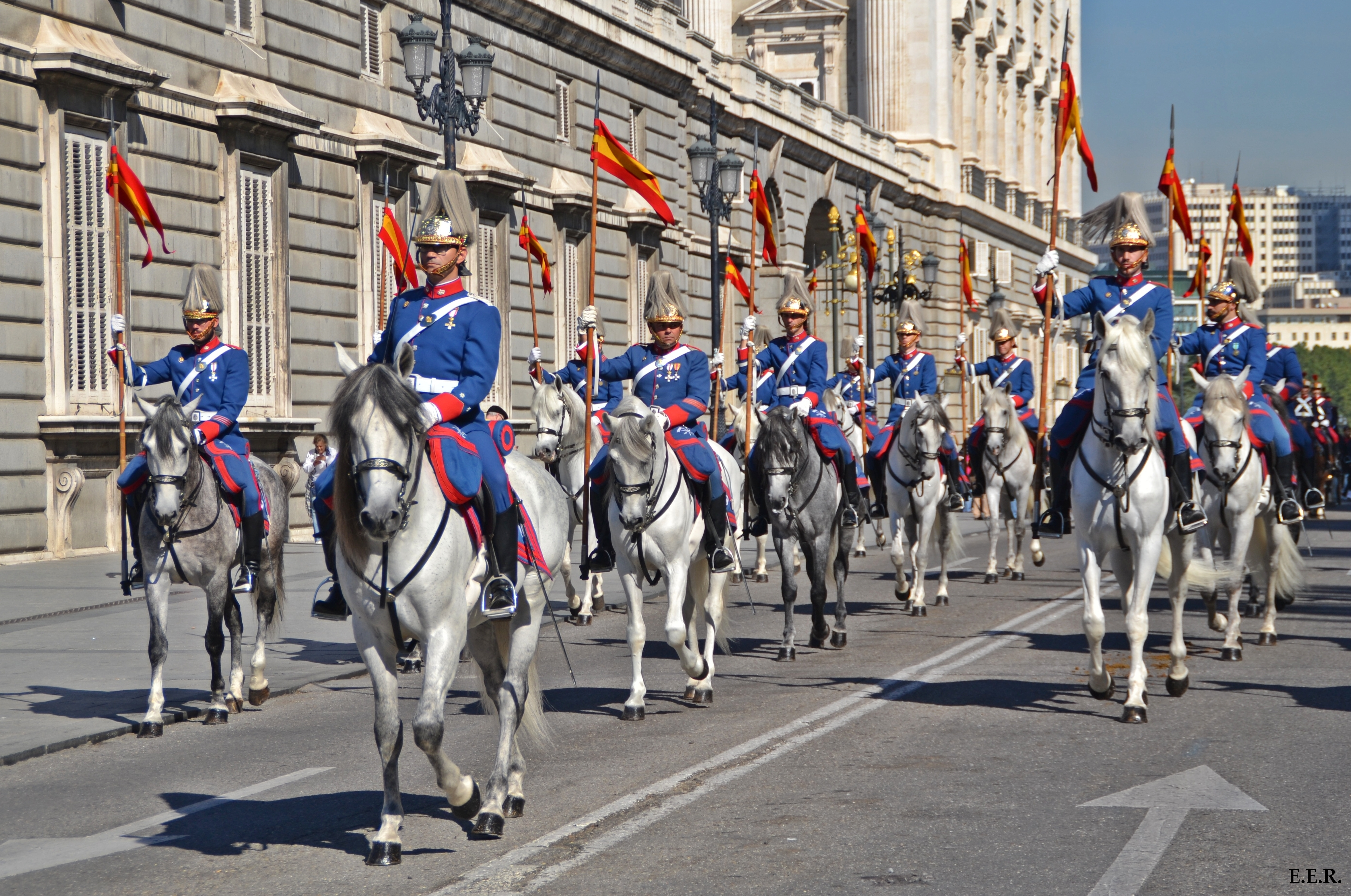
Lanceros del Escuadrón de Escolta Real

Al mando de un teniente cada sección, los lanceros aportan el grueso de jinetes del Escuadrón y su tarea es proporcionar al Escuadrón la fuerza necesaria para proteger al rey.
Su uniformidad es la propia de antiguos Lanceros del Rey de la época de Alfonso XIII. Casco con llorón de crin de búfalo gris y escudo real plateado en el frontal; levita azul con cuellos y bocamangas encarnados y palas en las hombreras plateadas para oficiales y encarnadas para la tropa; pantalón azul con franjas encarnadas; botas de montar de cuero negras y espuelas reglamentarias. En el cuello llevan como distintivo la corona real pero durante los años 1976 y 1977 llevaron el escudo del antiguo Regimiento del Rey: la serpiente engullendo a un hombre. Tras la entronización del rey Juan Carlos, desfilaron por primera vez en el año 1976. Montan caballos de capa torda y portan lanza y sable.
Los Lanceros portan llorones en sus cascos desde 1978, ya que en los años 1976 y 1977 estaban reservados a oficiales, batidores y trompetas.

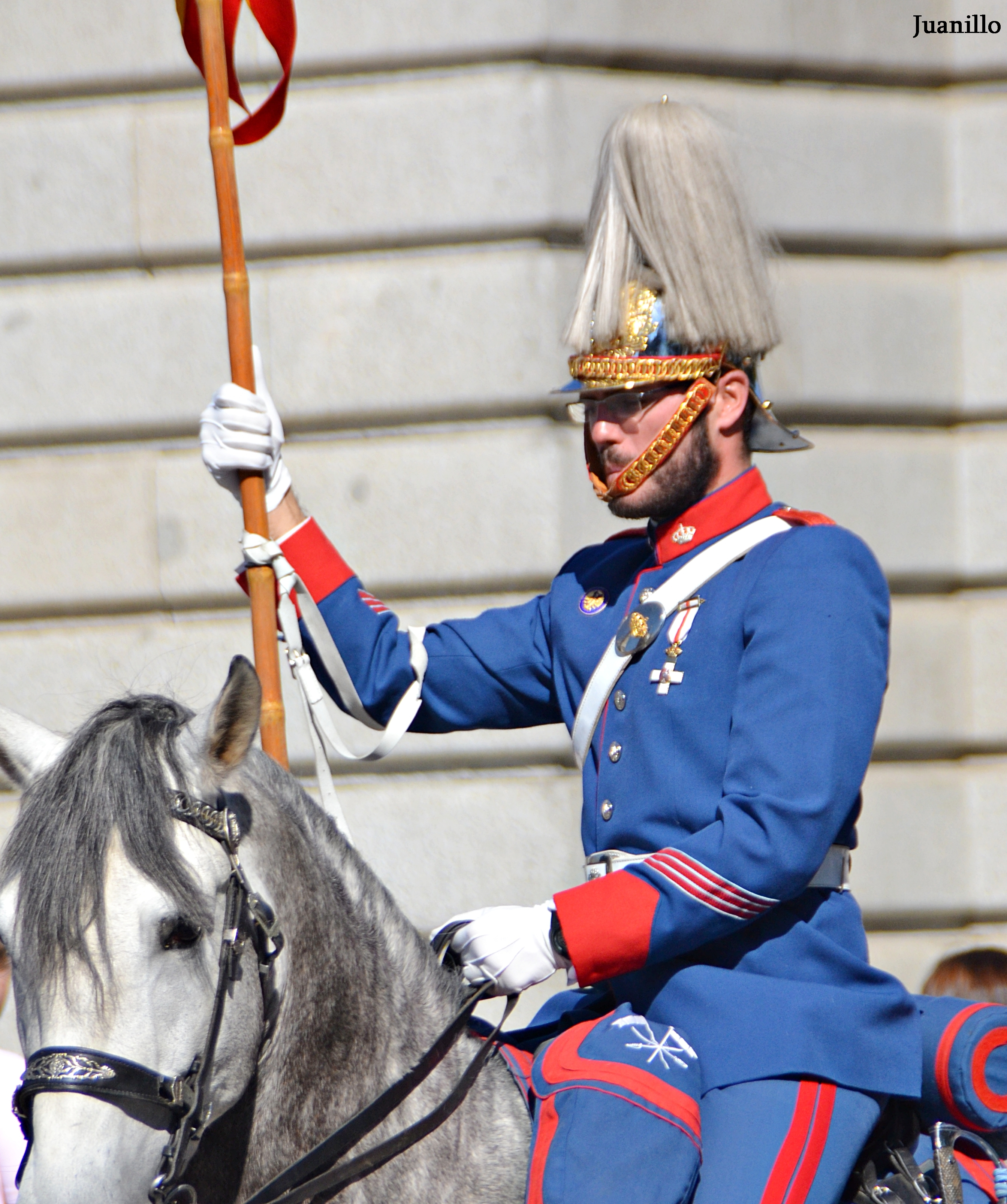
Cabo de Lanceros
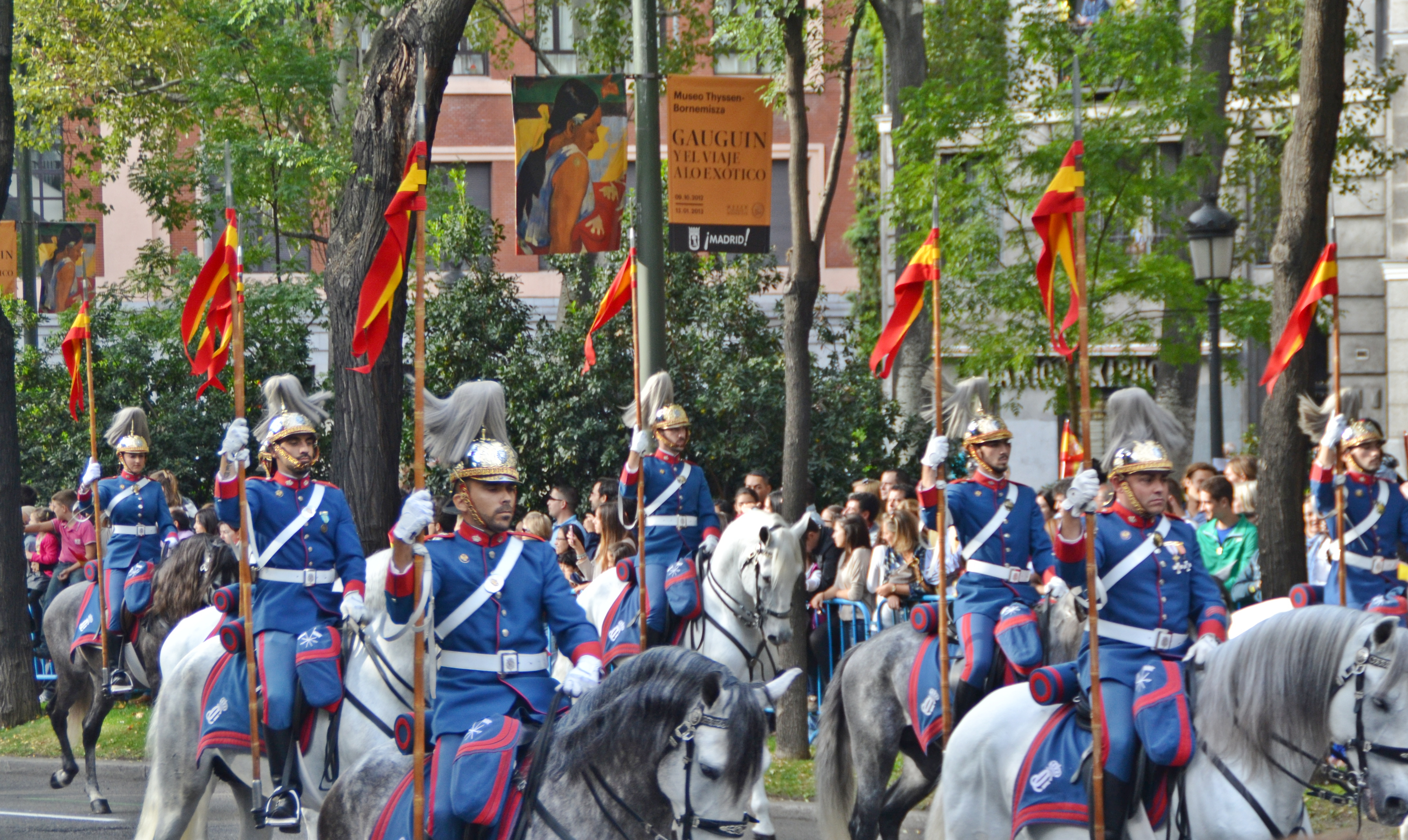
Lanceros durante la Escolta Solemne del 12OCT14
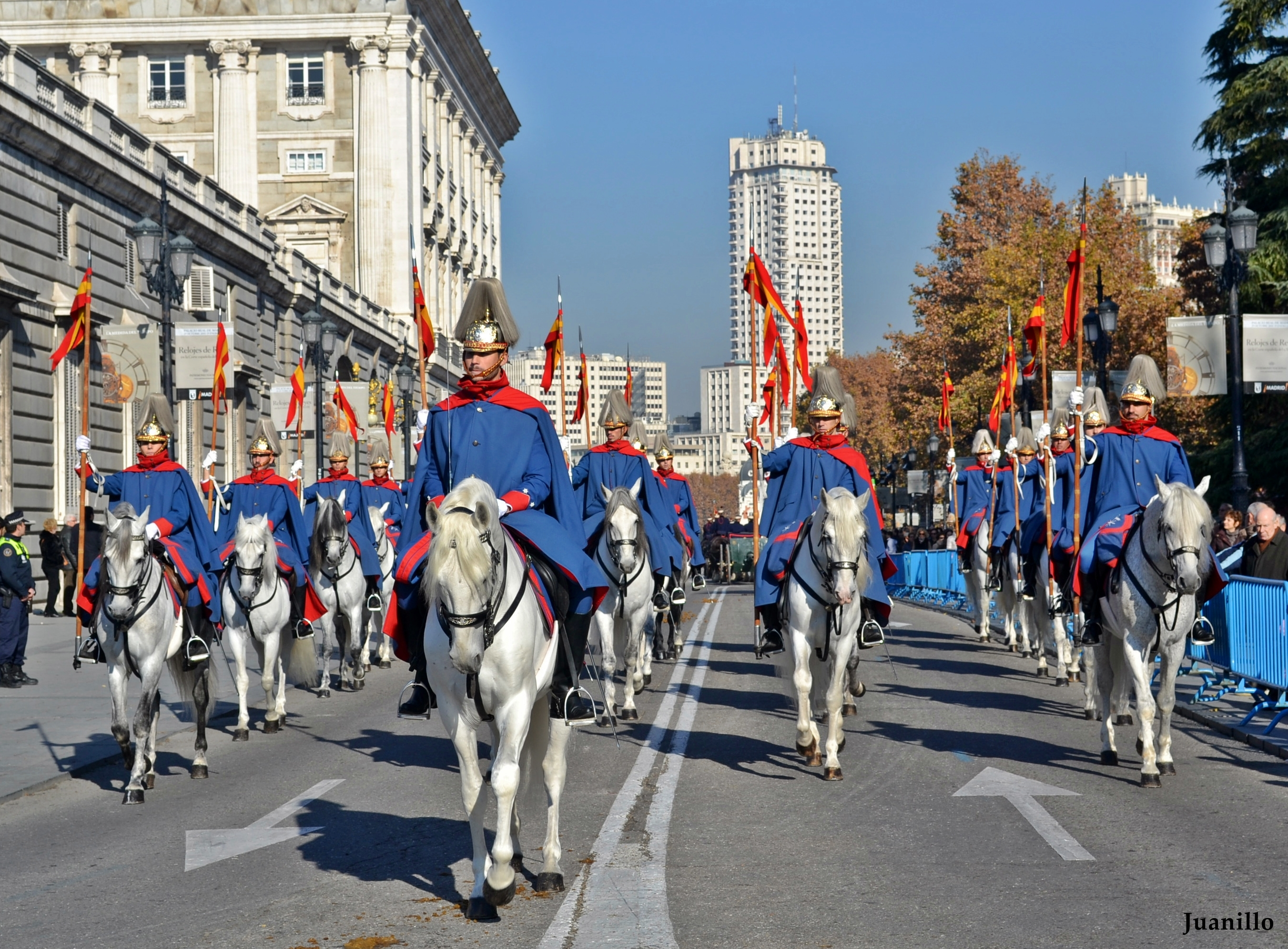
Lanceros con prenda de abrigo
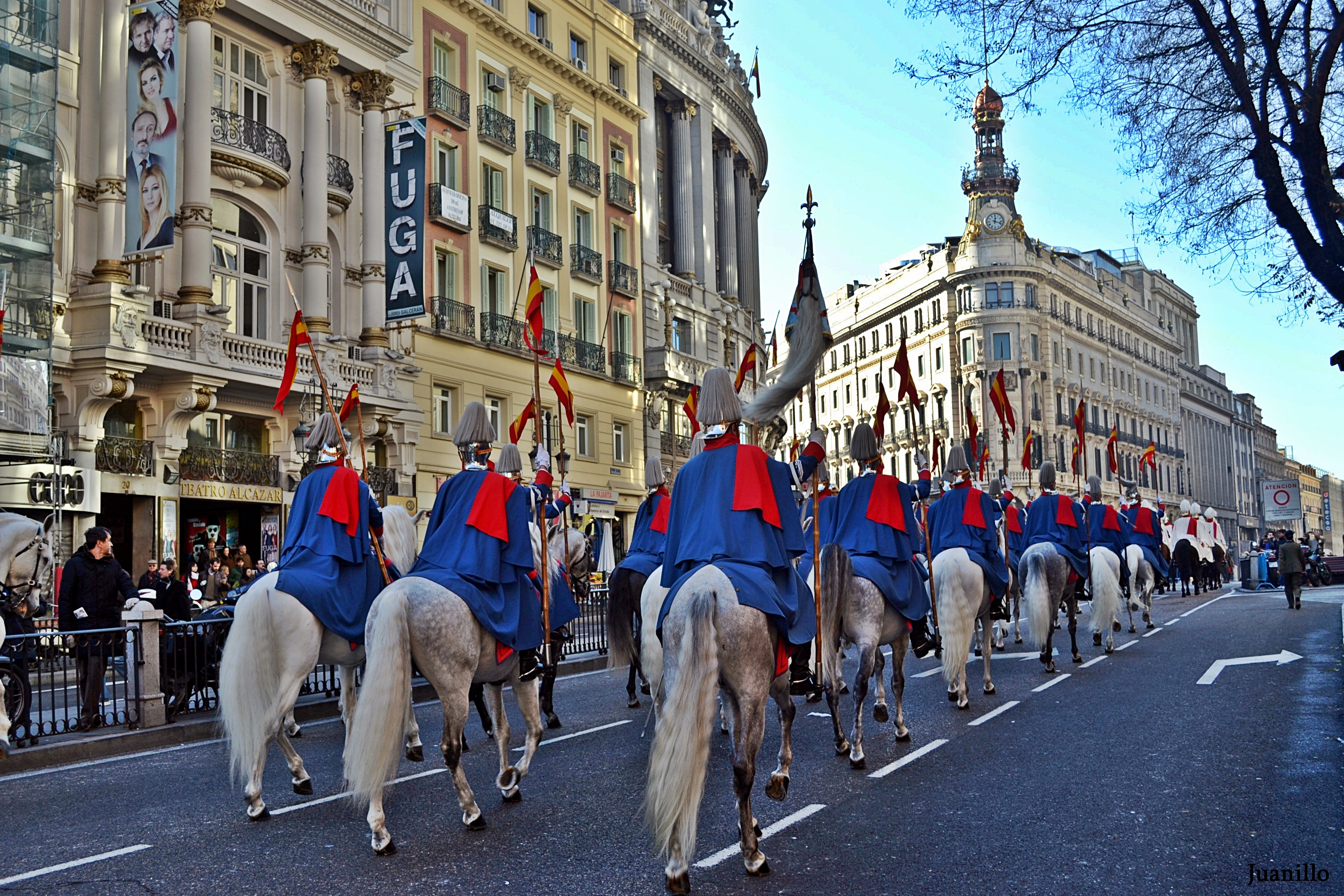
Lanceros con prenda de abrigo y guión
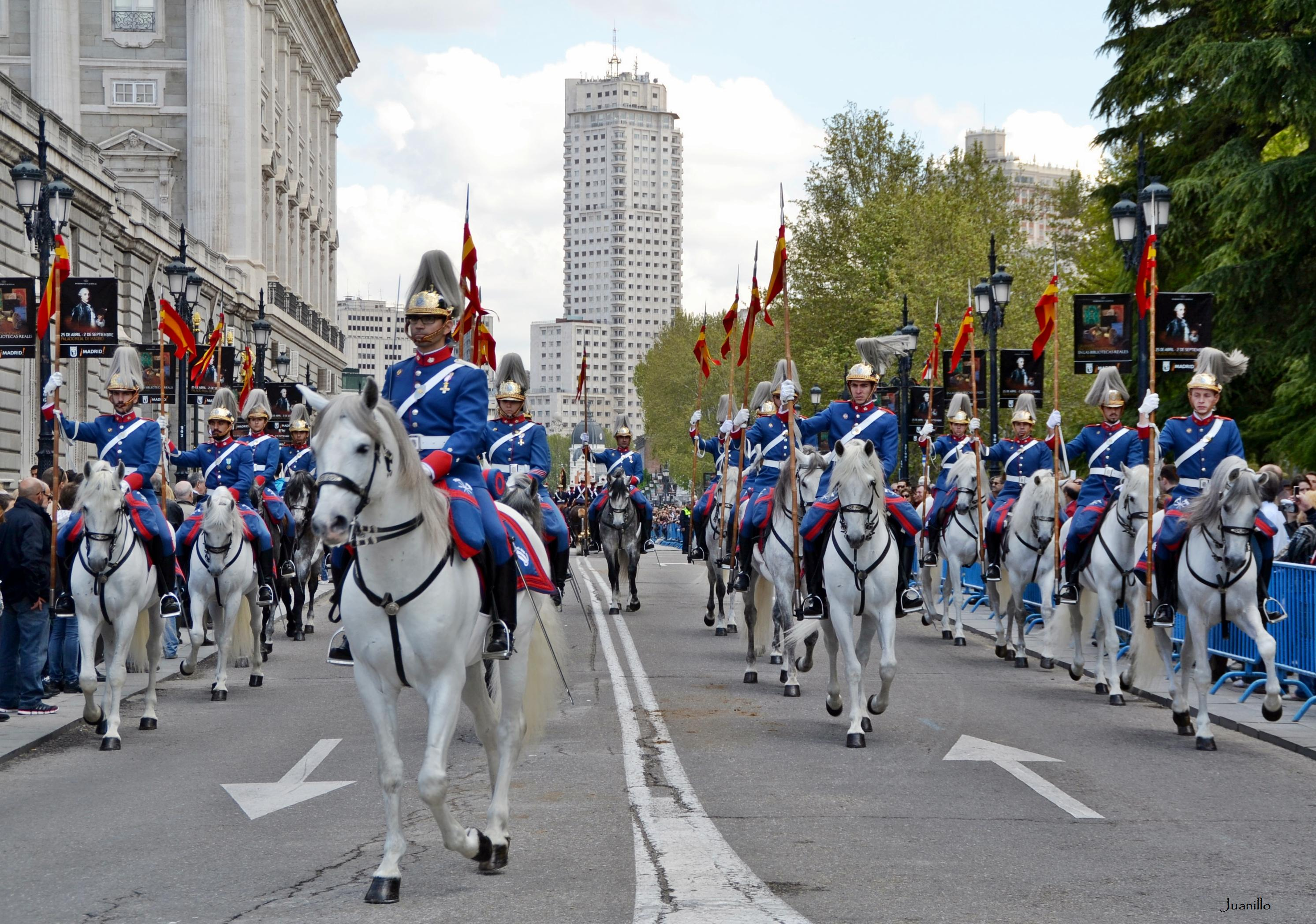
Lanceros por la Calle Bailén
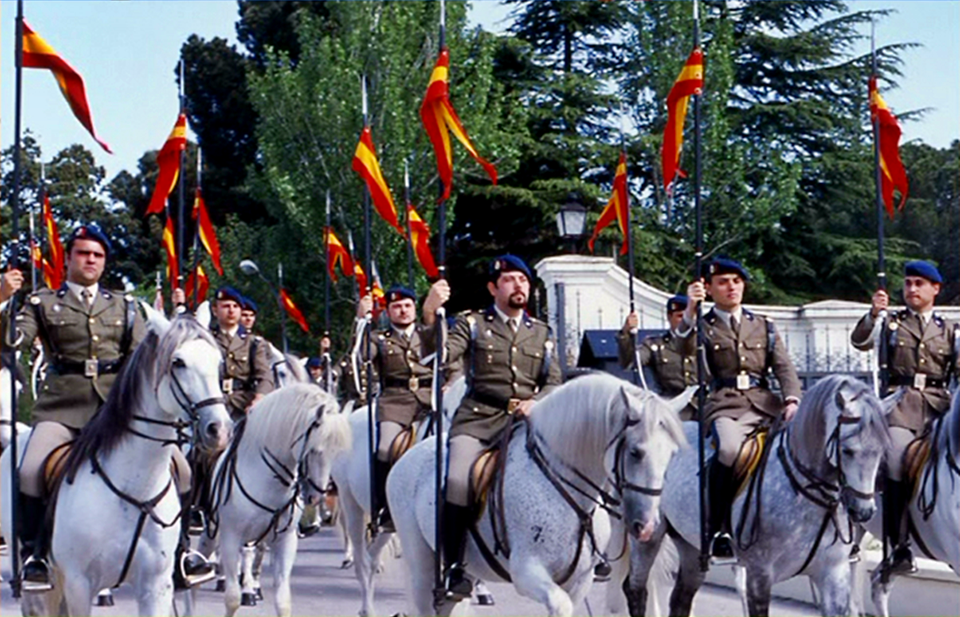
Lanceros con uniforme de diario en formación

### Funciones

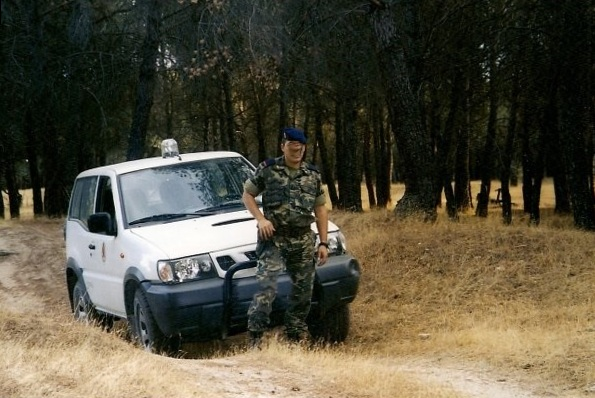
Personal del EER de servicio

Las misiones de la Guardia Real quedan recogidas en el Real Decreto 434/1988, de 6 de mayo, sobre reestructuración de la Casa de S. M. el Rey:
Artículo 6.º. La Guardia Real tendrá como cometidos esenciales
1. Proporcionar el servicio de guardia militar, rendir honores y dar escoltas solemnes a Su Majestad el Rey y a los miembros de Su Real Familia que se determinen.
2. Prestar análogos servicios a los Jefes de Estado extranjeros cuando así se ordene.

Por tanto, las misiones del Escuadrón de Escolta Real son:
- Participar en las labores de guardia militar que se designe por parte del Mando.
- Proporcionar Honores y Escolta Solemne a SM el Rey y su Real Familia.
- Proporcionar análogos servicios a jefes de Estado extranjeros que se encuentren en visita de Estado en nuestro país.

Principales actos del Escuadrón de Escolta Real 

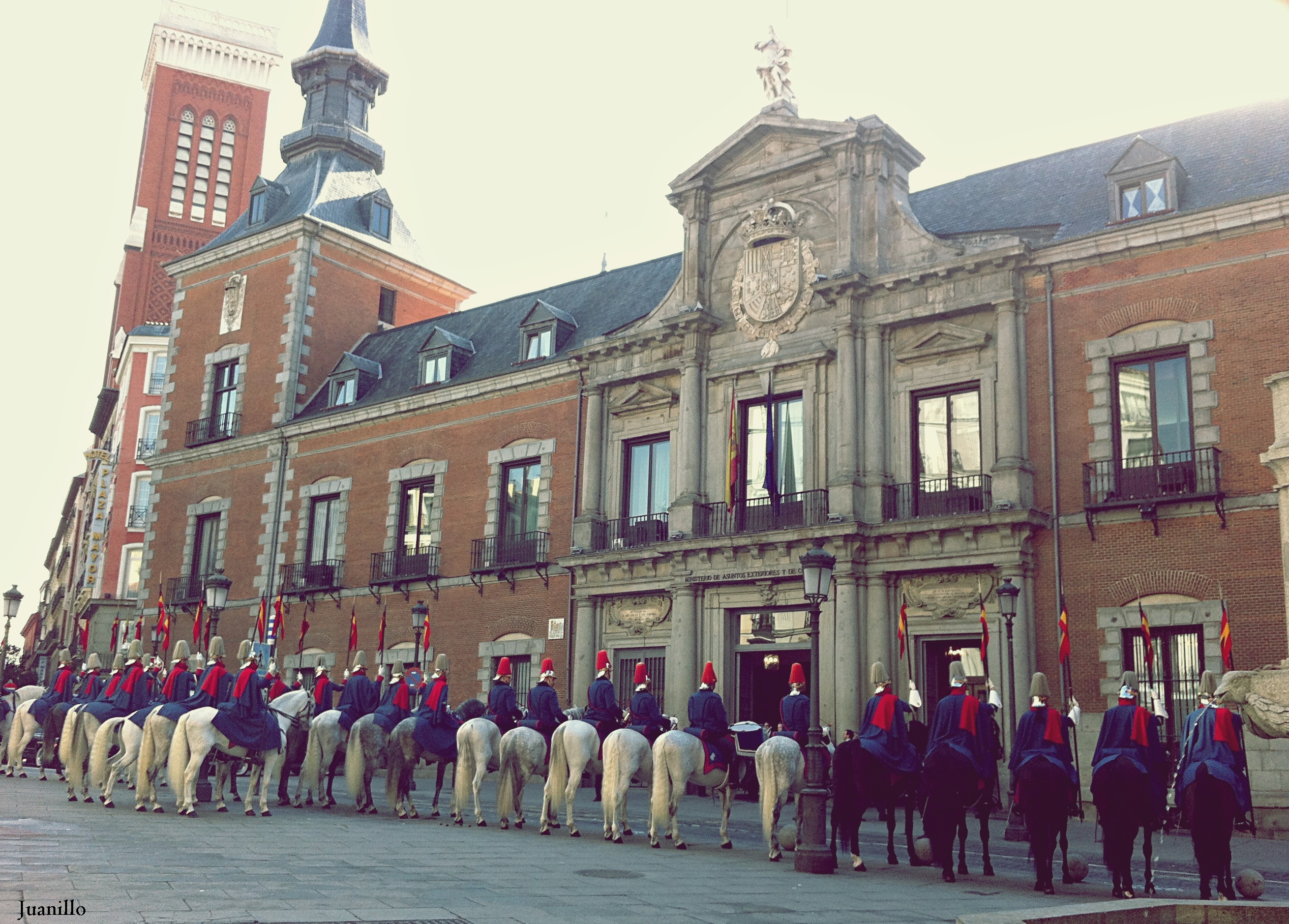
Rindiendo Honores en el Ministerio de Asuntos Exteriores.

Los principales actos en los que participa el Escuadrón de Escolta Real son:
- Escoltas Solemnes a SM el Rey y a su Real Familia.
- Guardia de Honor en recepciones, audiencias y actos en los que participe SM el Rey.
- Escolta Solemne y Guardia de Honor a jefes de Estado en visita de Estado a nuestro país.
- Escolta Solemne a embajadores en su presentación de cartas credenciales a SM el Rey.
- Enlaces matrimoniales de miembros de la Familia Real.
- Honras fúnebres a miembros de la Familia Real.
- Conmemoración de la Pascua Militar.
- Día de las Fuerzas Armadas.
- Día de la Fiesta Nacional.
- Celebración del Capítulo de la Real y Militar Orden de San Hermenegildo.
- Apertura solemne de Legislatura.
- Relevo Solemne de la Guardia en el Palacio Real de Madrid.
- Relevo de guardia en la puerta del Príncipe del Palacio Real de Madrid.
- Retreta militar del 2 de mayo en Madrid.
- Paradas militares en la Guardia Real:
- Juras de Bandera
- Patrones/as de las diferentes armas
- Imposición de condecoraciones
- Tomas de mando, despedidas y presentaciones, aniversarios
- Colaboraciones con países extranjeros e intercambios.
- Exhibiciones y Campeonatos como SICAB, FIECVAL, Madrid Horse Week, etc.

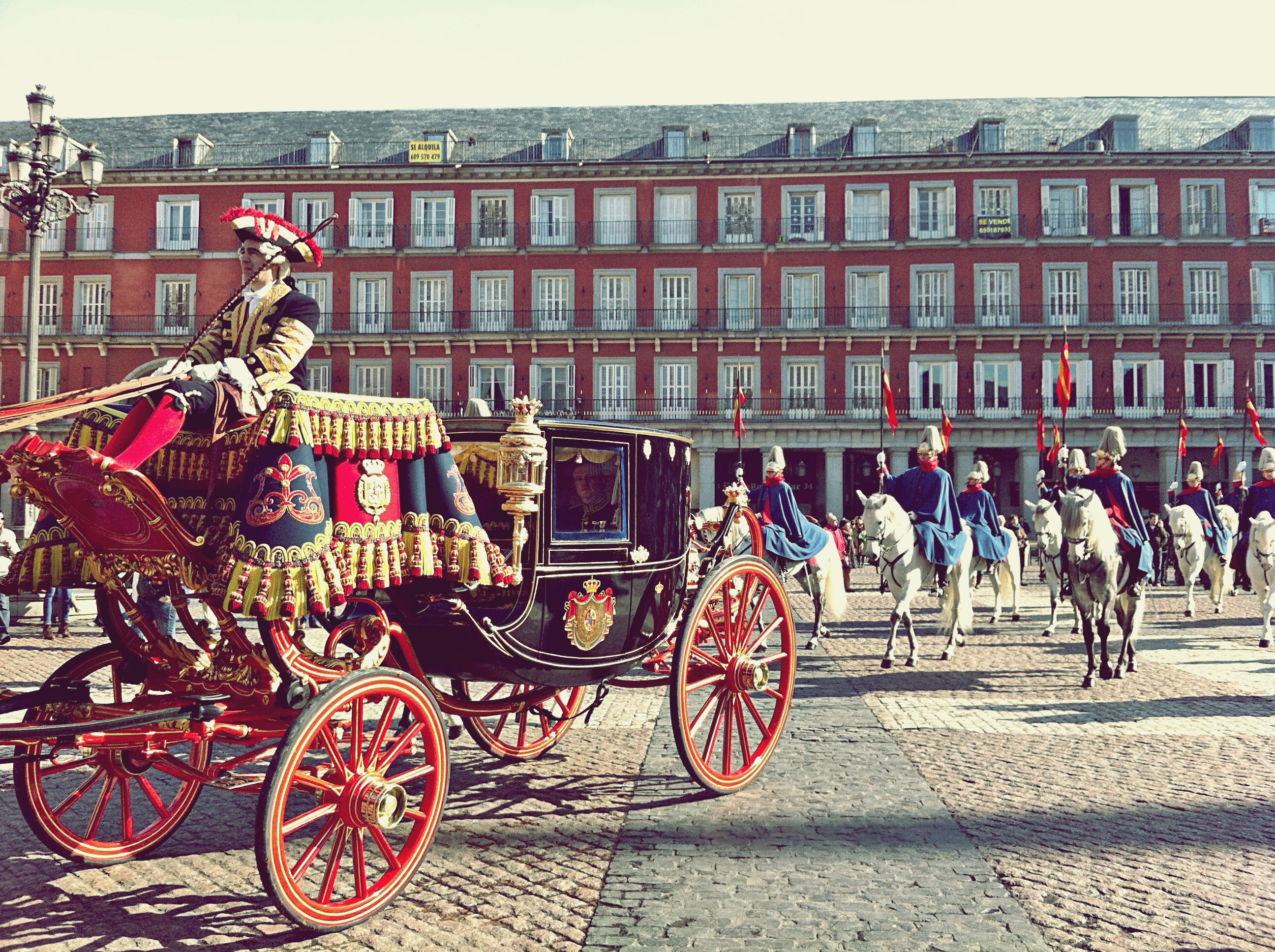
Escolta a un embajador.
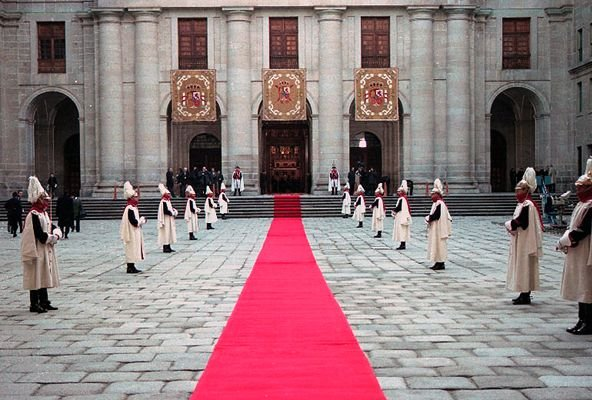
Capítulo de San Hermanegildo
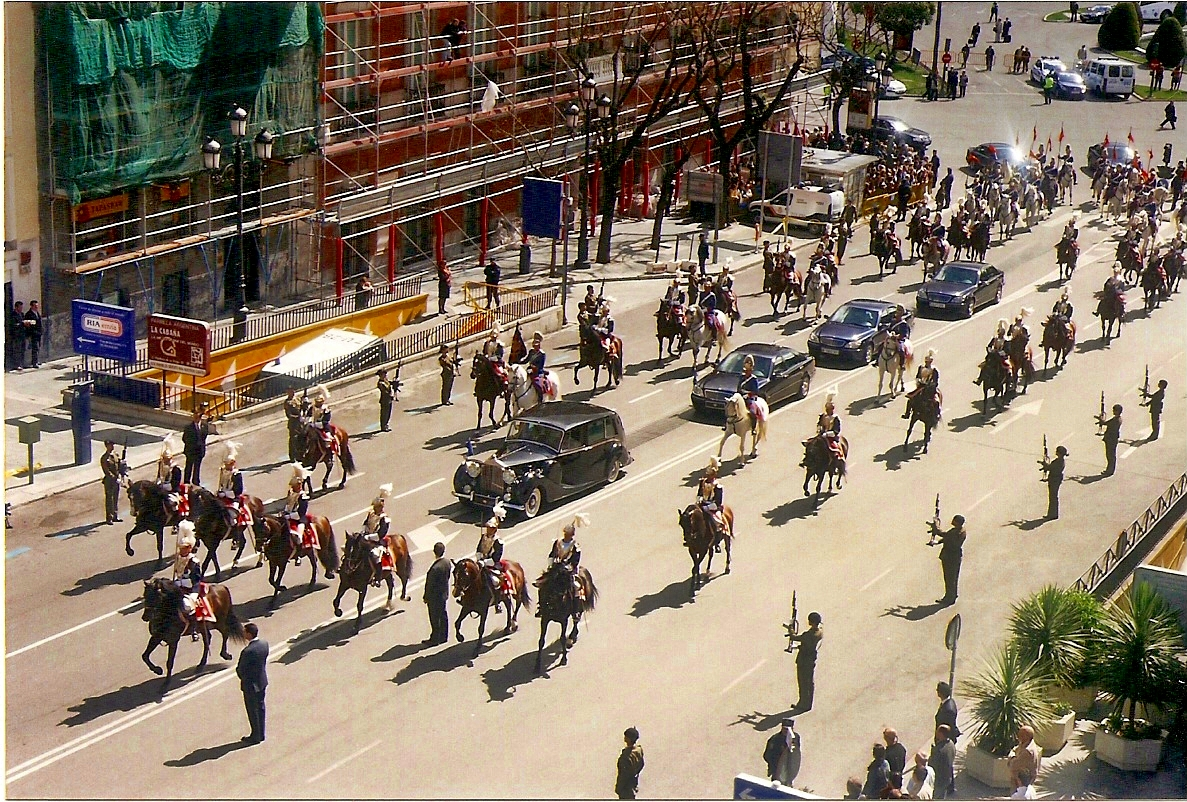
Escolta a La Familia Real
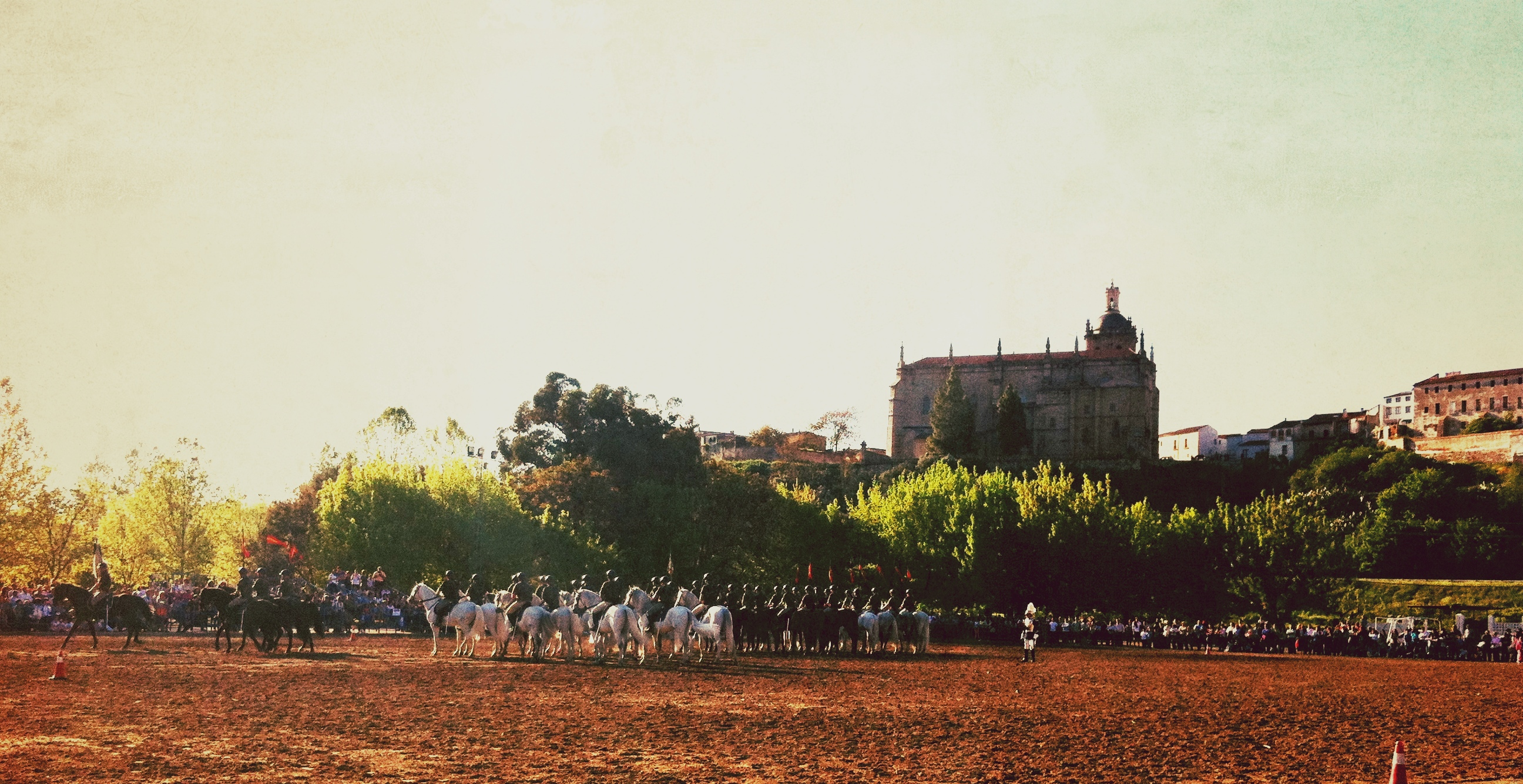
Exhibición en Coria

## Armamento
El armamento que encontramos en el Escuadrón de Escolta Real es variado y de dos tipos: histórico y actual. El histórico es aquel que se utiliza en actos y formaciones a pie o a caballo y que cuenta con una antigüedad importante. El actual es el que cualquier unidad de nuestras Fuerzas Armadas utiliza para el desarrollo de sus servicios de seguridad.

### Sable de Caballería modelo 1875

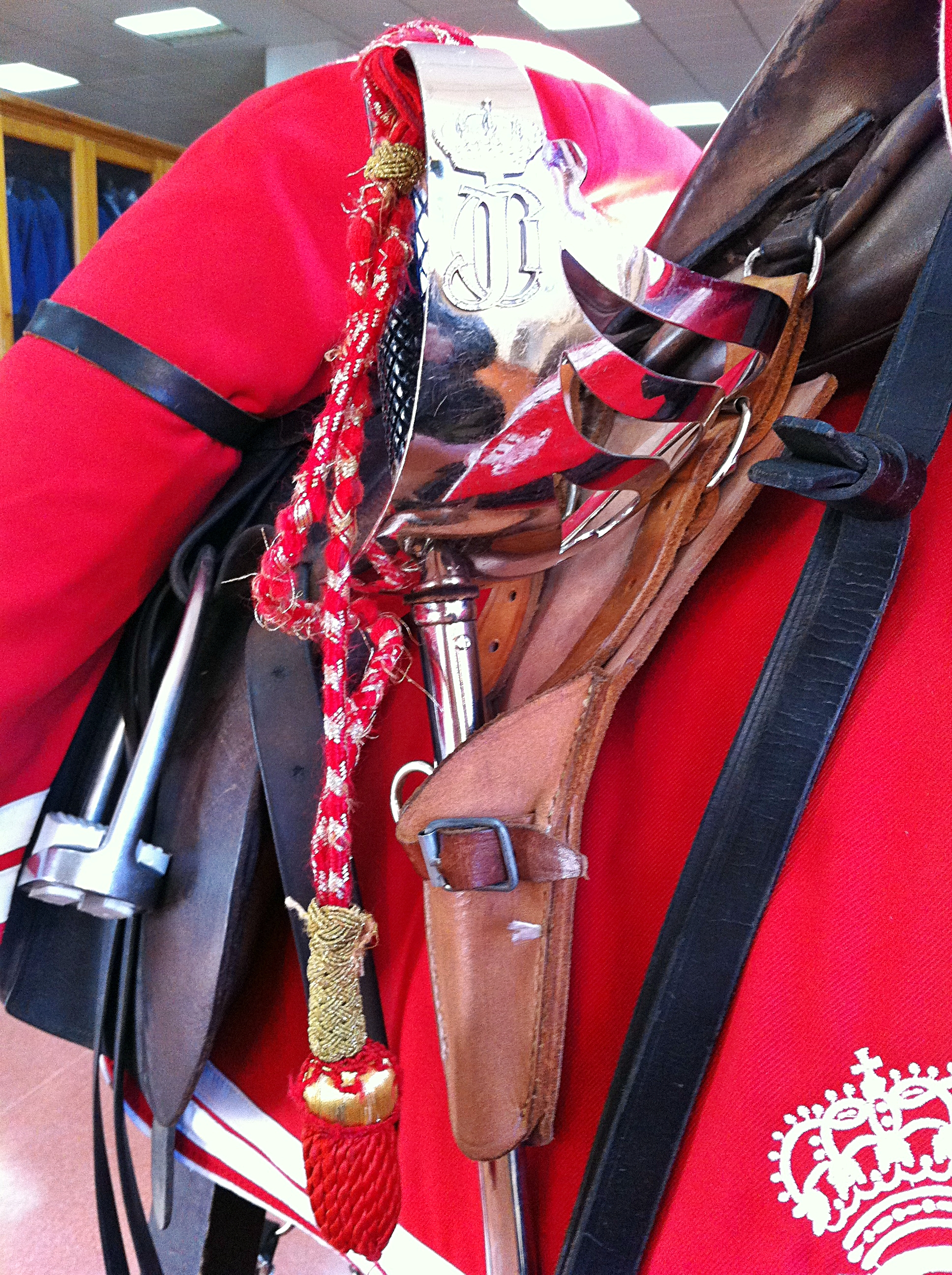
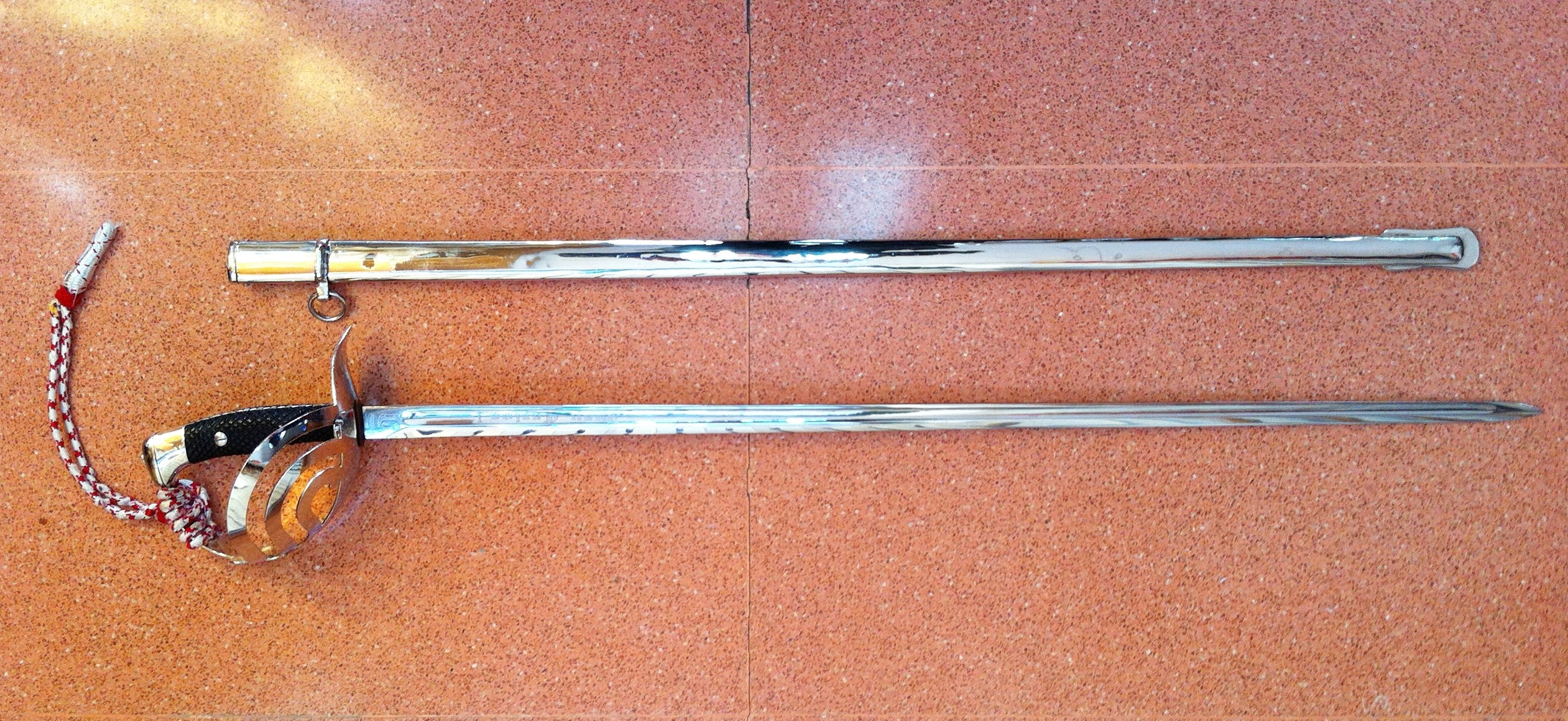
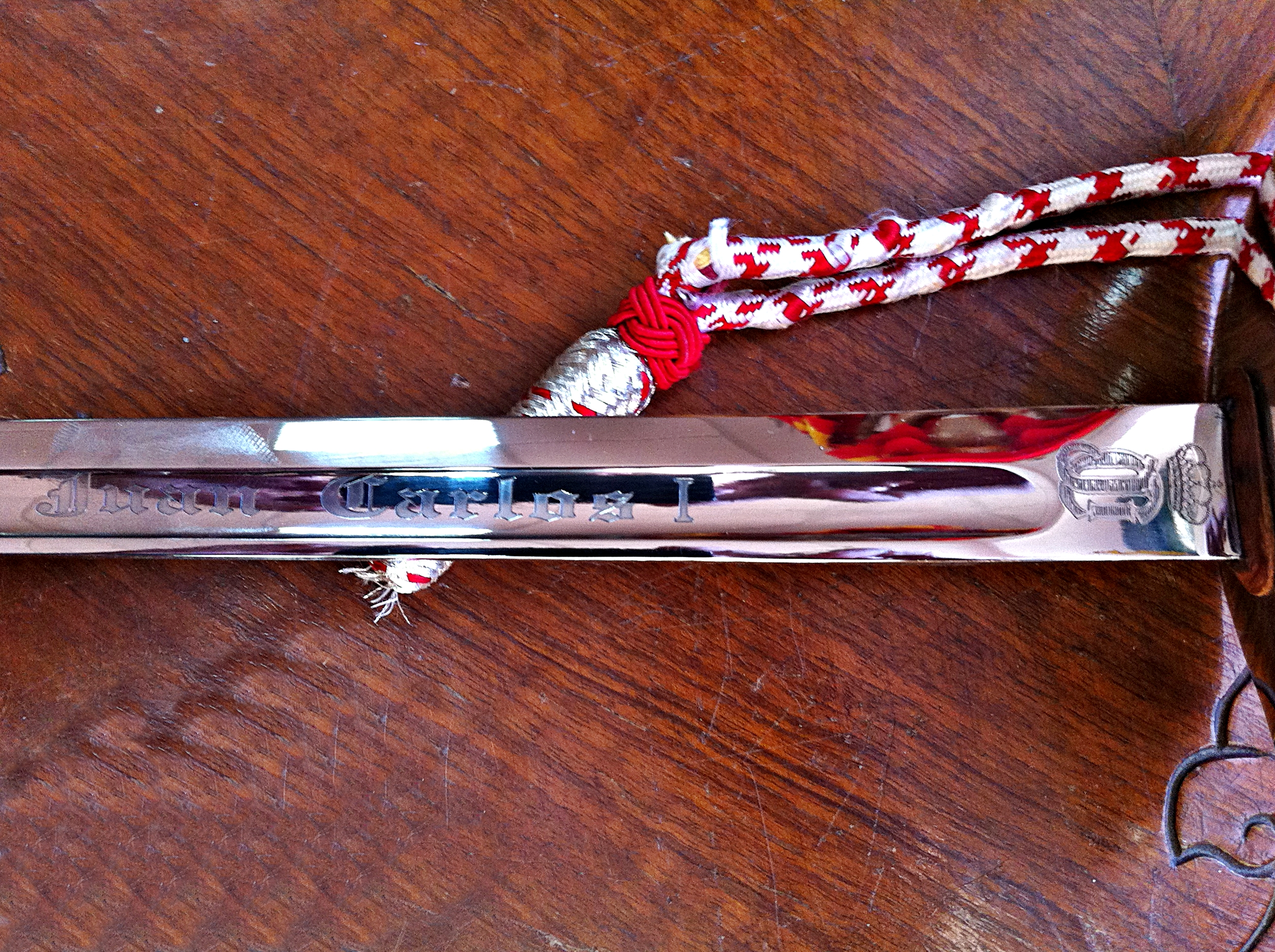
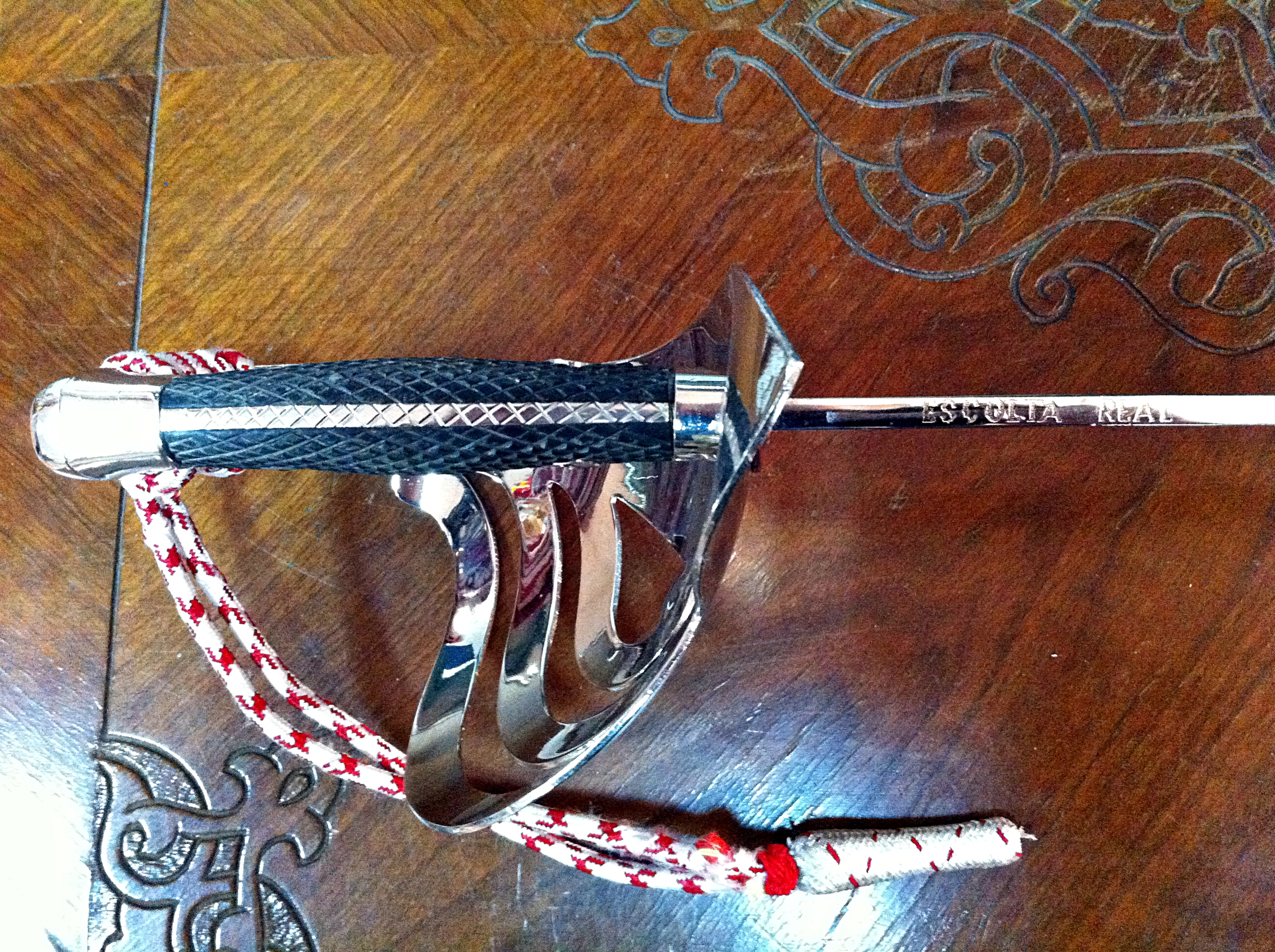

La espada de montar del Escuadrón de Escolta Real aparece descrita en la R.O. de 29 de junio de 1875. En el Reglamento de 27 de junio de 1885 no sufre variación alguna. El nuevo Reglamento, de 4 de mayo de 1910, se limitaba a describir la espada de montar para tropa “Recta, con cuatro gavilanes, y en el centro iniciales A. XIII y corona Real”, y para Oficiales “Recta, de la misma forma y clase que la de tropa”, descripciones que se repetían en su último Reglamento, aprobado por R.O. de 6 de febrero de 1923. 
La espada-sable Puerto-Seguro para el Escuadrón de la Escolta Real no figura así reflejada en Reglamento alguno ni cuenta con aprobación reseñada en la Colección Legislativa, por lo que sólo cabe ser definida como “espada de montar Modelo 1875 para el Escuadrón de la Escolta Real, en variante de espada-sable Puerto-Seguro”.
Al proclamarse la II República el 14 de abril de 1931, las tropas de Casa Real son suprimidas y el modelo que equipaba al Escuadrón de la Escolta Real, se mantuvo en el equipo del nuevo Escuadrón de la Escolta Presidencial, pero decorando su cazoleta con las Armas de la República Española.
Al crearse la Guardia Real en diciembre de 1975, se forma el Escuadrón de Lanceros que pronto crecería con una sección de Coraceros. Al reaparecer la Sección de Coraceros en 1982, se encargan nuevos sables para armar a los nuevos coraceros de la manera más fiel posible a los antiguos de la Escolta Real y se encargan a la fábrica de Toledo la producción de los nuevos sables para los Coraceros del ya rebautizado Escuadrón de Escolta Real. La única diferencia entre los sables de Oficiales, suboficiales y Tropa sería el fiador, siendo blanco y rojo para Suboficiales y Tropa y dorado y rojo para Oficiales. En su cazoleta, la Cifra Real de JCI de Juan Carlos I, que cambiaría en 2014 por la FVI de Felipe VI.
En la actualidad conviven dos modelos de este sable en el Escuadrón, el fabricado en 1982 y unos pocos de 2001.
Estas son sus medidas:
- Hoja: 85 centímetros.
- Empuñadura: 15 centímetros.
- Total del sable: 100 centímetros.
- Total de la vaina: 88,5 centímetros.

### Sable Puerto Seguro modelo 1907/1918

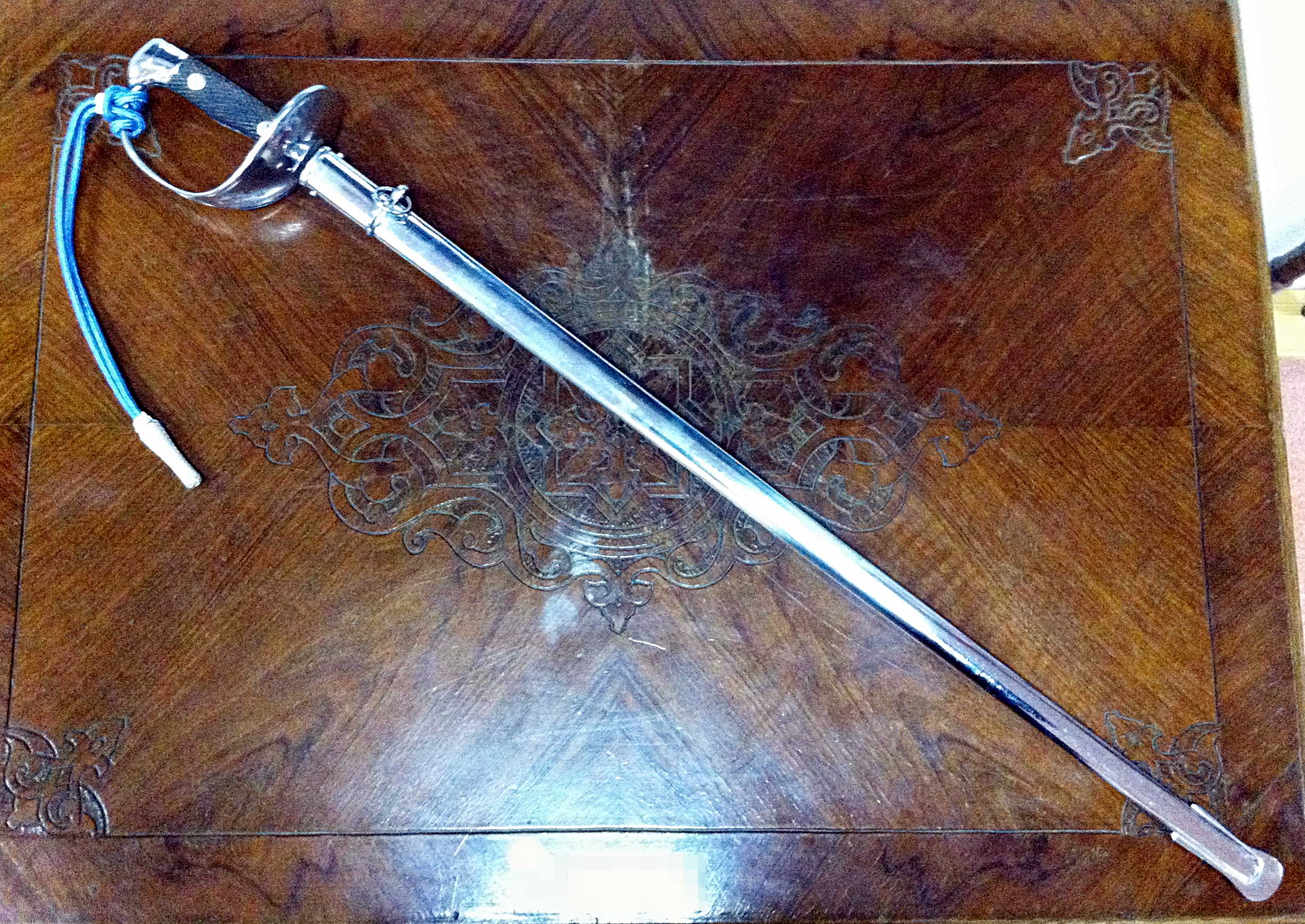
Sable PUSE modelo 1907/1918.

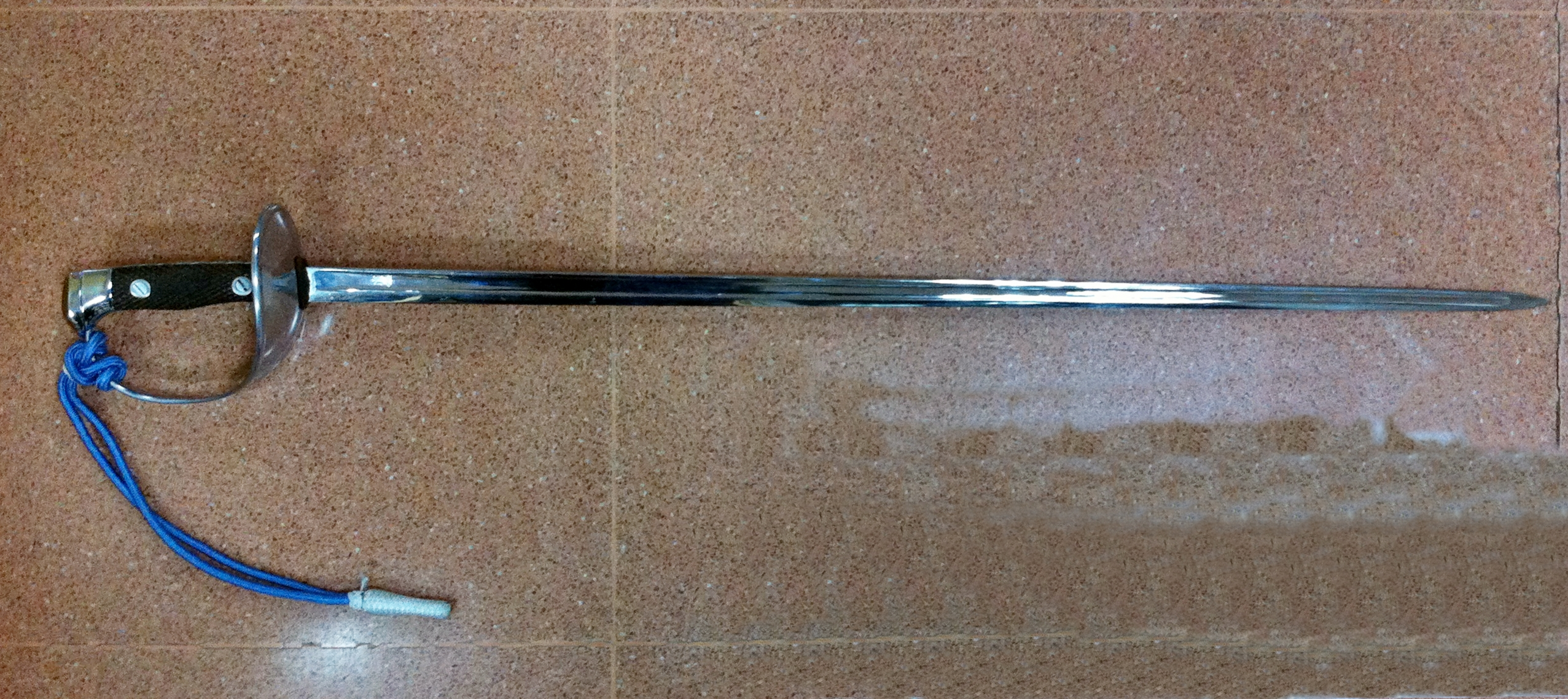
Sable Puerto Seguro modelo 1907/1918
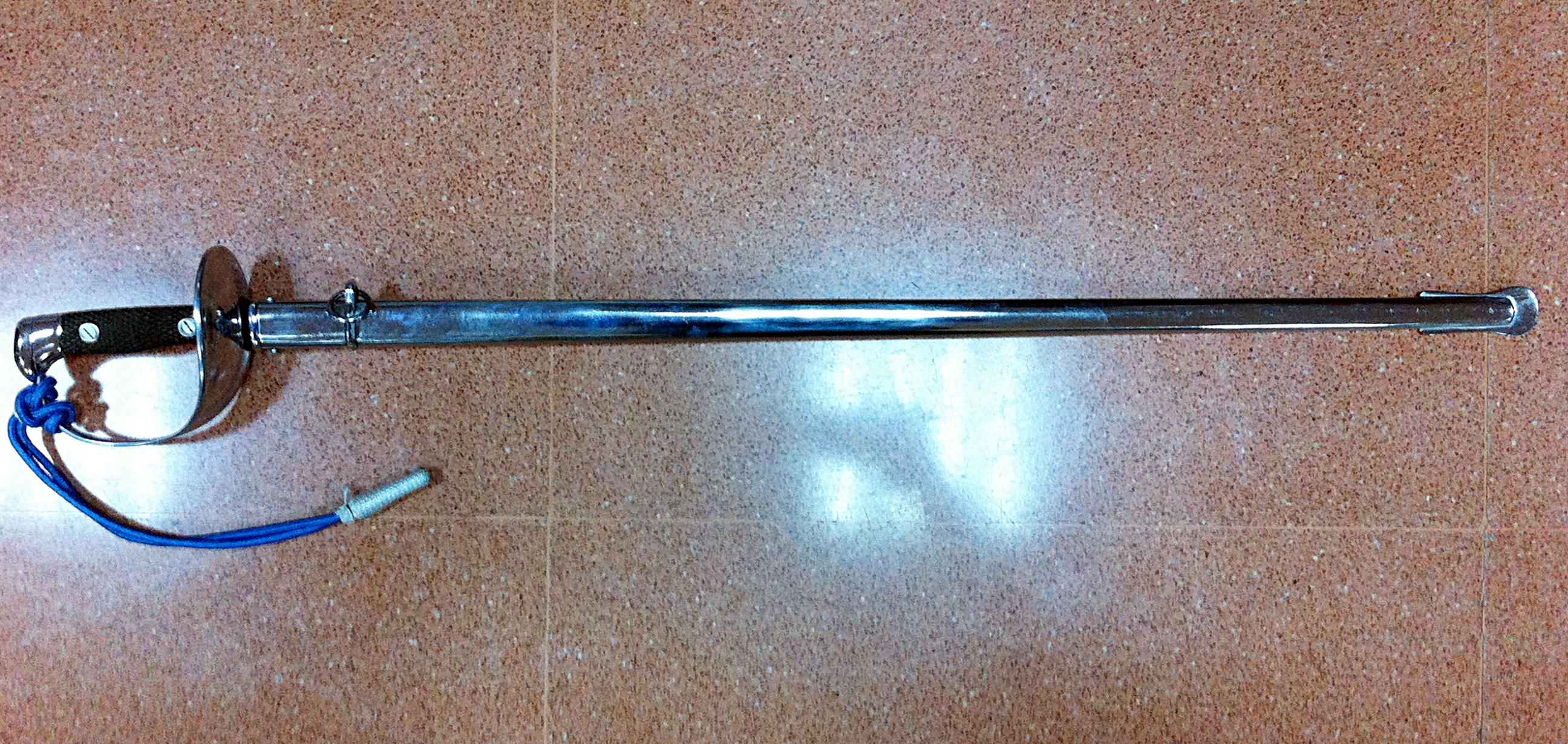
Sable Puerto Seguro modelo 1907/1918
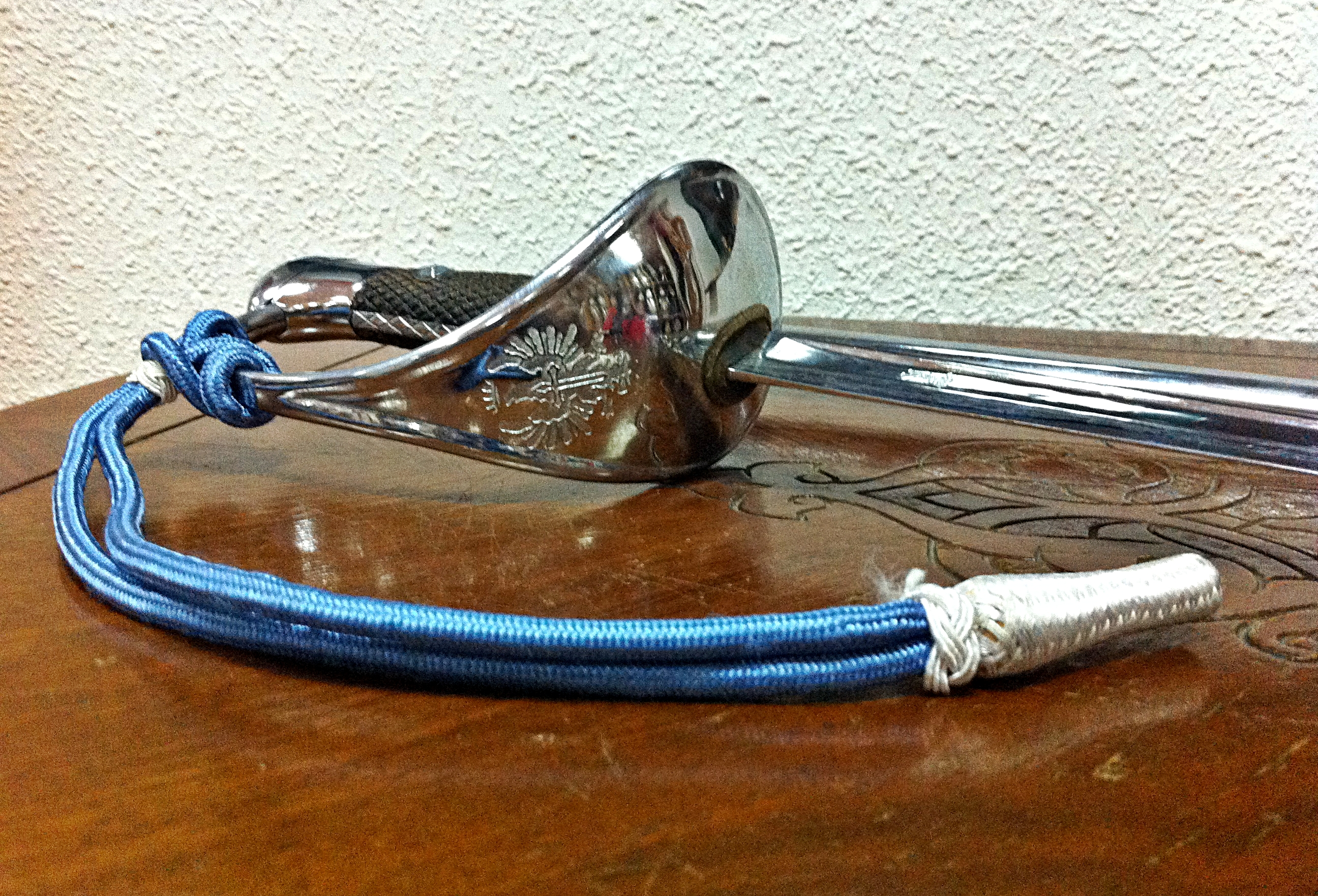
Sable Puerto Seguro modelo 1907/1918

Este sable utilizado por el Escuadrón de Escolta Real es el propio para Tropa de Caballería, el cual portan Batidores, Banda de Clarines y Timbales y Lanceros. En el “Reglamento de Uniformidad para el Arma de Caballería” aprobado por R.O. de 24 de agosto de 1909 (C.L. Nº158), la espada-sable Puerto-Seguro no se incluyó debido a constituir “equipo de ensayo”. Para Jefes, Oficiales y Tropa el “sable” se define “El declarado reglamentario para el arma”. Nueve años más tarde, en julio de 1918 la espada-sable Puerto-Seguro adoptada provisionalmente en 1907 lo fue con carácter definitivo como “modelo 1918”.
Por R.O. de 6 de agosto de 1907, en consecuencia a un escrito de Luis Carvajal solicitando que su espada fuera declarada reglamentaria, se concluía “el Rey (q.D.g.) ha tenido por conveniente atender a la petición del recurrente, declarando reglamentaria para el arma de Caballería, con carácter provisional, la referida espada”, y un año más tarde, por R.O. de 27 de agosto y asimismo en consecuencia a otro escrito de Luis Carvajal, se resolvía que el rey “ha tenido a bien disponer que, en idéntico sentido de provisional, sea declarada reglamentaria para los jefes y oficiales de Caballería la espada sable Puerto Seguro, hasta que la práctica y manejo de la misma aconsejen o no su adopción definitiva”.
En la Colección Legislativa la R.O. de 9 de julio de 1918 (C.L. nº181), en la que se expone que el rey “ha tenido a bien declarar reglamentario, con carácter definitivo, el sable Puerto-Seguro para tropas de Caballería, que lo fue provisionalmente por real orden de 6 de agosto de 1907, con la denominación de Espada-Sable Puerto-Seguro, modelo 1918”.
El Modelo Puerto-Seguro 1907 para tropa de caballería presenta una cazoleta completa en hierro reforzada por un reborde que nos recuerda a los rompe puntas pero que en este caso es una efectiva defensa adicional para desviar el arma enemiga a la vez que reforzar la misma cazoleta, la empuñara la forman dos cachas de madera de nogal sujetas mediante dos tornillos pasantes a la espiga con una monterilla sujeta mediante una perilla atornillada a la punta de la espiga roscada.
La hoja es recta con un solo filo corrido y lomo cuadrado, con una de las características más destacadas de este modelo, un canal de paredes rectas muy pronunciado que forma con el lomo al que está próximo lo que parecería un nervio de refuerzo y que no deja ser el espacio natural entra ambos, lomo que al llegar a la punta se transforma en otro canal que la refuerza. Es todo algo armonioso que no sobresale de ninguno de los planos de un hipotético corte de hoja.
Estas características logran de manera genial el que sea un sable bastante ligero y de extraordinaria resistencia tanto de filo  como de punta, que se refuerza en la forma descrita; a la vez que la guarnición se muestra muy protectora y anatómicamente adecuada, además de robusta.
Es también un sable muy equilibrado para la función a la que estaba destinado, que era básicamente el uso de punta. 
El sable es fácilmente desmontable, algo muy adecuado tanto para una rápida reparación como para mejorar su mantenimiento, al no quedar las "zonas muertas", esas zonas de complicada limpieza que propician la corrosión en otros modelos.
Este sable, es el que actualmente se entrega a los Suboficiales del Ejército de Tierra en la Academia General Básica de Suboficiales cuando se les entrega el Despacho de Sargentos al acabar sus etapa académica. 

### Lanza metálica modelo 1905

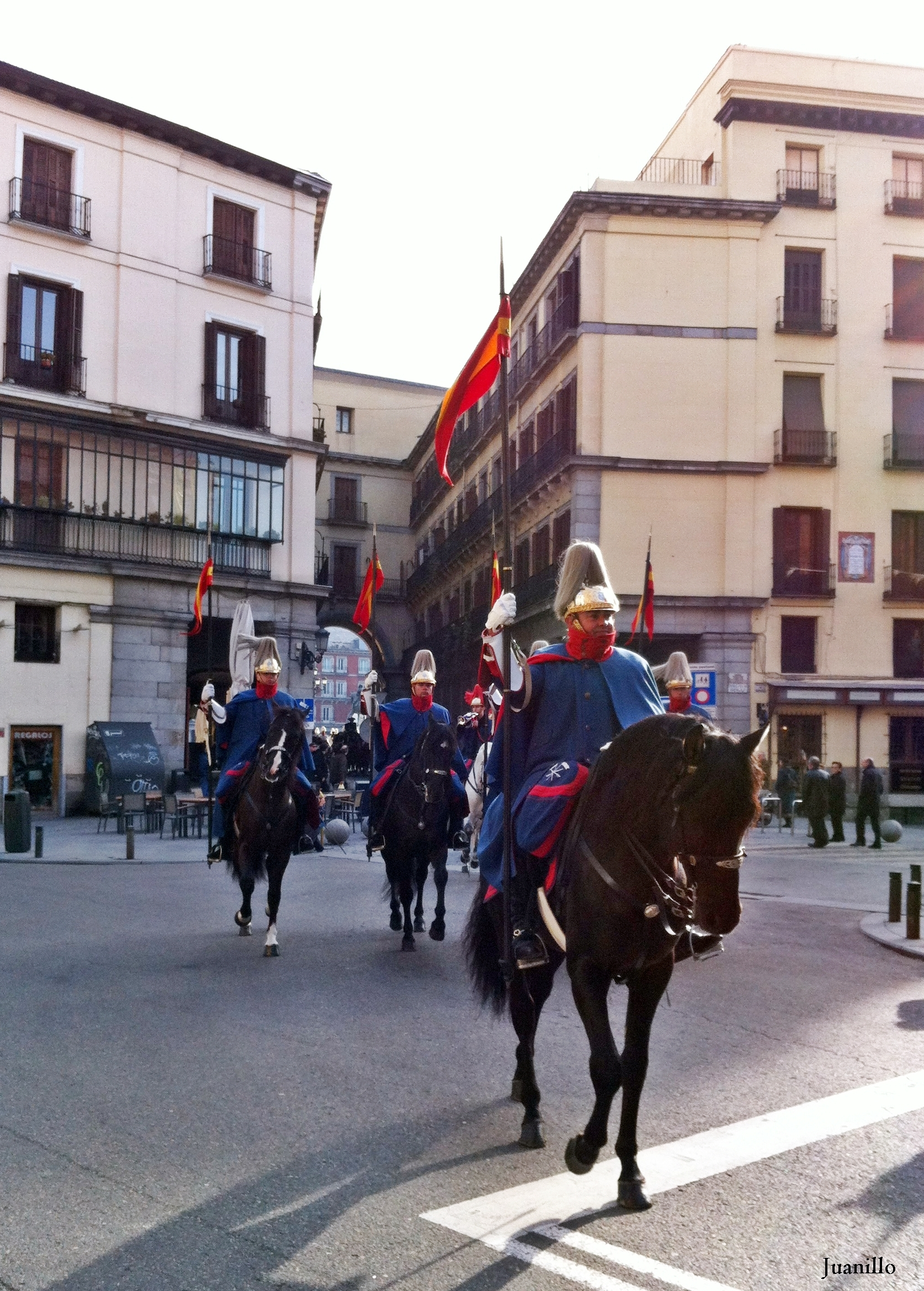
Batidor del EER con lanza metálica modelo 1905

Así por real orden de 11 de julio de 1889, se disponía el ensayo de tres nuevos modelos, uno propuesto por la Comisión mixta, otro con “hierros prusianos” y otro con “hierros belgas”. Su producción había comprendido 50 ejemplares de cada uno, 25 con longitud de 2.620 mm. y 25 con longitud de 2.500 mm. El resultado de este ensayo tampoco fue satisfactorio. 
La sustitución de la lanza Md. 1874 se retrasó hasta la aprobación de la lanza con tubo de acero acanalado, aprobada como Md. 1905 en real orden de 11 de septiembre de aquel año (C.L. 184), mantenido en servicio hasta el año 1931 que con las reformas introducidas en el Ejército se suprimió la lanza en el equipo de la Caballería. 
La lanza Modelo 1905 tiene una longitud total de 3.000 mm y un peso máximo, con el porta lanza, de 2,250 kilos. Los tubos acanalados de acero sin soldadura longitudinal, con la moharra forjada, formando una sola pieza, eran suministrados por la firma alemana “Rheinische Metallwaaren und Maschinenfabrick” de Dusseldorf, y su acabado se realizaba en la Fábrica de Toledo donde se forjaban los regatones y se montaban. 
También eran nacionales las abrazaderas y los botones para las banderolas, la tramilla de cáñamo, el porta lanza de cuero y casquillos. Todo el proceso de fabricación se detalló en un artículo publicado en el “Memorial de Artillería” el año 1908, en el que se indica que su prueba definitiva consistía en dar “con todas las lanzas tres golpes de punta contra un maniquí, revestido con la coraza reglamentaria en la Escolta Real, debiendo atravesar esta coraza en los tres golpes sin deformación alguna”. 
En la actualidad esta lanza se utiliza para actos de menor relevancia y para instrucción.

### Lanza de coligüe modelo 1921

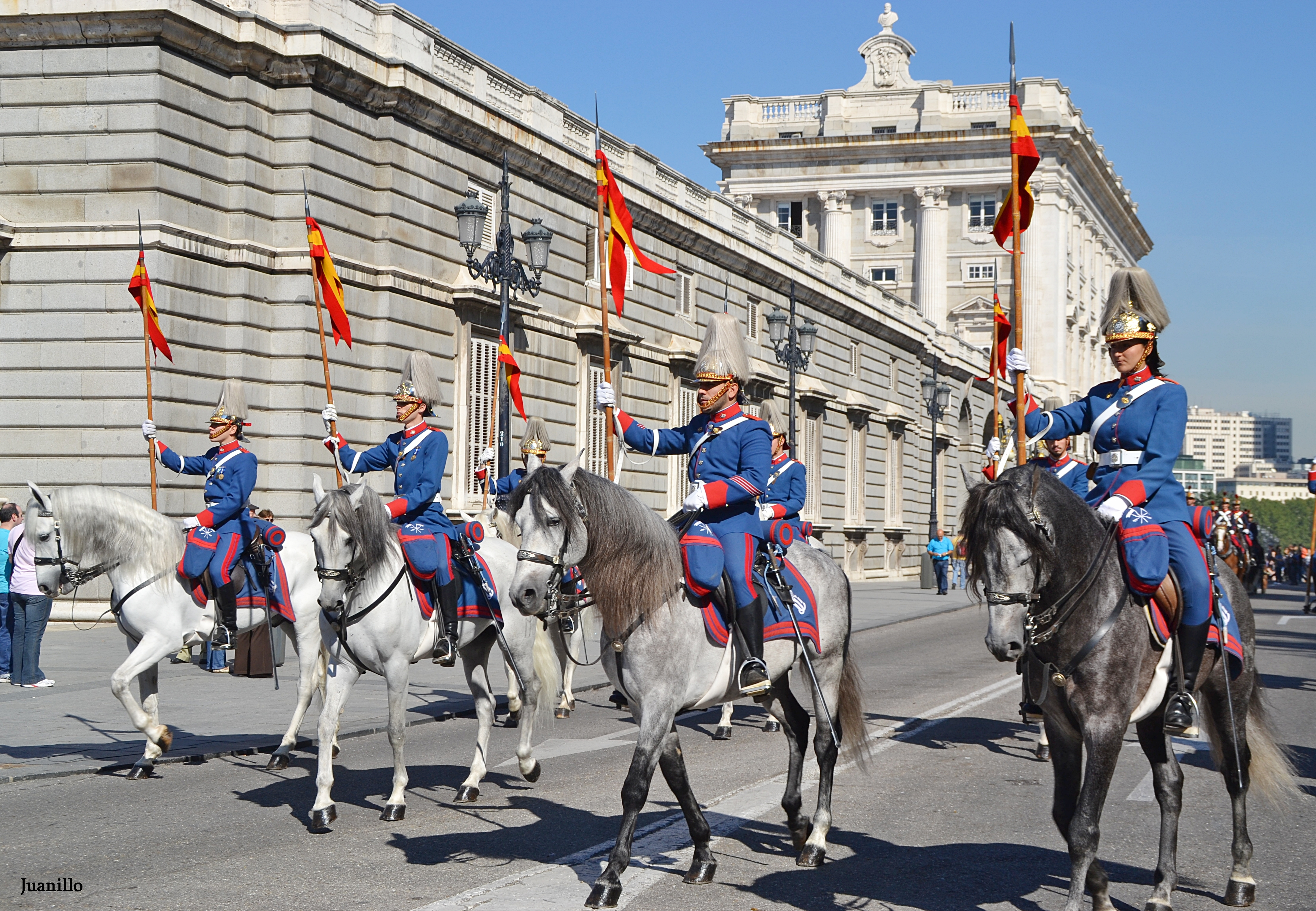
Lanceros del Escuadrón de Escolta Real con lanza de coligüe.

En el año 1922 el infante Fernando de Borbón visitó la República Argentina y su ejército gaucho, en agradecimiento y muestra de unión y fraternidad, no solo entre las dos naciones hermanas sino también, entre los dos ejércitos entregó al español 1000 lanzas de procedencia argentina. El agregado militar argentino en Madrid, teniente coronel Francisco M. Vélez hizo la entrega el día 25 de junio, en el Campamento de Carabanchel. Al acto asistió una nutrida representación tanto civil como militar encabezados por el general jefe de la Primera División de Caballería, el marqués de Cavalcanti. En el acto se llevó a cabo mediante el gesto simbólico de entrega de una lanza engalanada con gallardete albiceleste. Las lanzas fueron recibidas por el arma de Caballería, siendo sus iniciales receptores los Regimientos de la “Reina” y el “Príncipe” y el Grupo de Instrucción del Arma. 
Estas lanzas estaban todas confeccionadas sobre la base de una caña autóctona de bambú argentino denominado coligüe, de gran dureza, resistencia y flexibilidad. Fueron recepcionadas por el Parque Central de Artillería en donde fueron sometidas a una serie de pruebas, recibiendo el VB (visto bueno) mediante un cuño impreso (una pequeña bombeta) mediante grabación y el número individual de identificación en la mohajarra de las mismas, desde el 1 hasta el 1000. 
Estas lanzas solventaron la necesidad de renovar el parque, ante el hecho de que desde 1914, resultara imposible adquirir en Alemania los tubos de acero requeridos para la fabricación en Toledo de la lanza reglamentaria modelo 1905. 
Las lanzas fueron usadas en la guerra de Marruecos o en la Guerra Civil. Finalizada esta, una sustancial parte de las que lograron sobrevivir en estado de uso, fueron -en su gran mayoría- recogidas por el regimiento de caballería «Farnesio», de Valladolid, unidad a la que, a su vez, desde El Pardo, se le cursó en un determinado momento una solicitud formal por parte del Escuadrón Montado de la Guardia Mora, siéndole transferidas un número de aquellas lanzas de coligüe argentino. Restaurada la democracia, parte de las lanzas quedaron en manos del Escuadrón de Guardia Real.
Características
- Longitud total: 2850 mm.
- Peso total: 1600 gr.

### Corazas

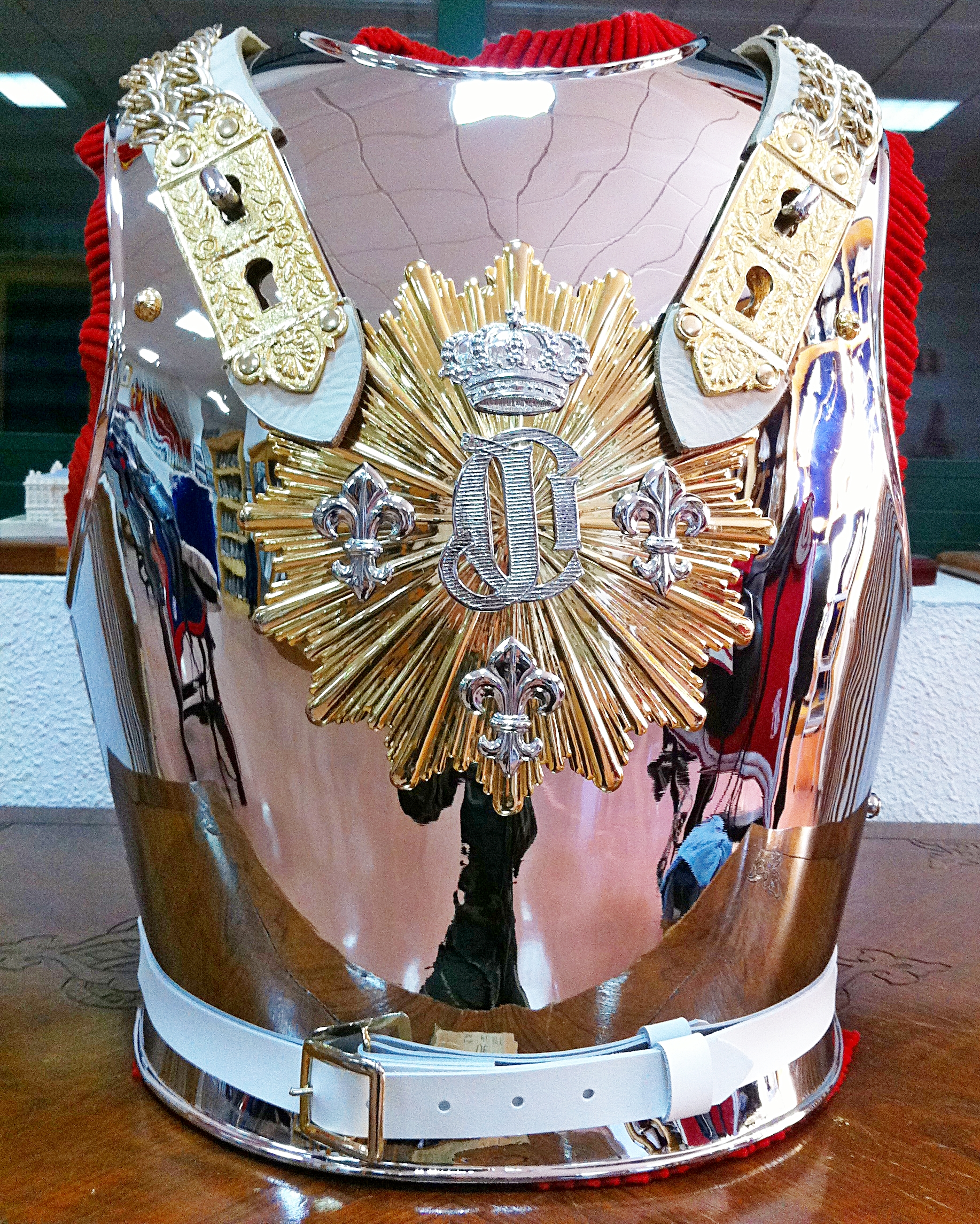
Parte frontal de la coraza
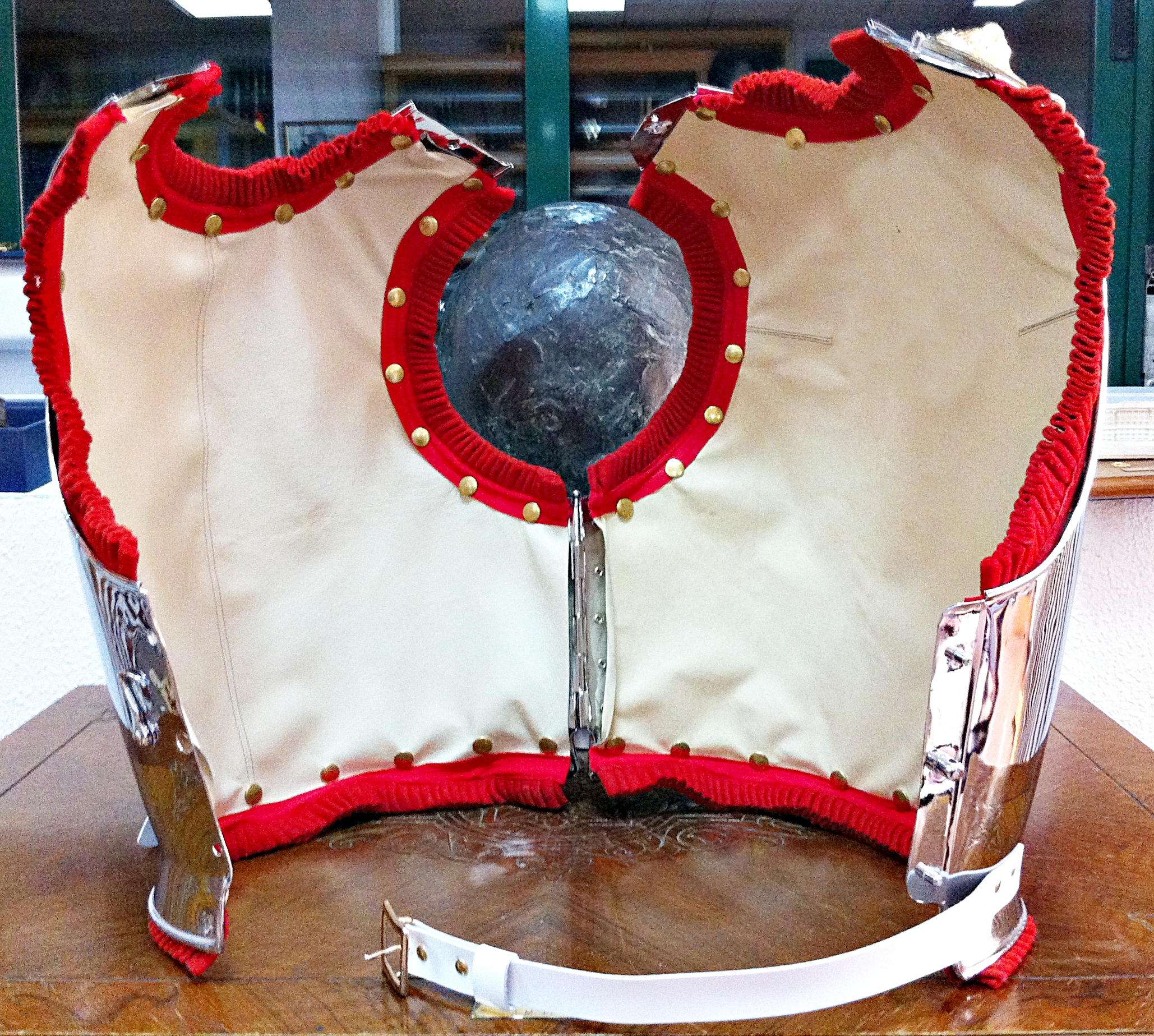
Interior de la Coraza
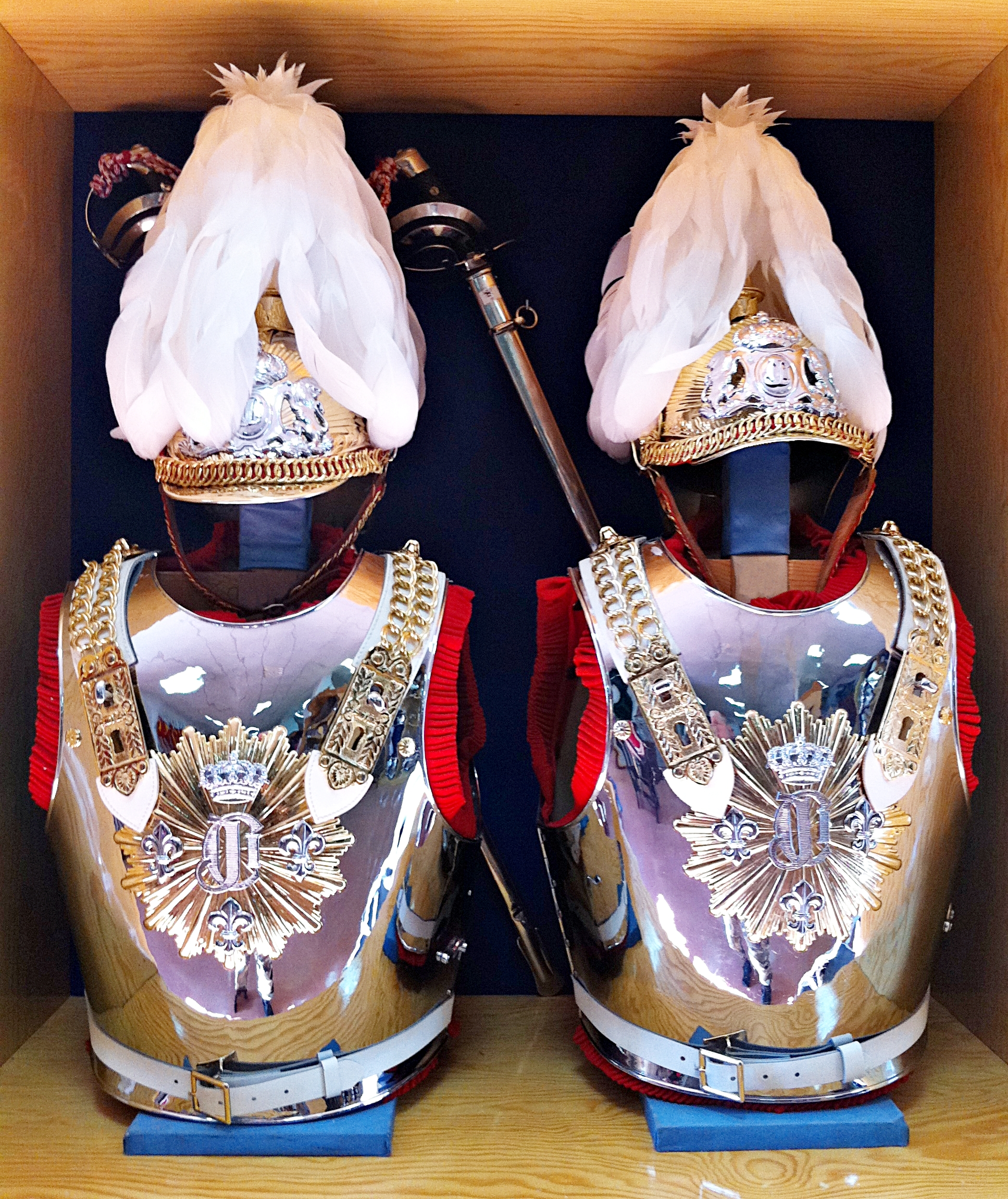
Corazas con sus cascos

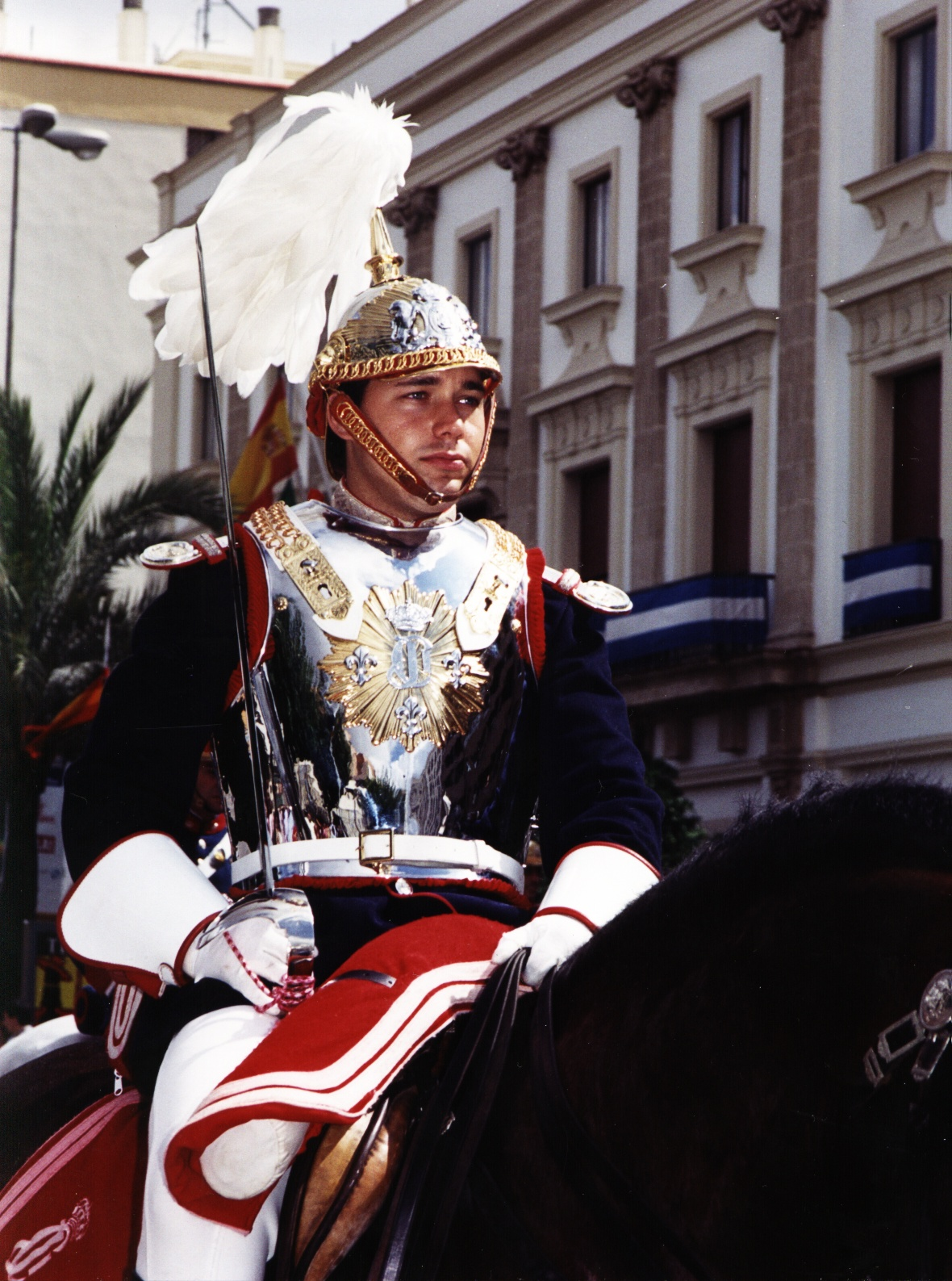
Coracero

En 1885 se dio un nuevo reglamento de uniformidad donde aparece por primera vez la coraza descrita de la siguiente manera: "de hierro pulimentado, con un sol de metal amarillo en el centro del peto y sobrepuestas las iniciales A XIII, con corona real y tres flores de lis de metal blanco; corbata de paño encarnado rizado sujeta interiormente al forro de la coraza que es de badana blanca". En las destinadas a clases de tropa, el sol central en el peto se dice dorado al fuego. Igual coraza debían portar jefes y oficiales en gala para revistas, actos militares “y demás servicios que S.M. ordene”. 
El reglamento de 1910 describe así la coraza para el Escuadrón de la Escolta Real: “De hierro bruñido, con peto y espaldar; el primero lleva en su centro un sol dorado, y sobrepuesto la cifra A.XIII, con corona Real y tres flores de lis en metal blanco; hombreras de cuero blanco, sobre las que van unas cadenillas de metal doradas para abrochar en peto con el espaldar, y cinturón del mismo cuero; corbata de paño color grana rizada y sujeta interiormente al forro, que será de badana blanca”. Estas corazas se estrenaron el 12 de abril de 1881, cuando el Escuadrón de Escolta Real en unas maniobras realizadas en la Casa de Campo de Madrid a las órdenes del rey Alfonso XIII.
Tras el renacimiento de la Guardia Real y su Escuadrón en 1976 se recuperó la sección de coraceros, apareciendo por primera vez escoltando al rey el Día de las Fuerzas Armadas en Zaragoza en 1982.

### Pistola H&K USP Standard
El arma corta actual de dotación en el Escuadrón de Escolta Real es la H&K USP Standard.

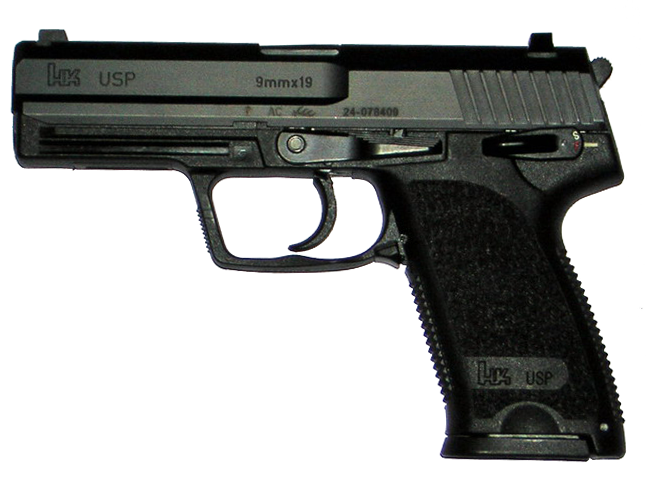
H&K USP Standard, pistola semiautomática

### FUSA H&K G-36E
El Escuadrón de Escolta Real tiene de dotación para el desarrollo de sus funciones, el fusil reglamentario para las Fuerzas Armadas españolas.

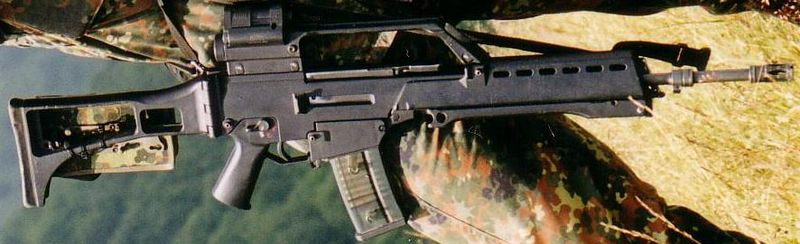
Fusil H&K G-36E

## El caballo de pura raza española
El caballo que utiliza el Escuadrón de Escolta Real para su trabajo es el español o pura raza española. Esta raza equina tiene su origen en el siglo XVI, cuando el rey Felipe II encargó a Diego López de Haro y Guzmán la creación de las Caballerizas Reales de Córdoba. Allí agrupó los mejores sementales y yeguas de las tierras que bordean el Guadalquivir, siendo esta yeguada real el origen de la raza del caballo andaluz. Esta labor fue reconocida en 2017 con la distinción Caballo de Oro.
Actualmente el escuadrón cuenta con algo más de un centenar de caballos de pura raza española de las siguientes capas:
- Torda: Mando, Plana Mayor, Banda de Clarines y Timbales y Secciones de Lanceros.
- Negra: Escuadra de Batidores.
- Castaña: Sección de Coraceros.

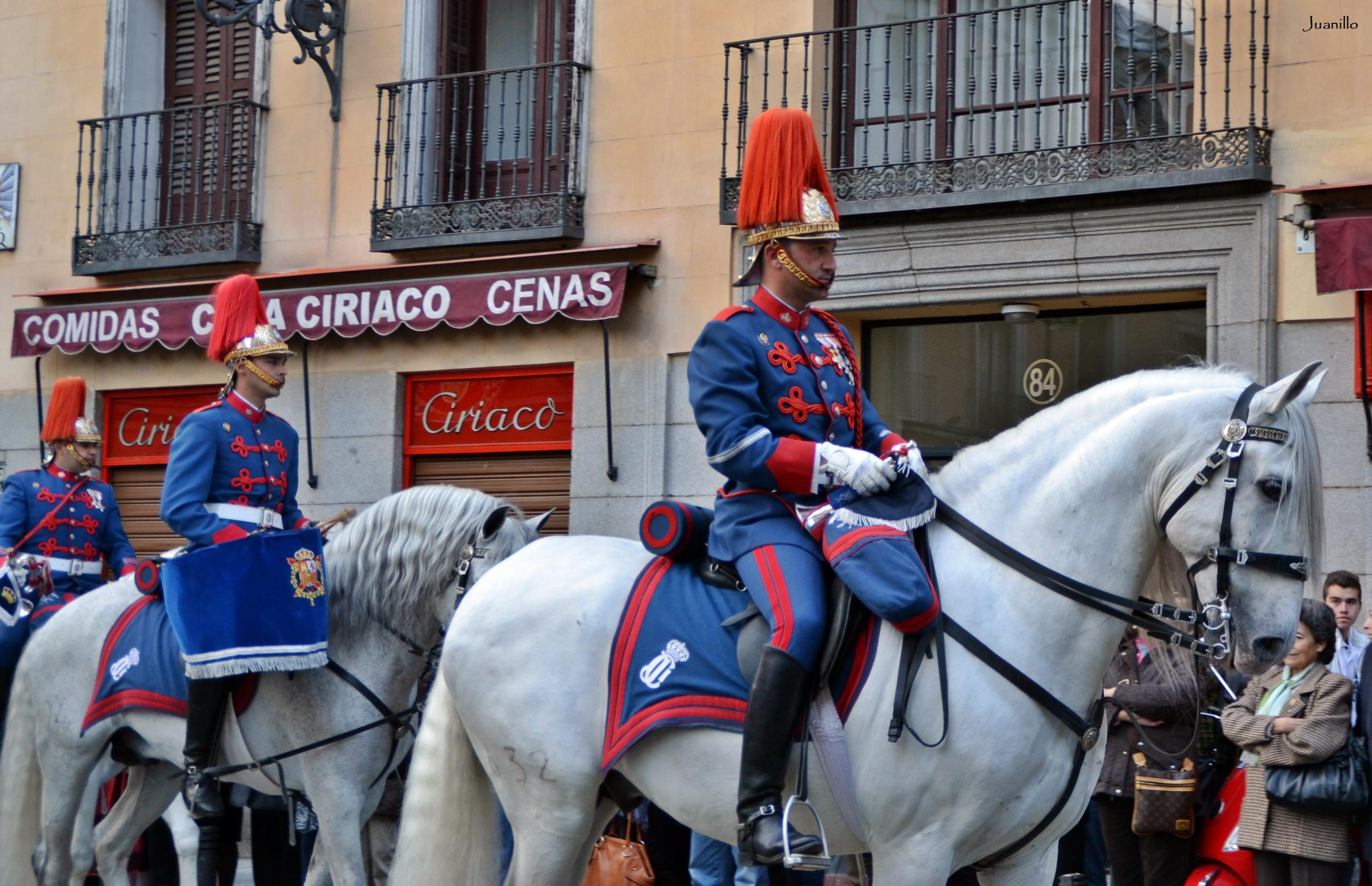
Cabo 1º de la Banda de Clarines y Timbales
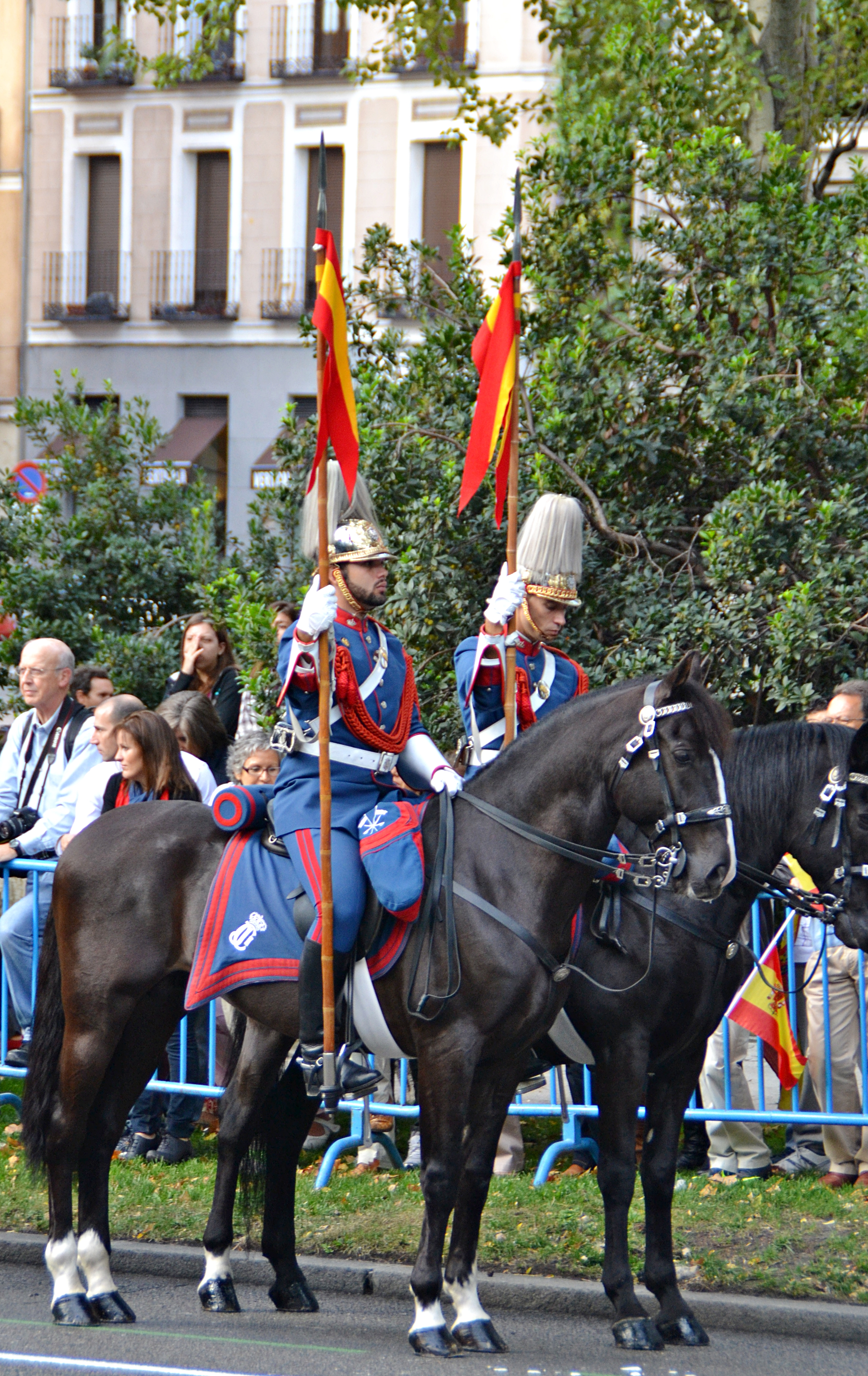
Batidores
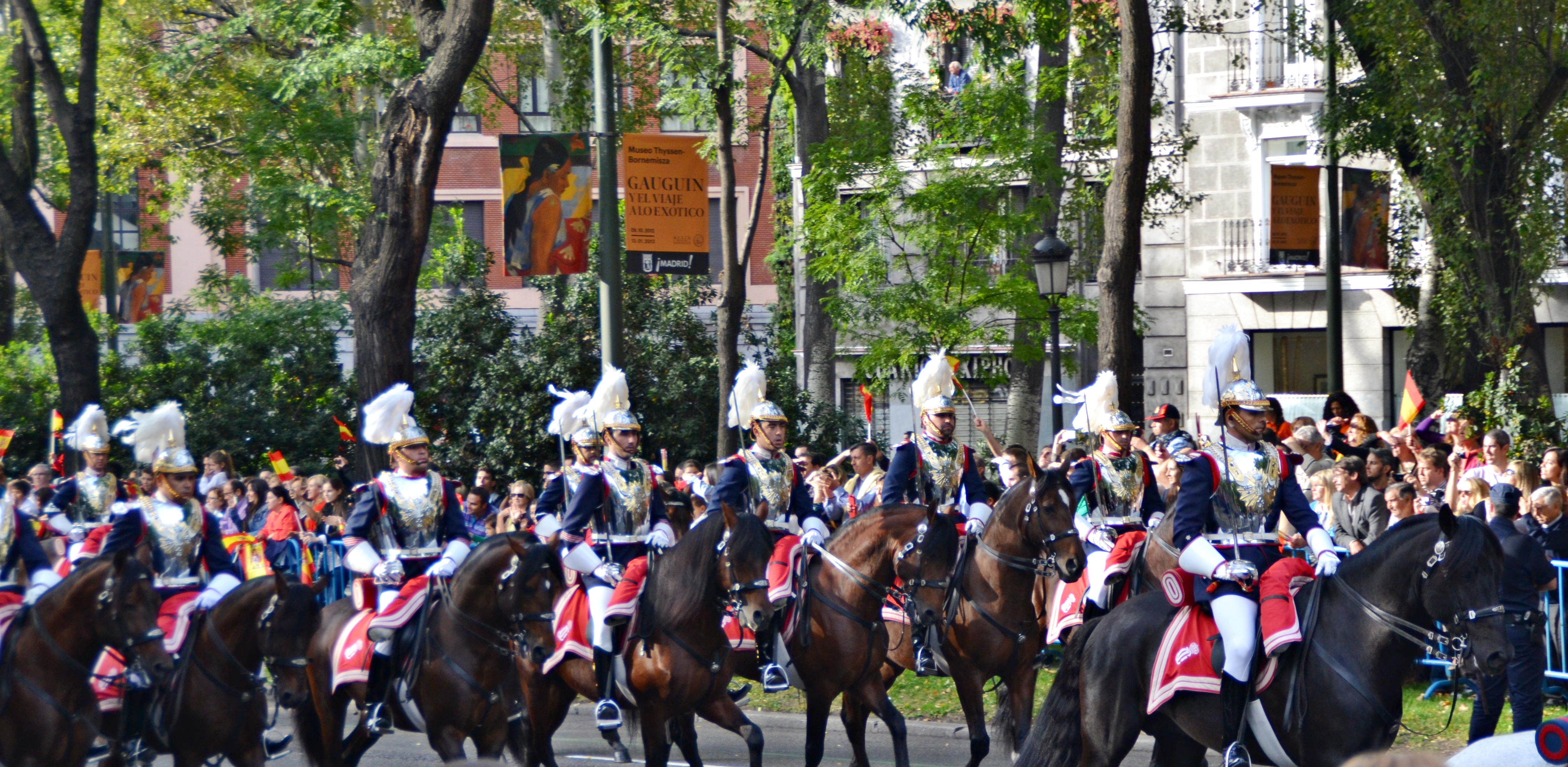
Coraceros
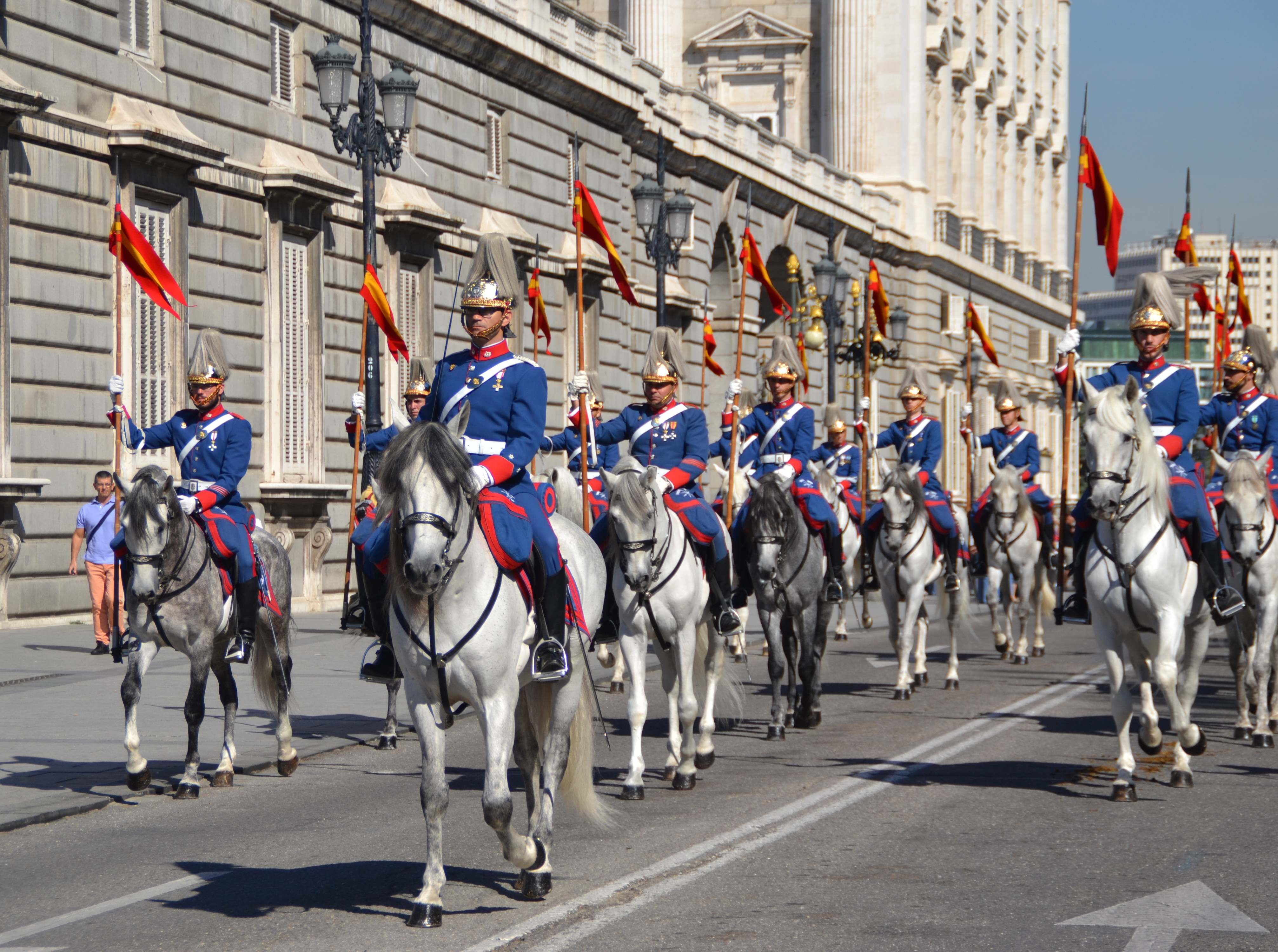
Lanceros

## Acuartelamiento "La Reina"

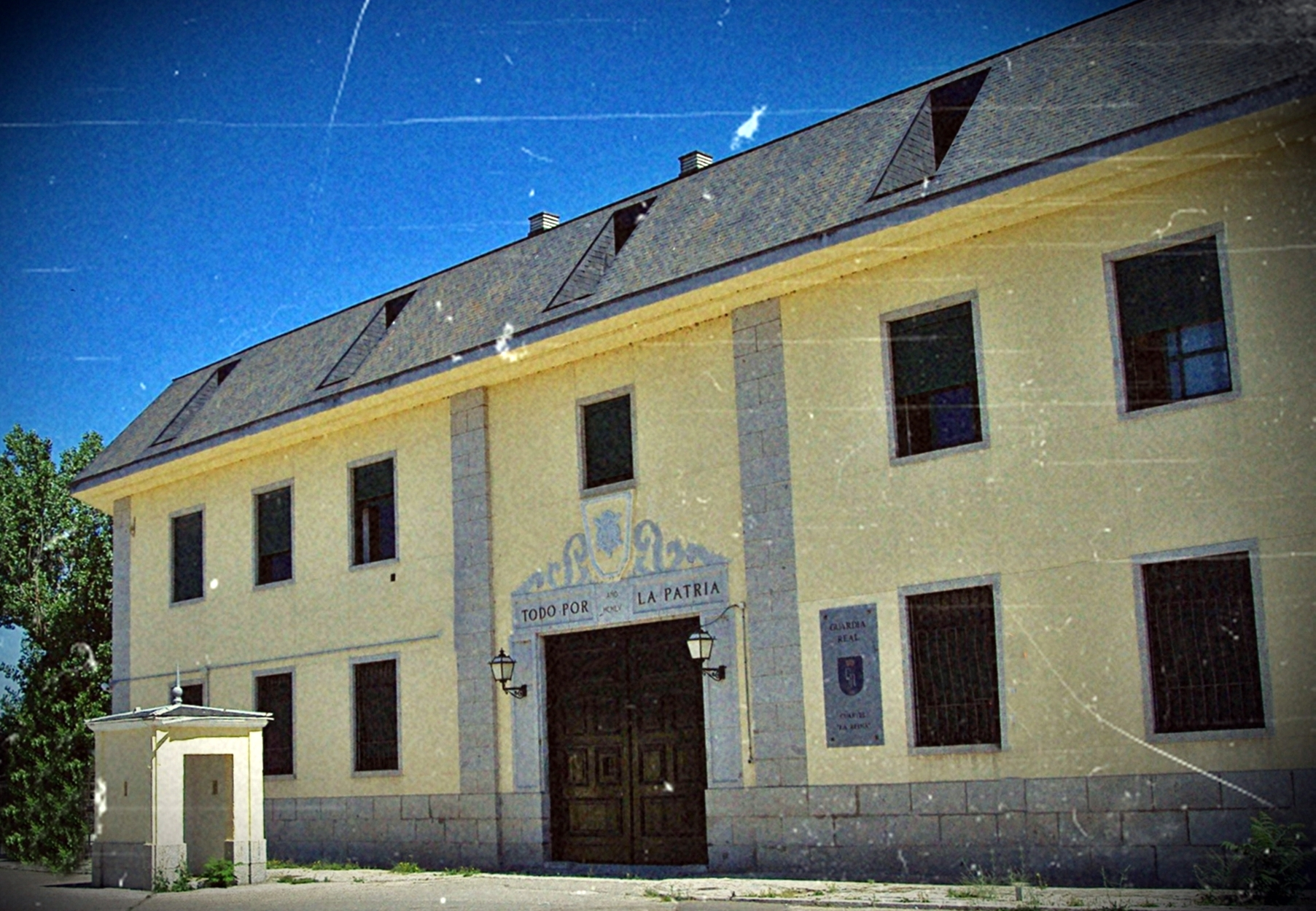
Fachada principal del Acuartelamiento La Reina
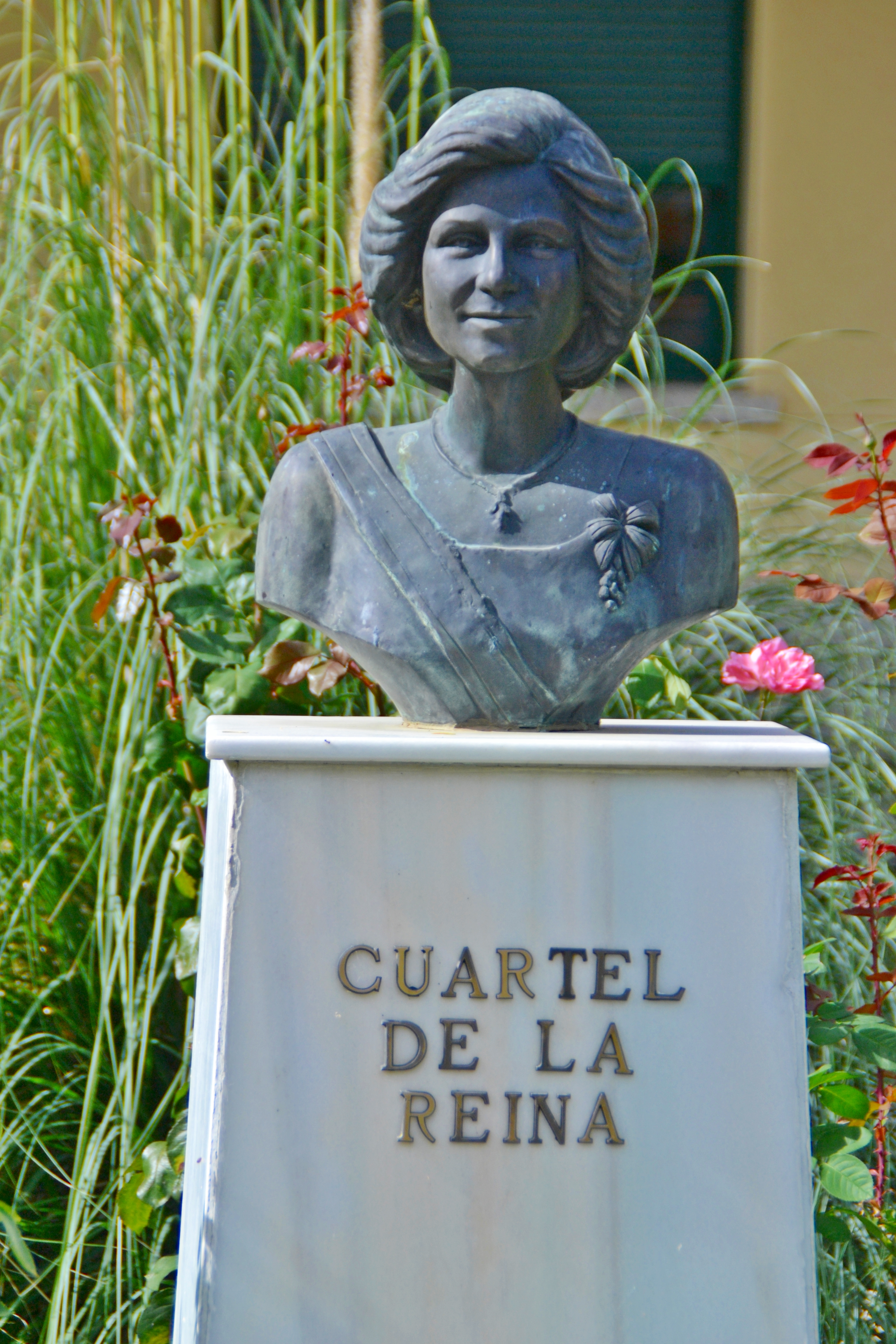
Busto de SM la Reina Dª Sofía en el Acuartelamiento La Reina.
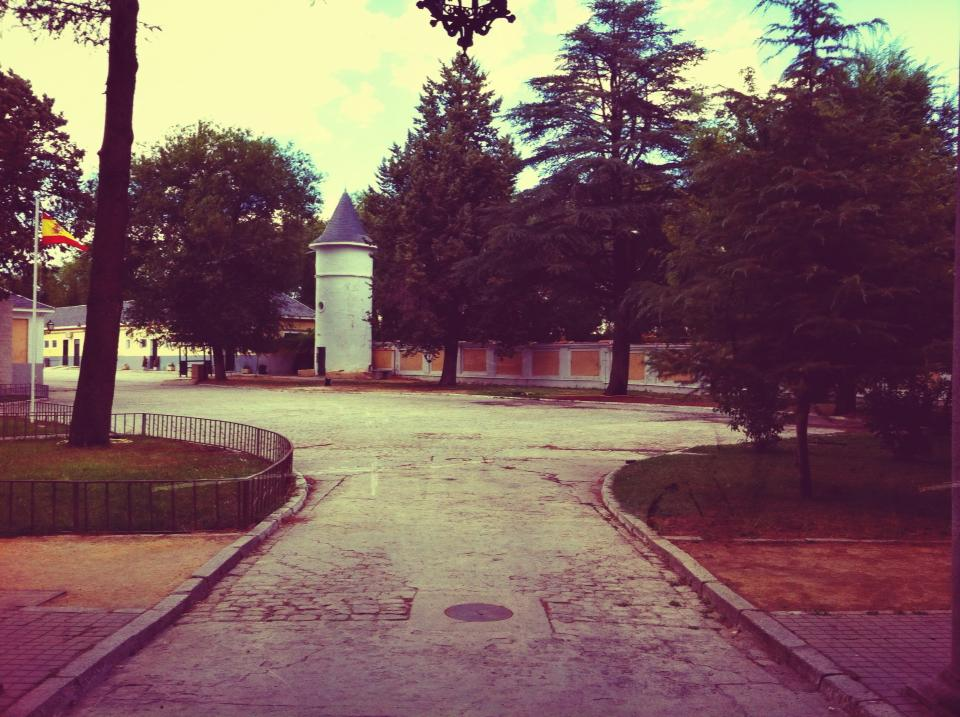
Entrada al patio del Acuartelamiento La Reina
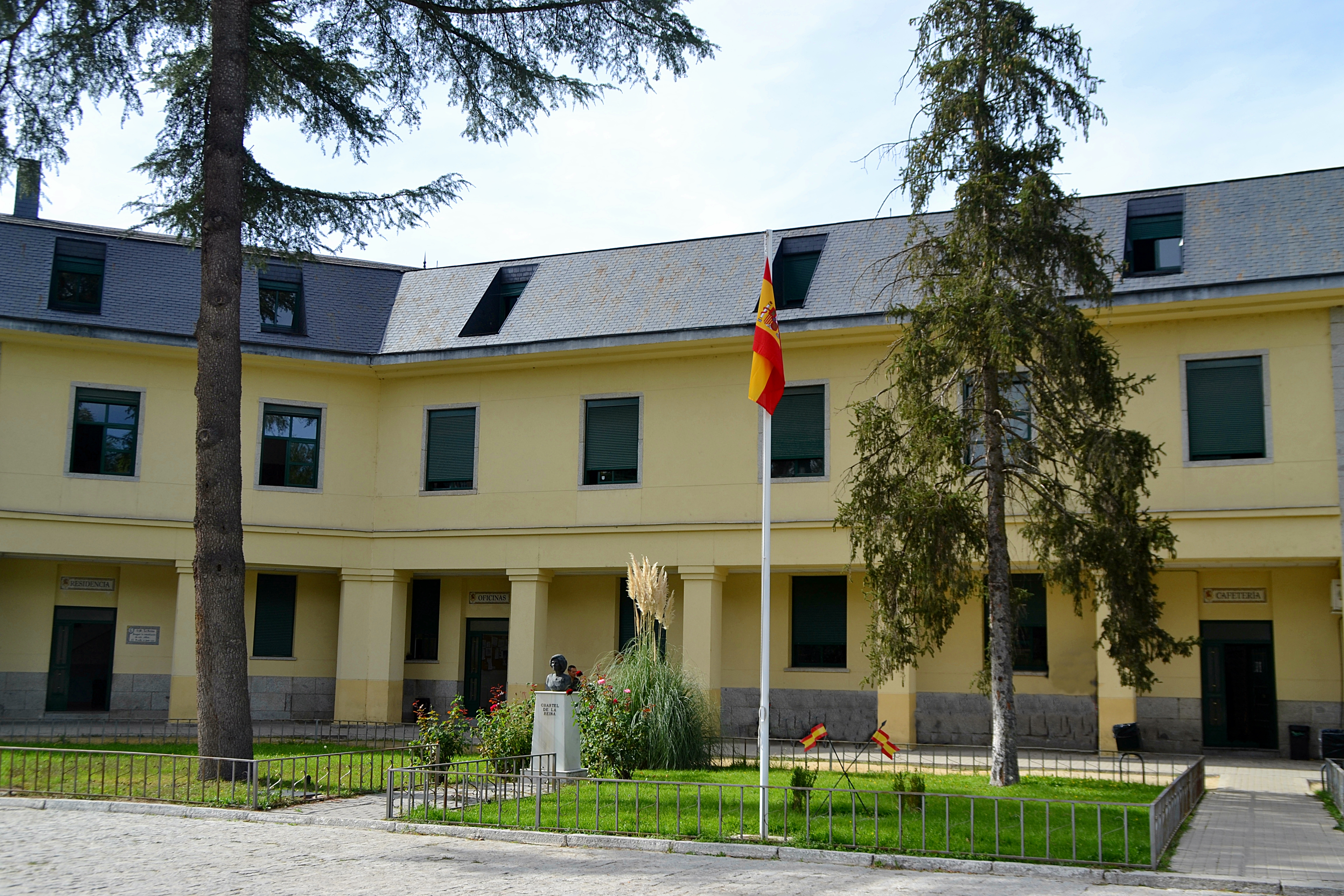
Patio del Ac. La Reina
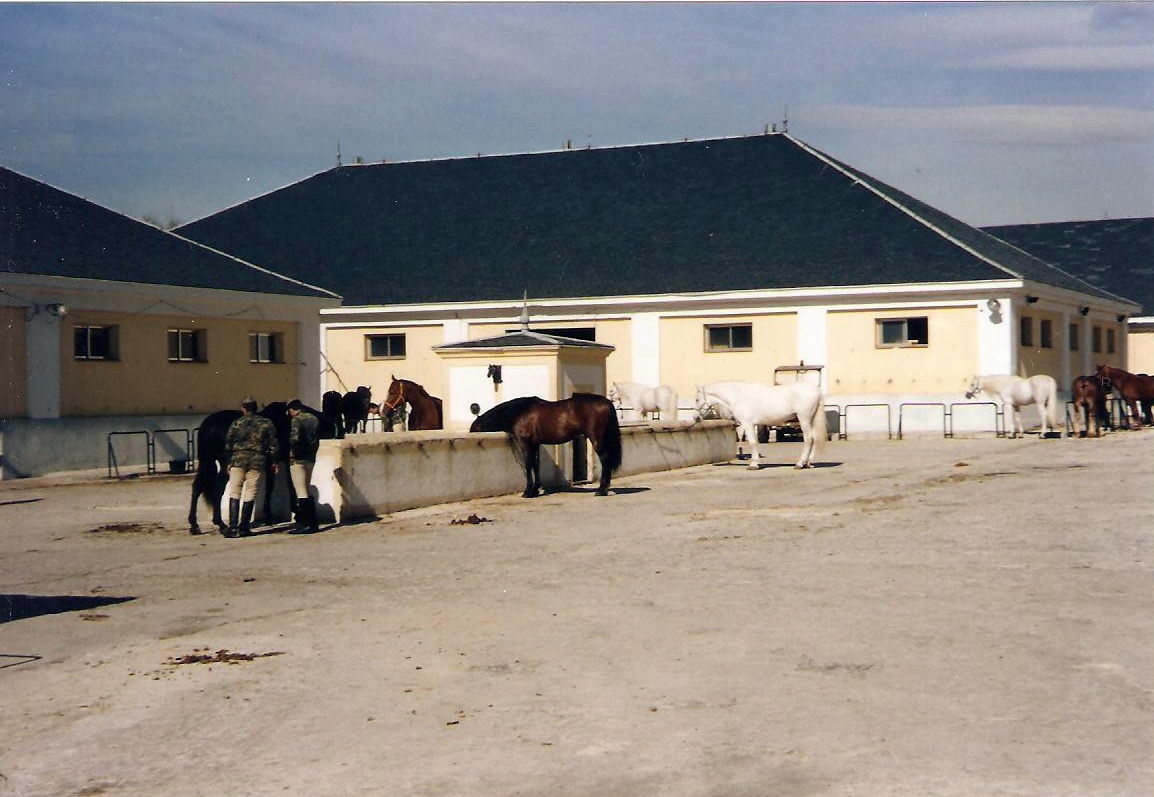
Patio de cuadras

La sede actual del Escuadrón de Escolta Real es el acuartelamiento “La Reina”, situado en El Pardo junto al resto de acuartelamientos de la Guardia Real.
Este acuartelamiento, fue construido en el año 1955 para albergar al Escuadrón del Regimiento de S.E. el Generalísimo que hasta entonces, se acuartelaba en el cuartel del Conde Duque de Madrid.
Con varias reformas y remodelaciones, la última en el año 2000, en la actualidad alberga las dependencias necesarias para el trabajo del personal del Escuadrón, de su ganado y una residencia para el personal del mismo inaugurada por S.M. la reina Dª Sofía el 15 de junio de 2000.
El acuartelamiento “La Reina” posee instalaciones para la práctica de la equitación y para el mantenimiento y trabajo de los caballos como los caminadores y pastores.

### Pista de equitación “Capitán Pérez Seoane”
Esta pista cubierta fue inaugurada por S.A.R. la Infanta Dª Elena y en ella se realiza la instrucción ecuestre del personal del Escuadrón y diferentes actividades relacionadas con la equitación.

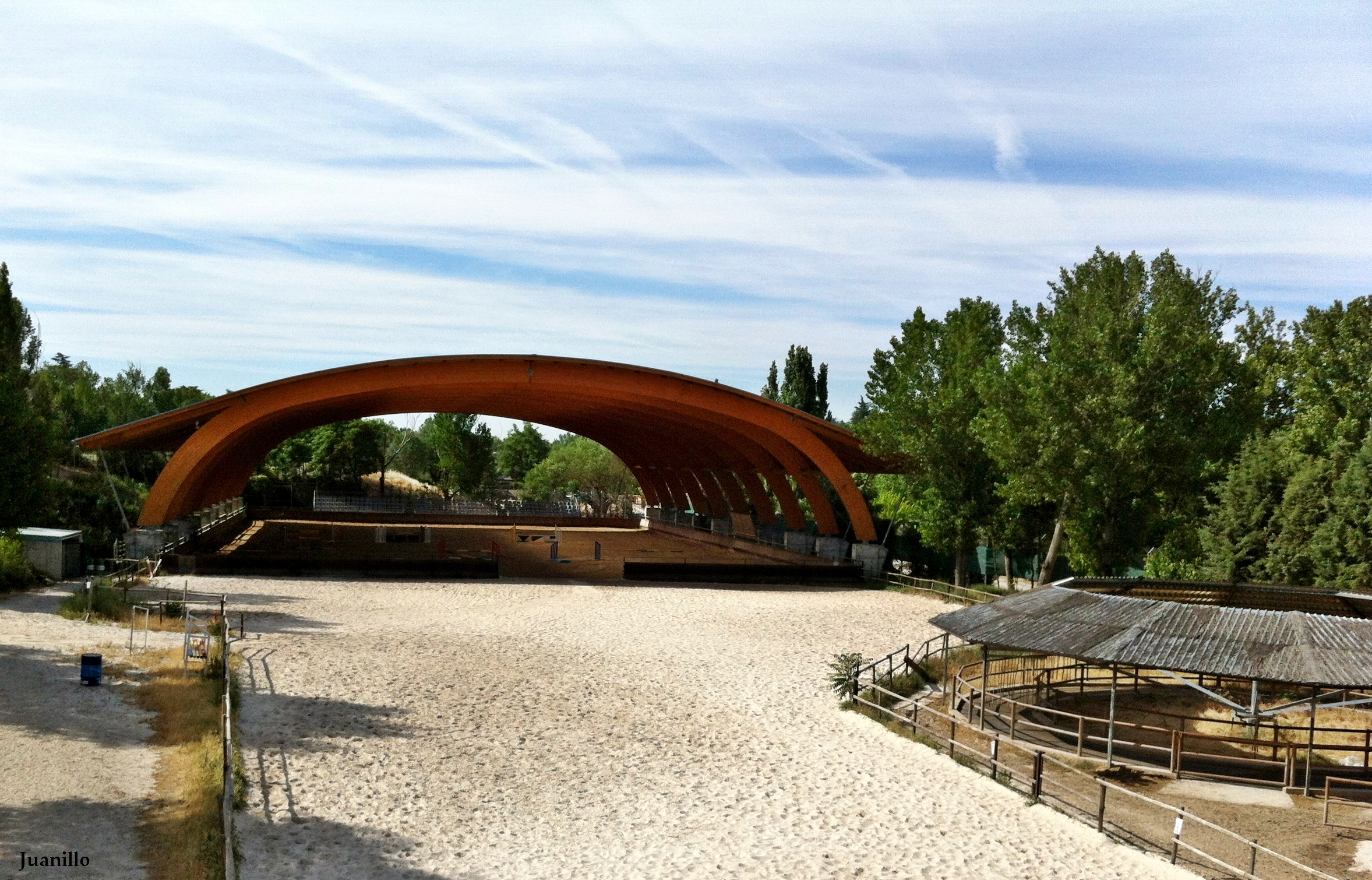
Pista de Equitación “Capitán Pérez Seoane”
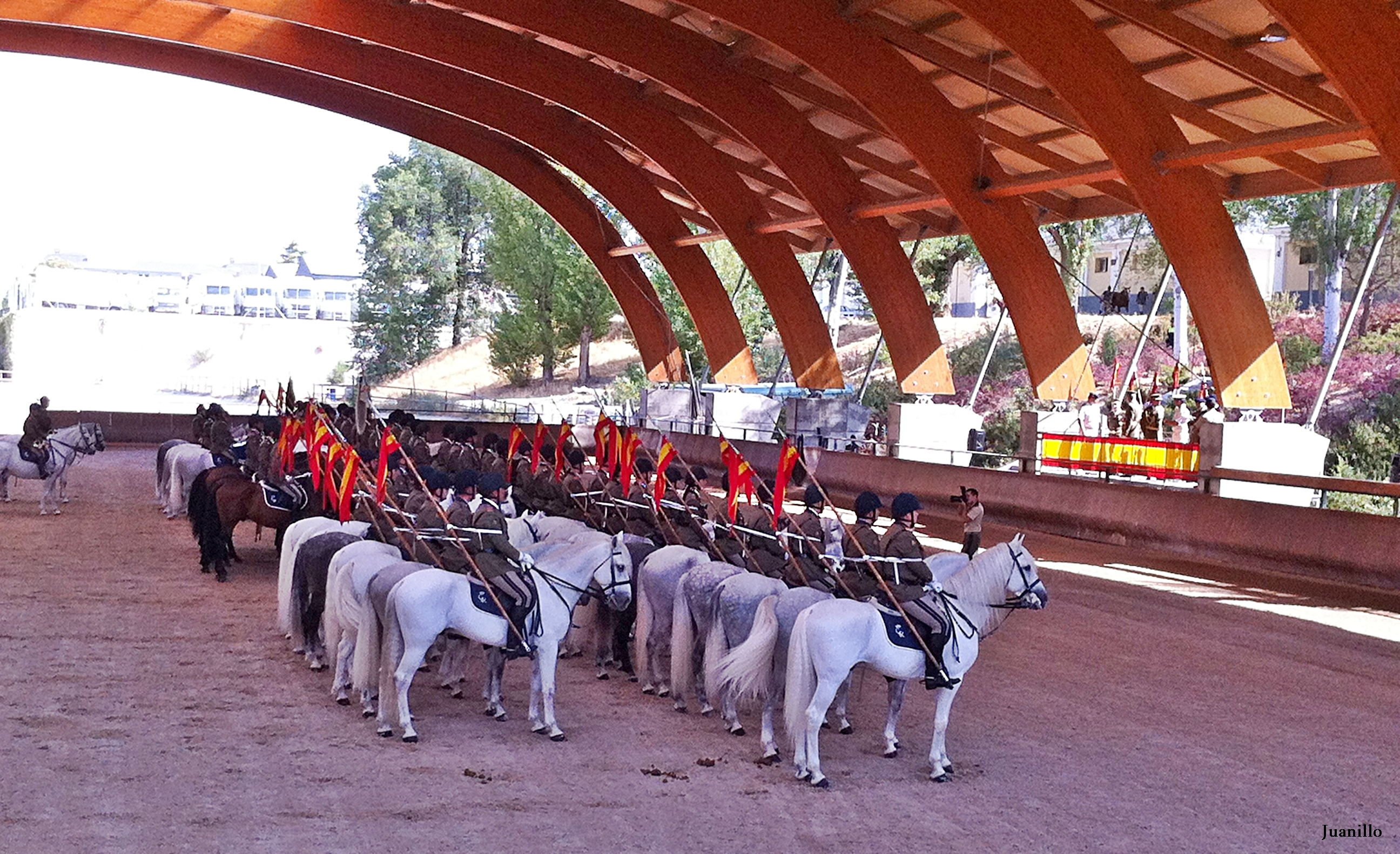
Pista de Equitación “Capitán Pérez Seoane”

### Sala de Corazas
Otra dependencia a destacar en el acuartelamiento “La Reina” es la Sala de Corazas, donde se almacena todo el material y armamento histórico y de gala que se utiliza en los diferentes actos que realiza el Escuadrón.
Este modesto museo, junto con la Sala Histórica de la Guardia Real, puede ser visitado previa solicitud y autorización por el Negociado de Protocolo de la Guardia Real.

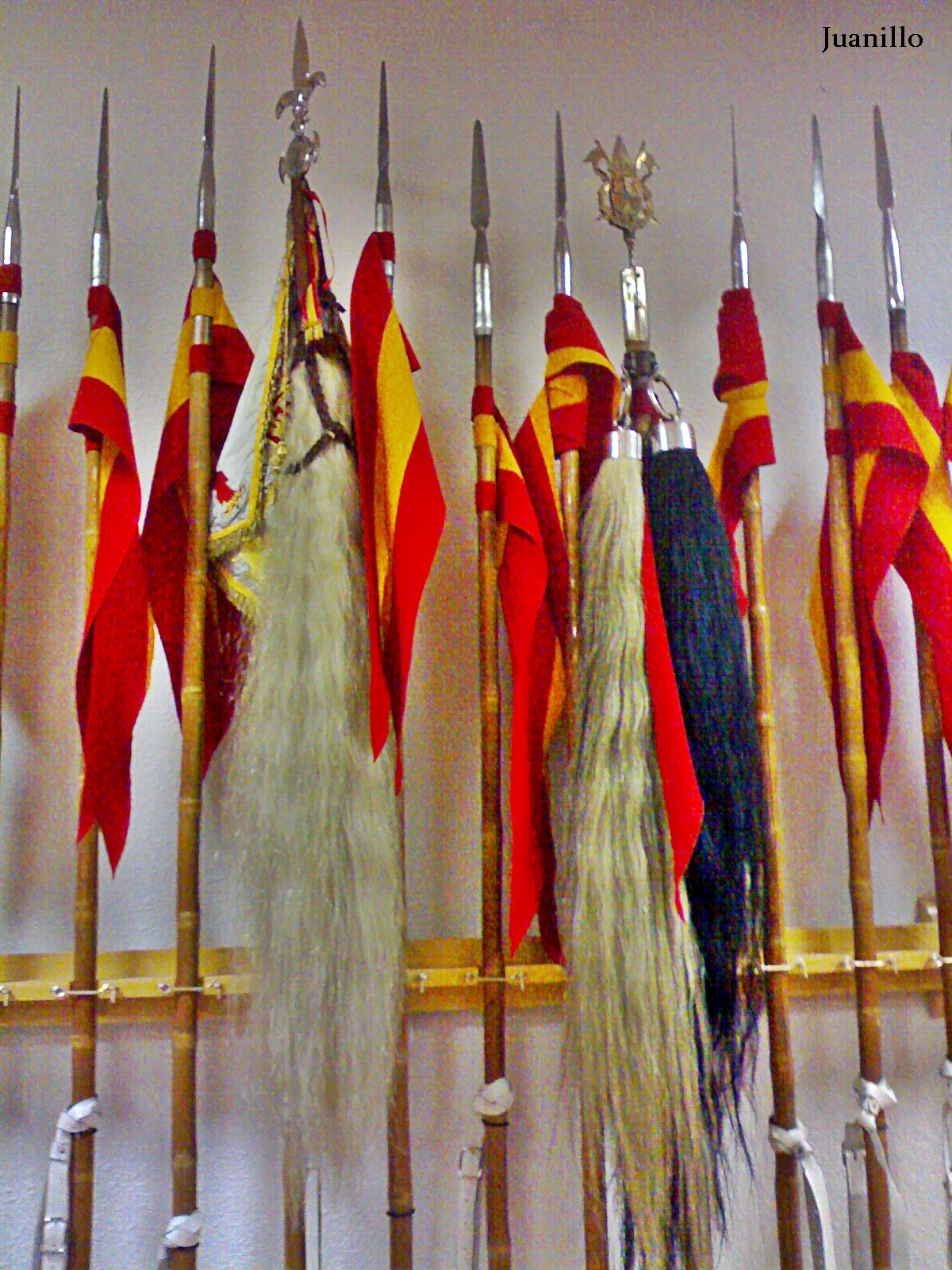
Guión, estandarte y lanzas del Escuadrón de Escolta Real
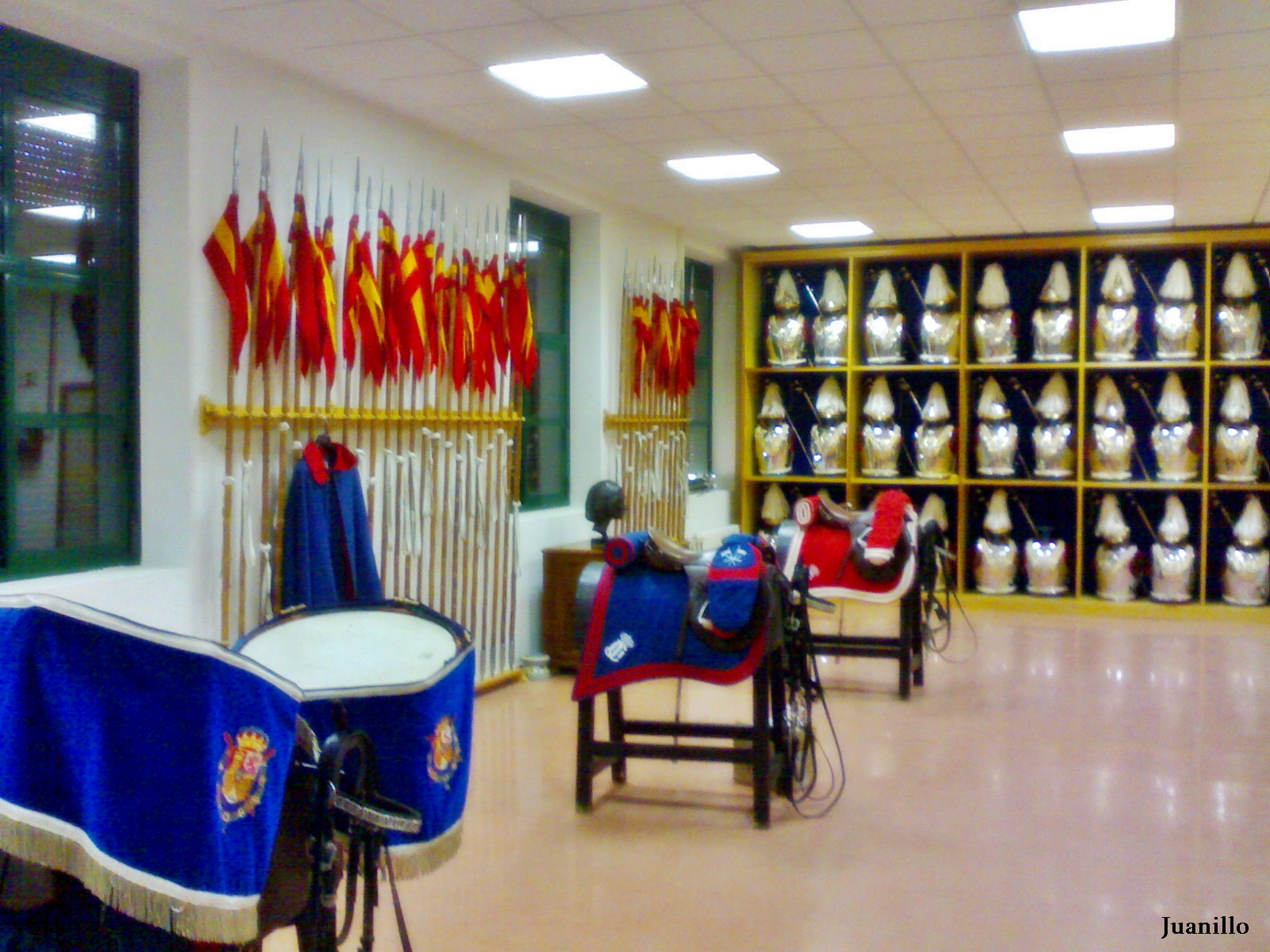
Sala de Corazas del Escuadrón de Escolta Real
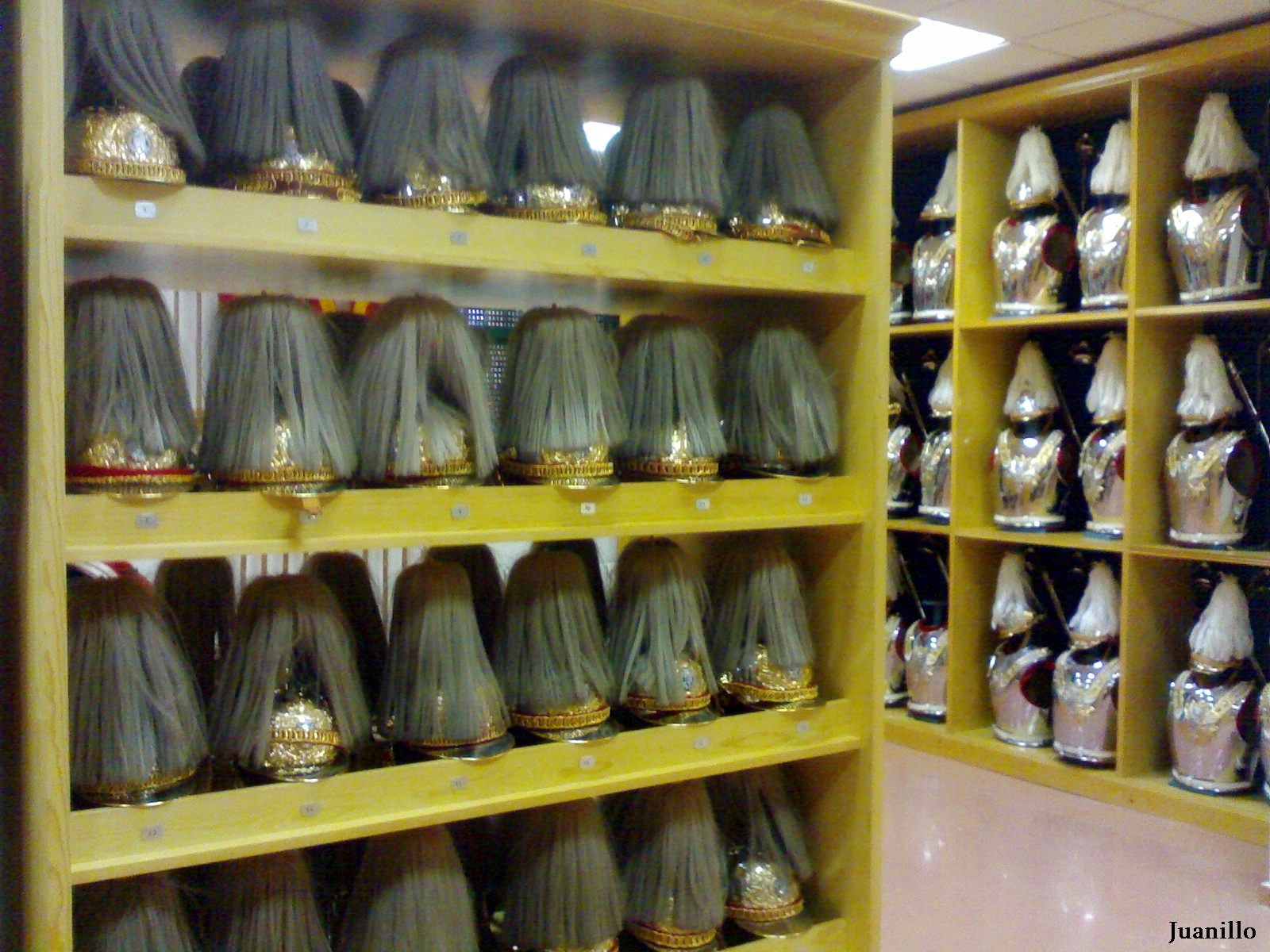
Sala de Corazas del Escuadrón de Escolta Real
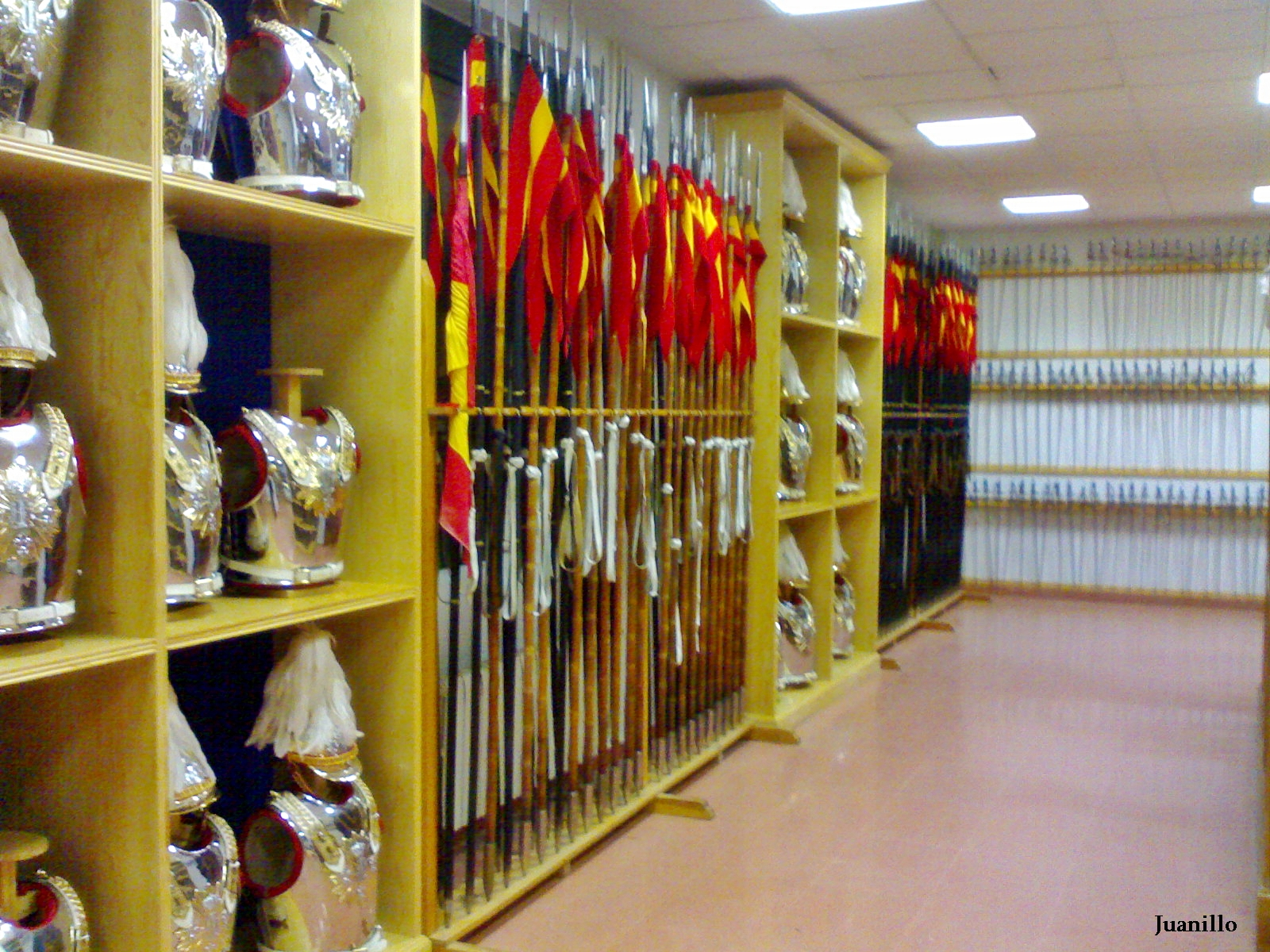
Sala de Corazas del Escuadrón de Escolta Real
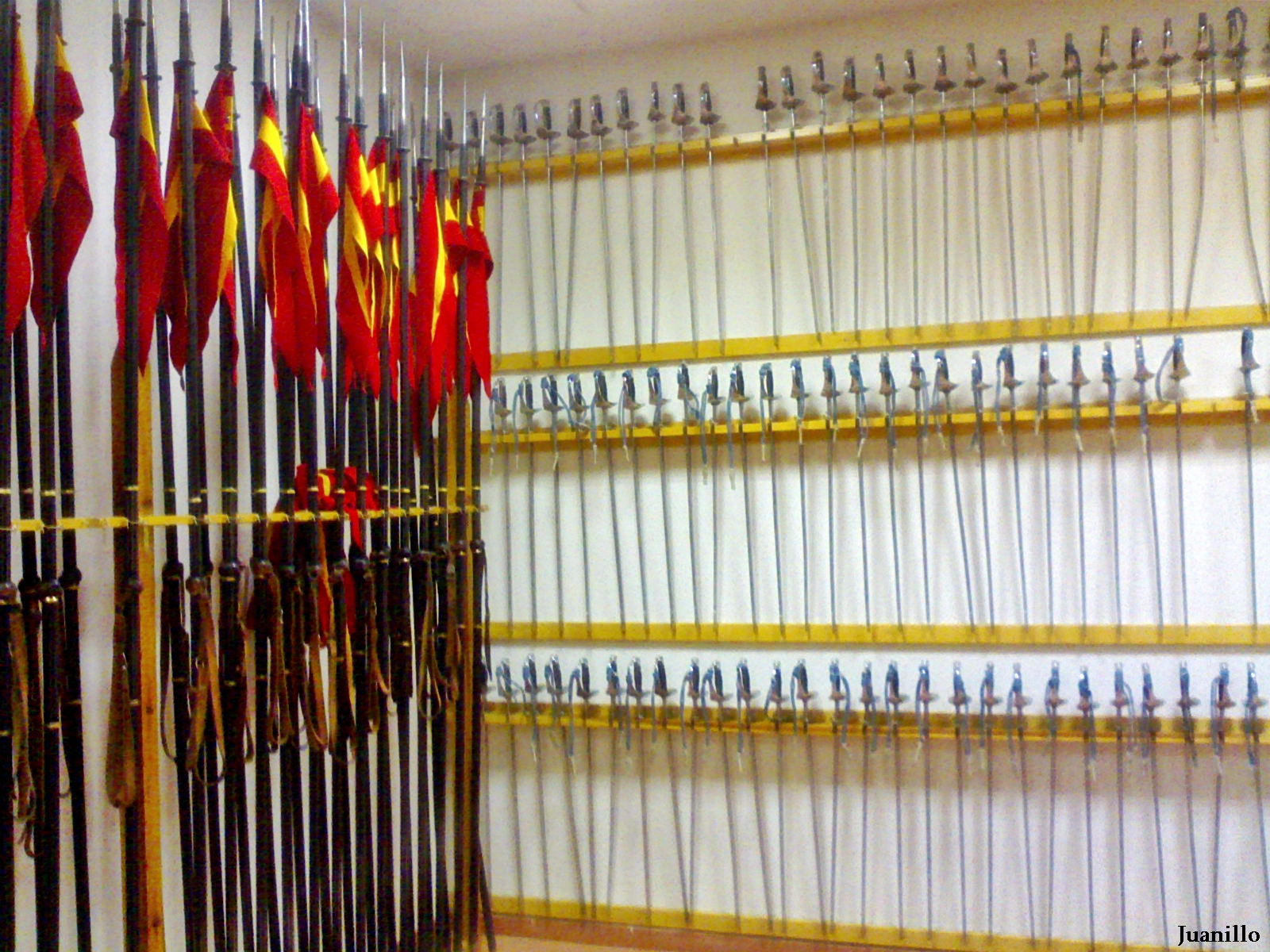
Sala de Corazas del Escuadrón de Escolta Real